# Europa
Europa este un continent situat în întregime în emisfera nordică și în cea mai mare parte în emisfera estică. Cuprinde cea mai vestică parte a Eurasiei și este mărginită de Oceanul Arctic la nord, Oceanul Atlantic la vest, Marea Mediterană la sud și de Asia la est. Europa este considerată în mod obișnuit separată de Asia de bazinul hidrografic al Munților Ural, râul Ural, Marea Caspică, Caucazul Mare, Marea Neagră, și căile navigabile ale strâmtorii turcești. Cu toate acestea, granițele pentru Europa, un concept care datează din antichitatea clasică, sunt oarecum arbitrare, deoarece termenul „Europa” se poate referi la o distincție culturală, politică sau geografică.
Europa acoperă aproximativ 10.180.000 km2 sau 2 % din suprafața Pământului (6,8 % din suprafața terestră), fiind penultimul continent ca mărime. Din punct de vedere politic, Europa este împărțită în aproximativ cincizeci de state suverane, dintre care Rusia este cea mai mare și mai populată, acoperind 39 % din continent și cuprinzând 15 % din populația sa. Europa avea în 2020 o populație totală estimată la aproximativ 747 de milioane (aproximativ 11 % din populația lumii). Clima Europei este în mare măsură influențată de curenții calzi ai Atlanticului, care duc la ierni și veri temperate pe o mare parte din continent, chiar și la latitudini de-a lungul cărora clima din Asia și America de Nord este severă. Mai departe de ocean, diferențele sezoniere sunt mai vizibile decât în apropierea coastei.
Cultura occidentală își are rădăcinile în cultura Europei, care își urmărește descendența până în Grecia antică și Roma antică. Căderea Imperiului Roman de Apus în 476 d.Hr., iar ulterior migrația popoarelor marchează sfârșitul istoriei antice a Europei și începutul Evului Mediu. Umanismul renascentist, explorarea, arta și știința au dus la epoca modernă. Din perioada marilor descoperiri, începută de Portugalia și Spania, Europa a jucat un rol predominant în afacerile globale. Între secolele XVI și XX, puterile europene au colonizat în diverse momente America, aproape toată Africa și Oceania și majoritatea Asiei.
Iluminismul, ulterior Revoluția franceză și războaiele napoleoniene au profilat continentul
din punct de vedere cultural, politic și economic de la sfârșitul secolului al XVII-lea până în prima jumătate a secolului al XIX-lea. Revoluția industrială, care a început în Marea Britanie la sfârșitul secolului al XVIII-lea, a dat naștere la schimbări economice, culturale și sociale radicale în Europa de Vest și în cele din urmă în lumea largă. Ambele războaie mondiale au avut loc în cea mai mare parte în Europa, contribuind la o scădere a dominanței vest-europene în afacerile mondiale până la mijlocul secolului al XX-lea, Uniunea Sovietică și Statele Unite crescând în importanță. În timpul Războiului rece, Europa a fost împărțită de-a lungul Cortinei de Fier între NATO în Vest și Pactul de la Varșovia în Est, până la Revoluțiile din 1989 și căderea Zidului Berlinului.
În 1949, a fost fondat Consiliul Europei cu ideea de a unifica Europa pentru a atinge obiective comune și pentru a preveni viitoarele războaie. Integrarea europeană suplimentară de către unele state a dus la formarea Uniunii Europene (UE), o entitate politică separată care se află între o confederație și o federație. UE își are originea în Europa de Vest, dar s-a extins spre est de la căderea Uniunii Sovietice în 1991. Moneda majorității țărilor din Uniunea Europeană, euro, este cea mai frecvent utilizată în rândul europenilor; spațiul Schengen al UE elimină controalele la frontieră și imigrație între majoritatea statelor sale membre și unele state nemembre. Există o mișcare politică care favorizează evoluția Uniunii Europene într-o singură federație care cuprinde o mare parte a continentului.

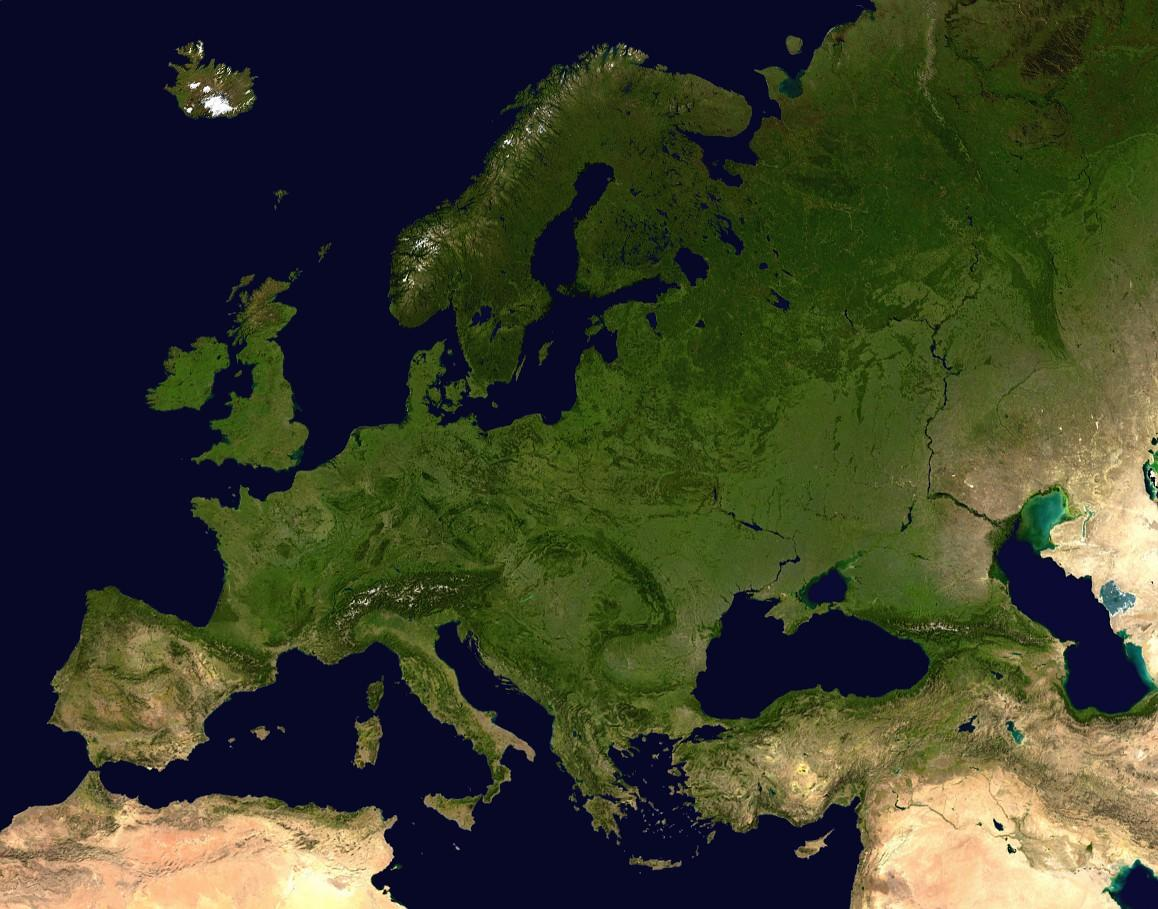
Europa: imagine satelitară

## Etimologie

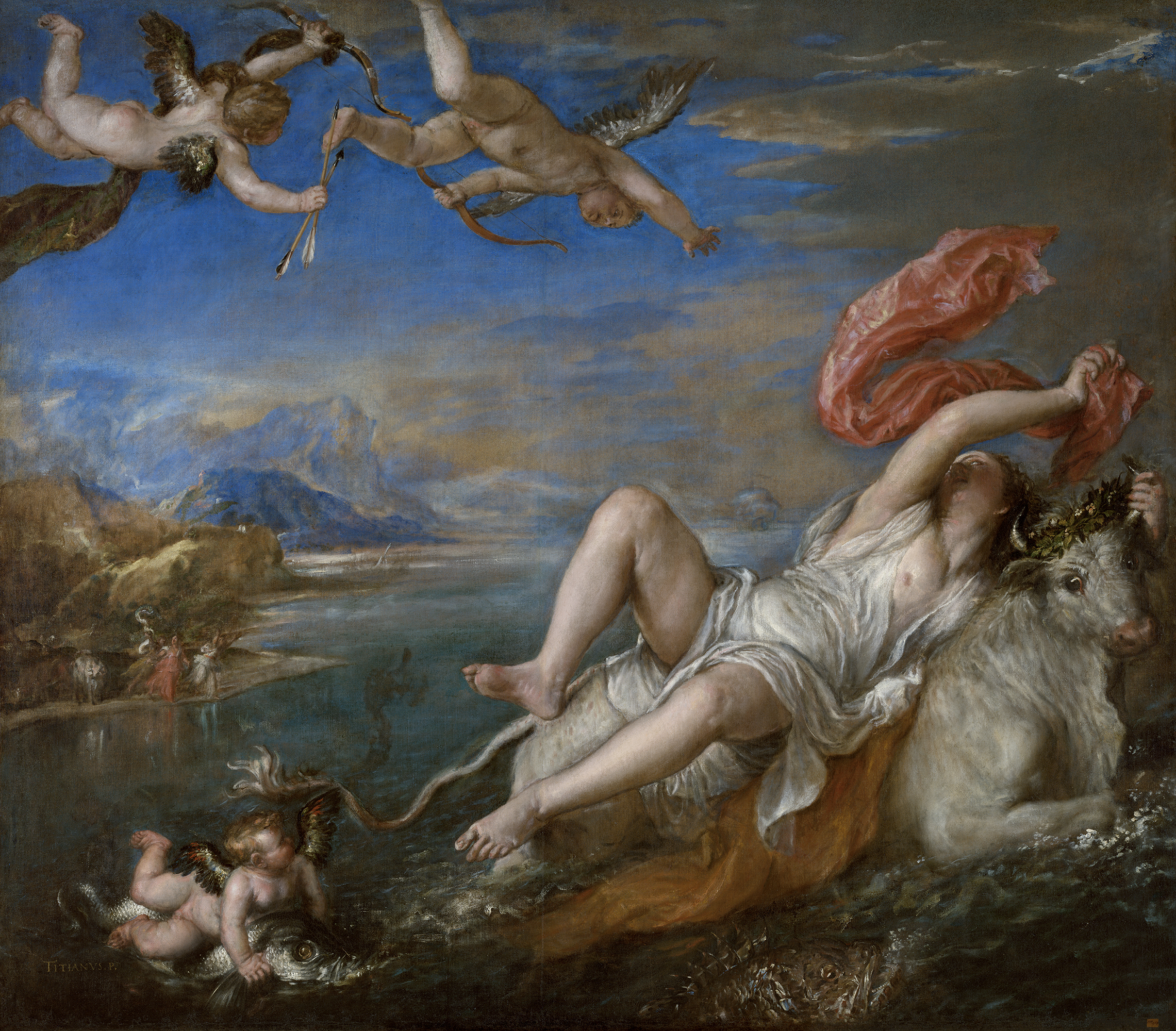
Răpirea Europei, de Tizian

Prima hartă a lumii, conform lui Anaximandru (sec. VI î.Hr.)

În mitologia greacă, Europa era o prințesă feniciană pe care Zeus a răpit-o după ce a luat forma unui uimitor taur alb. El a dus-o pe insula Creta, unde Europa a adus pe lume pe Minos, Radamant și Sarpedon. Pentru Homer, Europa (în greaca veche: Εὐρώπη, Eurṓpē) a fost o regină mitologică a Cretei și nu o denumire geografică. Mai târziu, termenul Europa a fost folosit pentru a se referi la nord-centrul Greciei și în 500 î.Hr., semnificația sa a fost extinsă la ținuturile din nord.
Numele Europa este de etimologie incertă. O teorie sugerează că termenul derivă din grecescul εὐρύς (eurús), „larg, vast” și ὤψ (ōps, gen. ὠπός, ōpós) „ochi, față, chip”,, prin urmare compozitul lor Eurṓpē ar însemna „larg-privind” sau „cu aspect vast”  sau „contemplație largă”. „Larg” a fost un epitet al Pământului însuși în religia proto-indo-europeană.
O altă teorie sugerează că Eurṓpē se bazează pe un cuvânt semitic pentru „apus”, acesta fiind fie akkadianul erebu care înseamnă „a coborî, apune” (spus despre Soare), fie fenicianul ereb „seară, apus”, care este la originea Maghrebului arab și a ebraicului ma'arav. Filologul britanic M.L West afirmă însă că „fonologic, corespondența dintre numele Europei și orice formă a cuvântului semitic este foarte slabă”, în timp ce lingvistul neerlandez Robert S. P. Beekes consideră improbabilă o conexiune cu limbile semitice.
Majoritatea limbilor majore ale lumii folosesc cuvinte derivate din Eurṓpē sau Europa pentru a se referi la continent. Chineza, de exemplu, folosește cuvântul Ōuzhōu (歐洲/欧洲), care este o abreviere a denumirii transliterate Ōuluóbā zhōu (歐羅巴洲) (zhōu înseamnă "continent"); un termen chinizesc derivat Ōshū (欧州) este de asemenea utilizat, uneori, în japoneză, cum ar fi în numele japonez al Uniunii Europene, Ōshū Rengō (欧州連合), cu toate că katakana Yōroppa (ヨーロッパ) este mai frecvent utilizată. În unele limbi turcice, numele inițial persan Frangistan („ținutul francilor”) este folosit în mod obișnuit pentru a se referi la o mare parte din Europa, pe lângă nume oficiale precum Avrupa sau Evropa.

## Definiție

### Definiție contemporană
Harta Europei, care arată una dintre cele mai des utilizate granițe continentale
Cheie: albastru: state care se încadrează la granița dintre Europa și Asia;
verde: țări care nu sunt geografic din Europa, dar sunt strâns asociate cu continentul

Definiția predominantă a Europei ca termen geografic a fost utilizată de la mijlocul secolului al XIX-lea. Europa este considerată a fi mărginită de corpuri mari de apă la nord, vest și sud. Limitele Europei spre est și nord-est sunt considerate Munții Ural, râul Ural și Marea Caspică; spre sud-est, Munții Caucaz, Marea Neagră și căile navigabile care leagă Marea Neagră de Marea Mediterană.

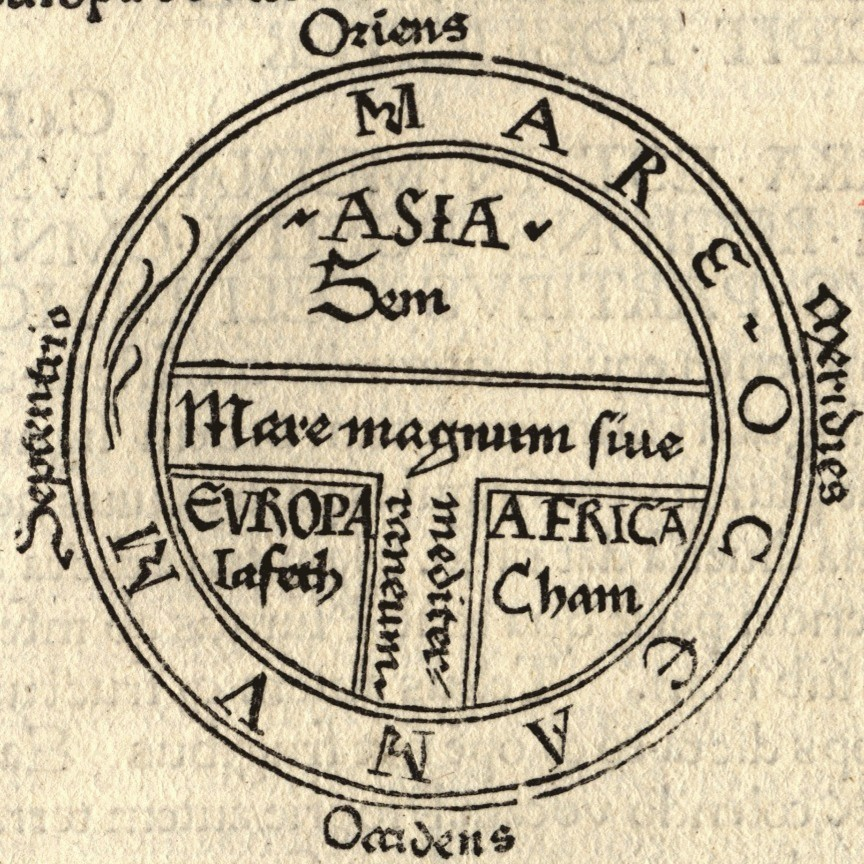
O hartă medievală tipărită de Günther Zainer în 1472, care arată cele trei continente ca domenii ale fiilor lui Noe — Asia lui Sem, Europa lui Iafet și Africa la Ham.

Insulele sunt în general grupate cu cea mai apropiată masă continentală, de aceea Islanda este considerată a face parte din Europa, în timp ce insula Groenlanda este de obicei atribuită Americii de Nord, deși aparține politic Danemarcei. Cu toate acestea, există unele excepții bazate pe diferențe sociopolitice și culturale. Cipru este cel mai apropiat de Anatolia (sau Asia Mică), dar este considerat o parte a Europei din punct de vedere politic și este un stat membru al UE. Malta a fost considerată o insulă din nord-vestul Africii timp de secole, dar acum este considerată a face parte și din Europa. „Europa” așa cum este utilizată în mod specific în engleza britanică se poate referi și la Europa continentală exclusiv.
Termenul „continent” implică de obicei geografia fizică a unei mari mase terestre complet sau aproape complet înconjurată de apă la granițele sale. Cu toate acestea, partea frontierei Europa-Asia este oarecum arbitrară și incompatibilă cu această definiție datorită aderării sale parțiale la Munții Ural și Caucaz, mai degrabă decât o serie de căi navigabile parțial sugerate de cartograful Herman Moll în 1715. Aceste diviziuni de apă se extind cu o puține întreruperi relativ mici (în comparație cu lanțurile muntoase menționate mai sus) de la strâmtorile turcești care ajung în Marea Mediterană până la partea superioară a râului Ob care se scurge în Oceanul Arctic. Înainte de adoptarea convenției actuale, care include divizările montane, granița dintre Europa și Asia a fost redefinită de mai multe ori de la prima concepție din antichitatea clasică, dar întotdeauna ca o serie de râuri, mări și strâmtori care se credea că se extind ăe distanță necunoscută la est și nord de Marea Mediterană fără includerea unor lanțuri muntoase.
Împărțirea actuală a Eurasiei în două continente reflectă acum diferențele culturale, lingvistice și etnice est-vest, care variază pe un spectru mai degrabă decât cu o linie de separare ascuțită. Granița geografică dintre Europa și Asia nu urmează nici o graniță de stat și acum urmează doar câteva corpuri de apă. Turcia este, în general, considerată o țară transcontinentală împărțită în întregime de apă, în timp ce Rusia și Kazahstan sunt împărțite doar parțial de căi navigabile. Franța, Țările de Jos, Portugalia, Spania și Regatul Unit sunt, de asemenea, transcontinentale (sau mai adecvat, intercontinentale, atunci când sunt implicate oceane sau mări mari), deoarece principalele lor zone terestre sunt în Europa, în timp ce bucăți din teritoriilor lor sunt situate pe alte continente separate de Europa de corpuri mari de apă. Spania, de exemplu, are teritorii la sud de Marea Mediterană și anume Ceuta și Melilla, care fac parte din Africa și au graniță cu Marocul. Potrivit convenției actuale, Georgia și Azerbaidjan sunt țări transcontinentale în care căile navigabile au fost complet înlocuite de munți ca diviziune între continente.

### Istoria conceptului

#### Istoria timpurie

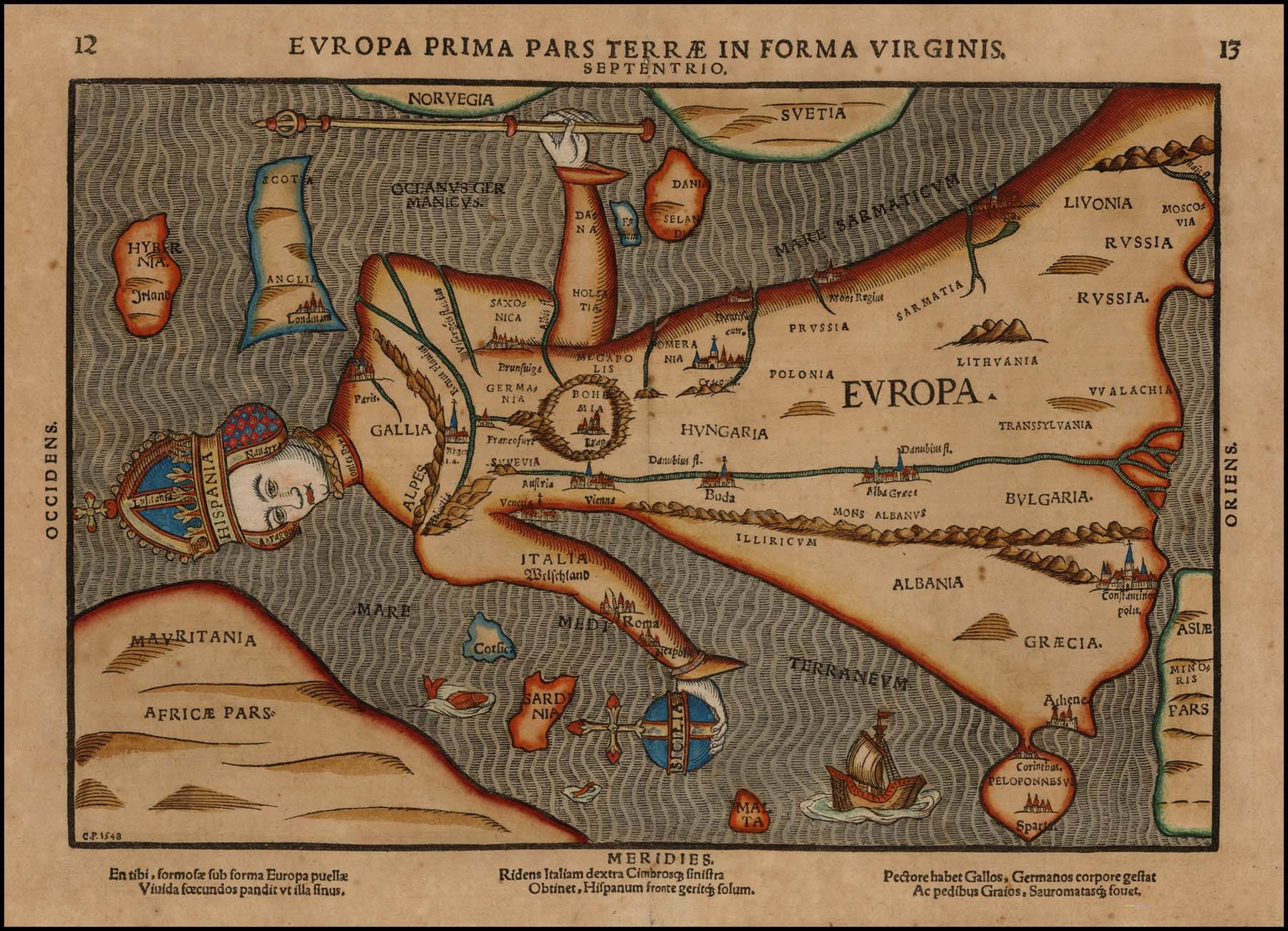
Reprezentare a Europa regina în 1582.

Prima utilizare înregistrată a Eurṓpē ca termen geografic se află în imnul homeric către Apollo, cu referire la țărmul vestic al Mării Egee. Ca nume pentru o parte a lumii cunoscute, este folosit pentru prima dată în secolul al VI-lea î.Hr. de Anaximandru și Hecataeus. Anaximandru a plasat granița dintre Asia și Europa de-a lungul râului Phasis (râul modern Rioni pe teritoriul Georgiei) în Caucaz, o convenție urmată încă de Herodot în secolul al V-lea î.Hr. Herodot a menționat că lumea a fost împărțită de persoane necunoscute în trei părți: Europa, Asia și Libia (Africa), Nilul și Phasis formând granițele lor — deși afirmă, de asemenea, că unii au considerat fluviul Don, mai degrabă decât Phasis, drept graniță între Europa și Asia.
Frontiera estică a Europei a fost definită în secolul I de către geograful Strabon la fluviul Don. Cartea Jubileelor a descris continentele ca pământuri ale celor trei fii ai lui Noe. Europa a fost definită ca întinzându-se de la Coloanele lui Hercule la Strâmtoarea Gibraltar, separând-o de nord-vestul Africii, până la Don, separându-o de Asia.
Convenția din Evul Mediu și care a supraviețuit utilizării moderne este cea din epoca romană utilizată de autori din epoca romană precum Poseidonios, Strabon și Ptolemeu, care l-au luat ca hotar pe Tanais (râul modern Don).
Termenul „Europa” este folosit pentru prima dată pentru o sferă culturală în Renașterea carolingiană din secolul al IX-lea. În acel moment, termenul desemna sfera de influență a Bisericii occidentale, spre deosebire de biserica ortodoxă și cea a lumii islamice. O definiție culturală a Europei ca ținuturi ale creștinătății latine s-a coagulat în secolul al VIII-lea, semnificând noul condominiu cultural creat prin confluența tradițiilor germanice și a culturii creștin-latine, definit parțial în contrast cu Bizanțul și Islamul și limitat la nordul Iberiei, Insulele Britanice, Franța, Germania de Vest creștinizată, regiunile alpine și nordul și centrul Italiei.

#### Definiții moderne

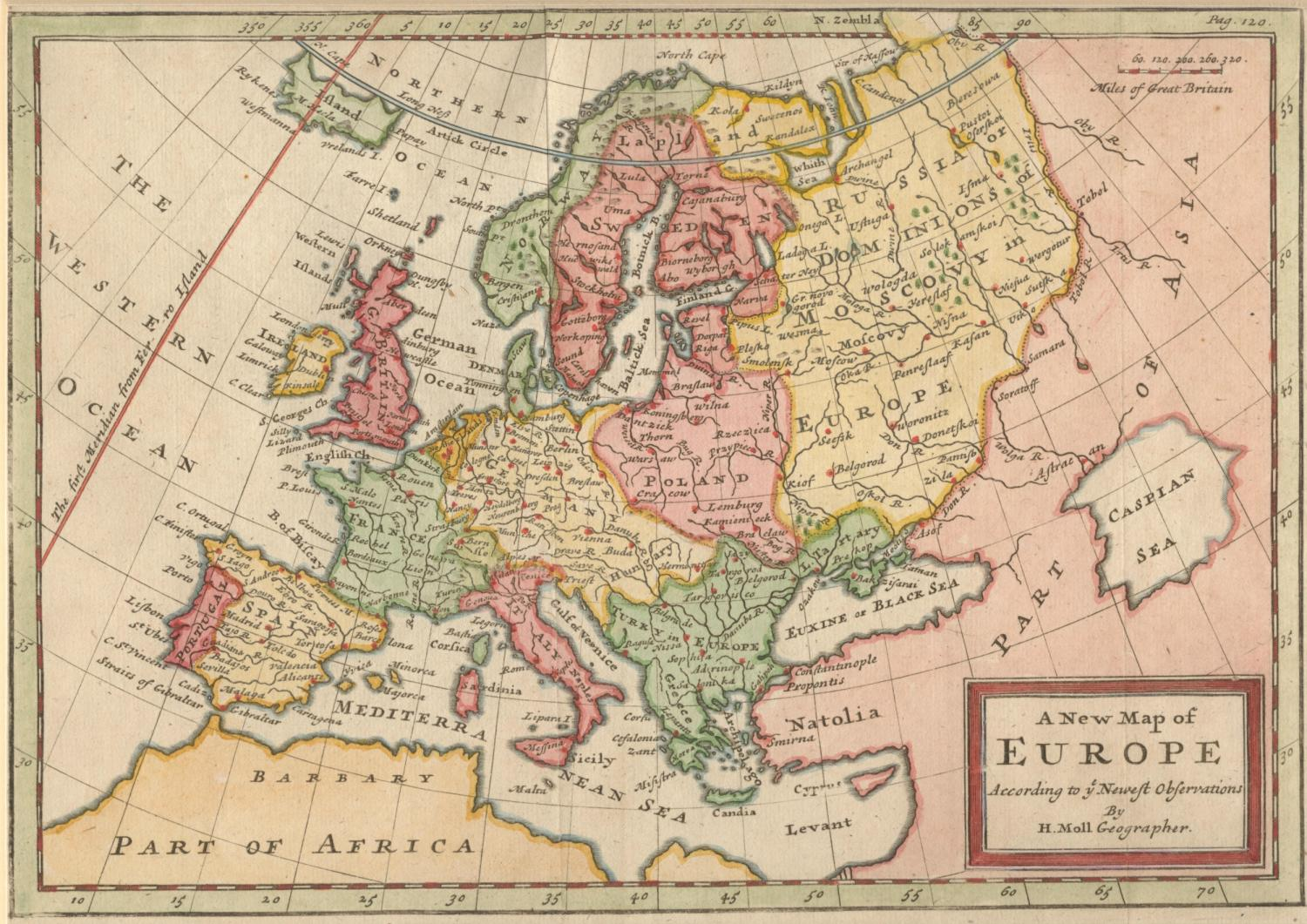
O nouă hartă a Europei conform celor mai noi observații (1721), realizată de Hermann Moll, trasează granița estică a Europei de-a lungul fluviului Don, care curge spre sud-vest, iar râurile Tobol, Irtâș și Ob, care curg spre nord.

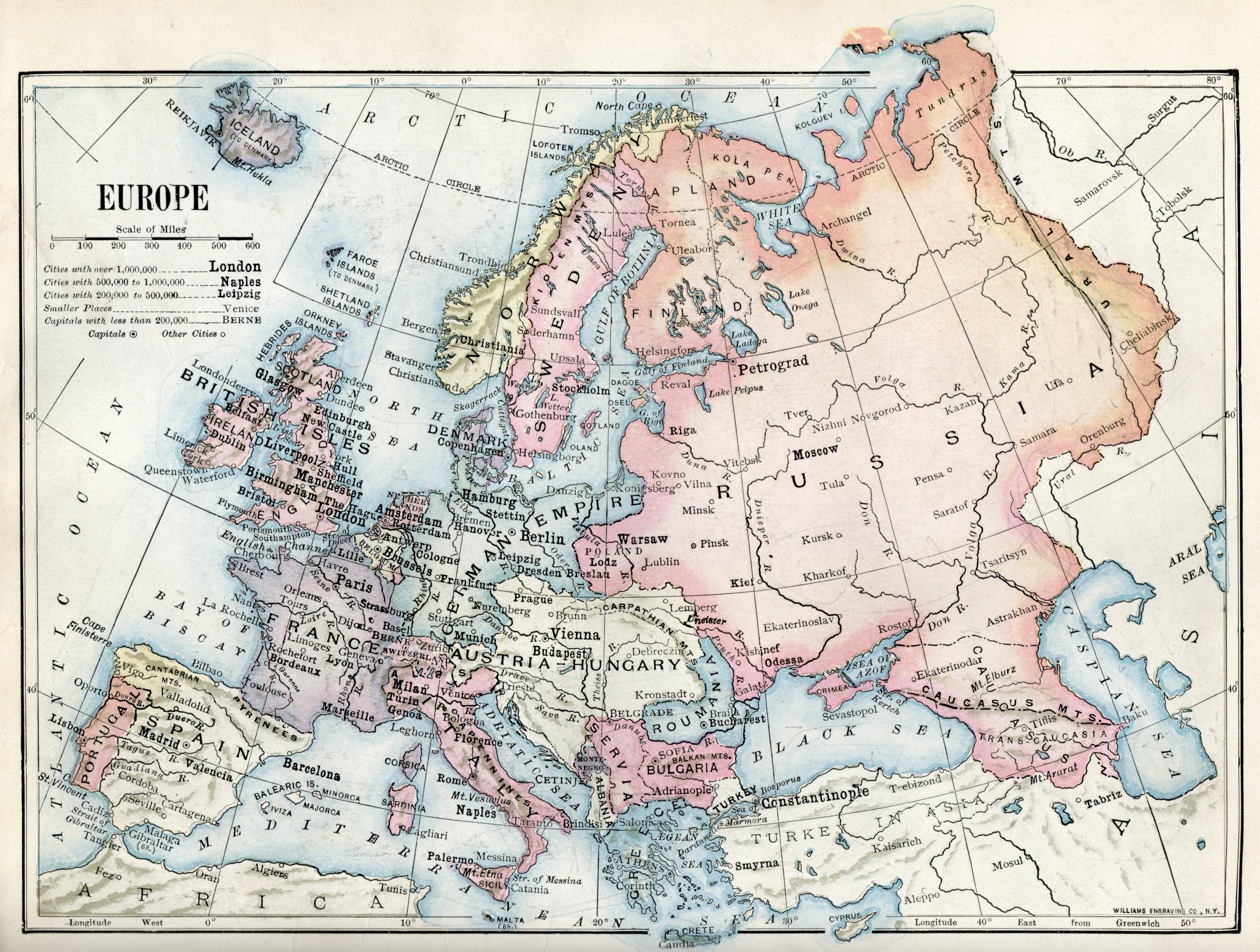
Harta politică a Europei din 1916, care arată majoritatea cursurilor navigabile ale lui Moll înlocuite de Munții Urali de von Strahlenberg și Munții Caucaz ai lui Freshfield, caracteristici ale uscatului care definesc în mod normal un subcontinent.

Problema definirii unei granițe estice precise a Europei apare în perioada modernă timpurie, pe măsură ce extensia estică a Moscovei a început să includă Asia de Nord. De-a lungul Evului Mediu și până în secolul al XVIII-lea, împărțirea tradițională a masei terestre a Eurasiei în două continente, Europa și Asia, a urmat ideea lui Ptolemeu, cu granița urmând strâmtorilor turcești, Marea Neagră, Strâmtoarea Kerch, Marea Azov și Don (vechi Tanais). Dar hărțile produse în secolele XVI-XVIII au avut tendința de a diferi în ceea ce privește modul de a continua granița dincolo de cotul Donului la Kalach-na-Donu (unde este cel mai apropiat de Volga), pe un teritoriu nedescris în detaliu de către geografii antici. În jurul anului 1715, Herman Moll a realizat o hartă care arată partea de nord a râului Ob și râul Irtysh, un afluent major al primului, drept componente ale unei serii de căi navigabile parțial îmbinate care făceau granița dintre Europa și Asia din strâmtoarea turcă și fluviul Don până la Oceanul Arctic. În 1721, a produs o hartă mai actualizată, care era mai ușor de citit. Cu toate acestea, ideea sa de a folosi râurile majore aproape exclusiv ca linie de demarcație nu a fost niciodată preluată de alți geografi.
Patru ani mai târziu, în 1725, Philip Johan von Strahlenberg a fost primul care s-a îndepărtat de granița clasică a Donului, propunând că lanțurile montane ar putea fi incluse ca granițe între continente ori de câte ori se consideră că nu există căi navigabile adecvate, fără a se ține seama de râurile Ob și Irtysh. El a trasat o nouă linie de-a lungul Volgăi, urmând Volga spre nord până la Samara Bend, de-a lungul Obshchy Syrt și apoi spre nord de-a lungul Munților Ural. Acest lucru a fost aprobat de Imperiul rus și a introdus convenția care va deveni în cele din urmă acceptată în mod obișnuit, deși nu va fi lipsită de critici de către mulți geografi analitici moderni, cum ar fi Halford Mackinder, care au văzut o valabilitate redusă în Munții Ural drept o graniță între continente.
Cartografii au continuat să pună diferite granițe între Donul inferior și Samara până în secolul al XIX-lea. În atlasul din 1745 publicat de Academia Rusă de Științe are granițele delimitate de Don dincolo de Kalaci. La sud, depresiunea Kuma-Manîci a fost identificată în jurul anului 1773 de către un naturalist german, Peter Simon Pallas, ca o vale care lega odinioară Marea Neagră de Marea Caspică, și ulterior a fost propusă ca o graniță naturală între continente.
La mijlocul secolului al XIX-lea, au existat trei convenții principale, una urmând Donul, Canalul Volga-Don și Volga, cealaltă urmând Depresiunea Kuma-Manîci până la Marea Caspică și apoi râul Ural, iar a treia urmând bazinul hidrografic al Caucazului Mare până la Marea Caspică. Subiectul a fost tratat ca o „controversă” în literatura geografică din anii 1860, Douglas Freshfield susținând limita creastei Caucazului ca fiind „cea mai bună posibilă”, invocând sprijinul diverșilor „geografi moderni”.
În Rusia și Uniunea Sovietică, granița de-a lungul depresiunii Kuma-Manîci a fost cea mai frecvent utilizată încă din 1906. În 1958, Societatea Geografică Sovietică a recomandat oficial ca granița dintre Europa și Asia să fie trasată în manuale din Golful Baidaratskaia, pe Marea Kara, de-a lungul piciorului estic al Munților Ural, urmând apoi râul Ural până la Dealurile Mugodzhar și apoi râul Emba; și depresiunea Kuma-Manîci, plasând astfel Caucazul în întregime în Asia și Uralii în întregime în Europa. Cu toate acestea, majoritatea geografilor din Uniunea Sovietică au favorizat granița de-a lungul creastei Caucazului  și aceasta a devenit convenția comună la sfârșitul secolului XX, deși granița Kuma-Manîci a rămas în uz în unele hărți ale secolului XX.

## Istorie

### Preistorie

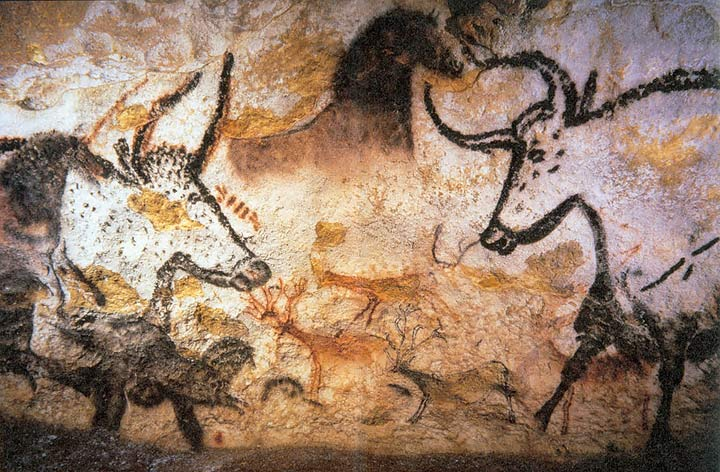
Picturi rupestre paleolitice din localitatea franțuzească Lascaux (c. 15.000 î.Hr.)

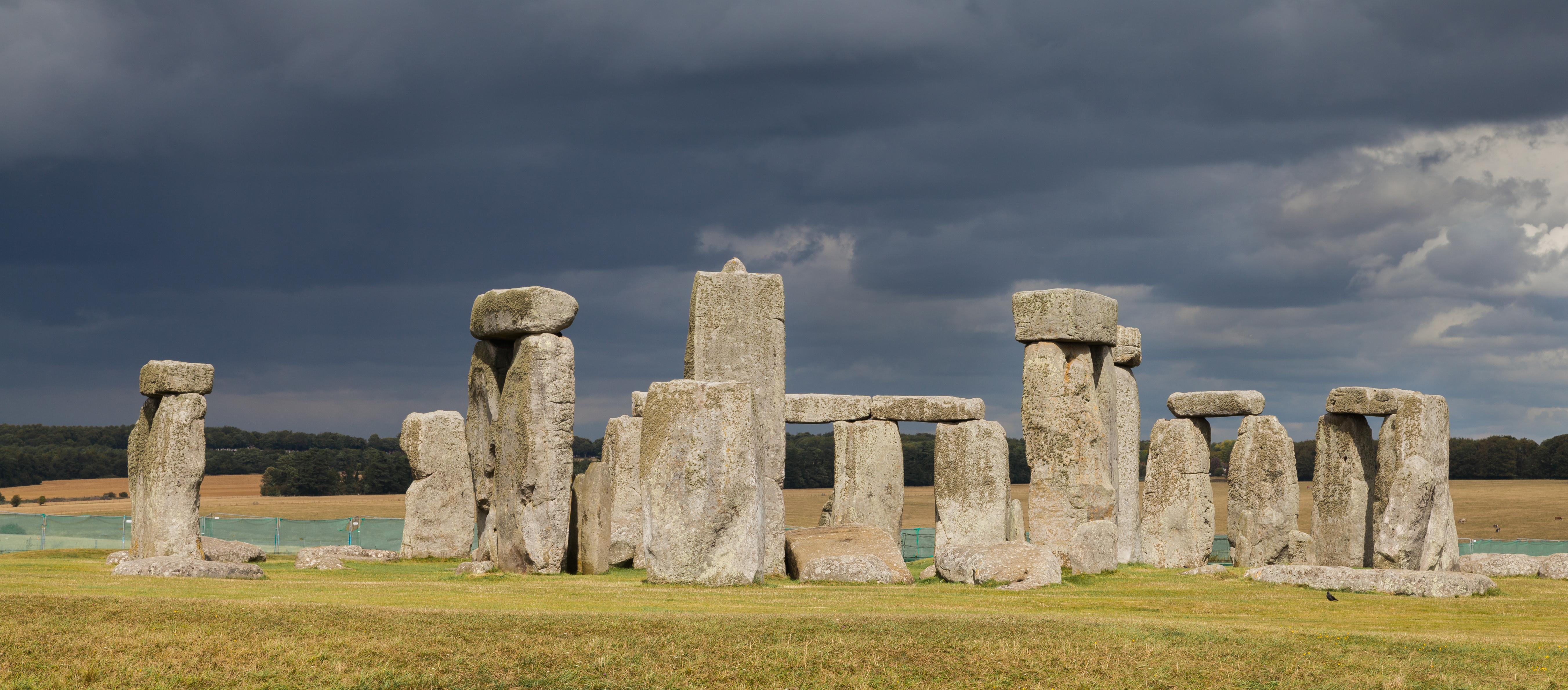
Stonehenge din Regatul Unit (neoliticul târziu – din 3000 până în 2000 î.Hr.).

Homo erectus georgicus, care a trăit acum aproximativ 1,8 milioane de ani în Georgia, este cel mai vechi hominin care a fost descoperit în Europa. Alte rămășițe de hominin, datând de aproximativ 1 milion de ani, au fost descoperite în Atapuerca, Spania. Omul neanderthalian (numit după valea Neandertal din Germania) a apărut în Europa acum 150.000 de ani (acum 115.000 de ani se găsea deja în Polonia) și a dispărut din registrul fosil cu aproximativ 28.000 de ani în urmă, refugiul lor final fiind Portugalia actuală. Neanderthalienii au fost înlocuiți de oamenii moderni, care au apărut în Europa cu aproximativ 43.000 - 40.000 de ani în urmă. Cele mai vechi situri din Europa datate acum 48.000 de ani sunt Riparo Mochi (Italia), Geissenklösterle (Germania) și Isturitz (Franța).
Perioada neolitică europeană — marcată de cultivarea culturilor și creșterea animalelor, numărul crescut de așezări și utilizarea pe scară largă a ceramicii — a început în jurul anului 7000 î.Hr. în Grecia și Balcani, probabil influențată de practicile agricole anterioare din Anatolia și Orientul Apropiat. S-a răspândit din Balcani de-a lungul văilor Dunării și Rinului (cultura ceramicii liniare) și de-a lungul coastei mediteraneene (cultura cardială). Între 4500 și 3000 î.Hr., aceste culturi neolitice din Europa Centrală s-au dezvoltat mai departe spre vest și nord, transmițând abilități nou dobândite în producerea artefactelor din cupru. În Europa de Vest, perioada neolitică a fost caracterizată nu de așezări agricole mari, ci de monumente preistorice cum ar fi terasamente, movile funerare și morminte megalitice. Cultura ceramicii cordate a înflorit la trecerea de la Neolitic la Epoca cuprului. În această perioadă au fost construite în toată Europa de Vest și de Sud monumente megalitice gigantice, cum ar fi Templele megalitice din Malta și Stonehenge.
Epoca europeană a bronzului început în c. 3200 î.Hr., în Grecia, cu civilizația minoică din Creta, prima civilizație avansată din Europa. Minoicii au fost urmați de Civilizația miceniană, care s-a sfârșit brusc în jurul anului 1200 î.Hr., inaugurând epoca europeană a fierului. Colonizarea din epoca fierului de către greci și fenicieni a dat naștere orașelor mediteraneene timpurii. Epoca fierului timpuriu din Italia și Grecia din jurul secolului al VIII-lea î.Hr. a dat naștere treptat la antichitatea clasică istorică, al cărei început este datat uneori din 776 î.Hr., anul primelor Jocuri Olimpice.

### Antichitate clasică

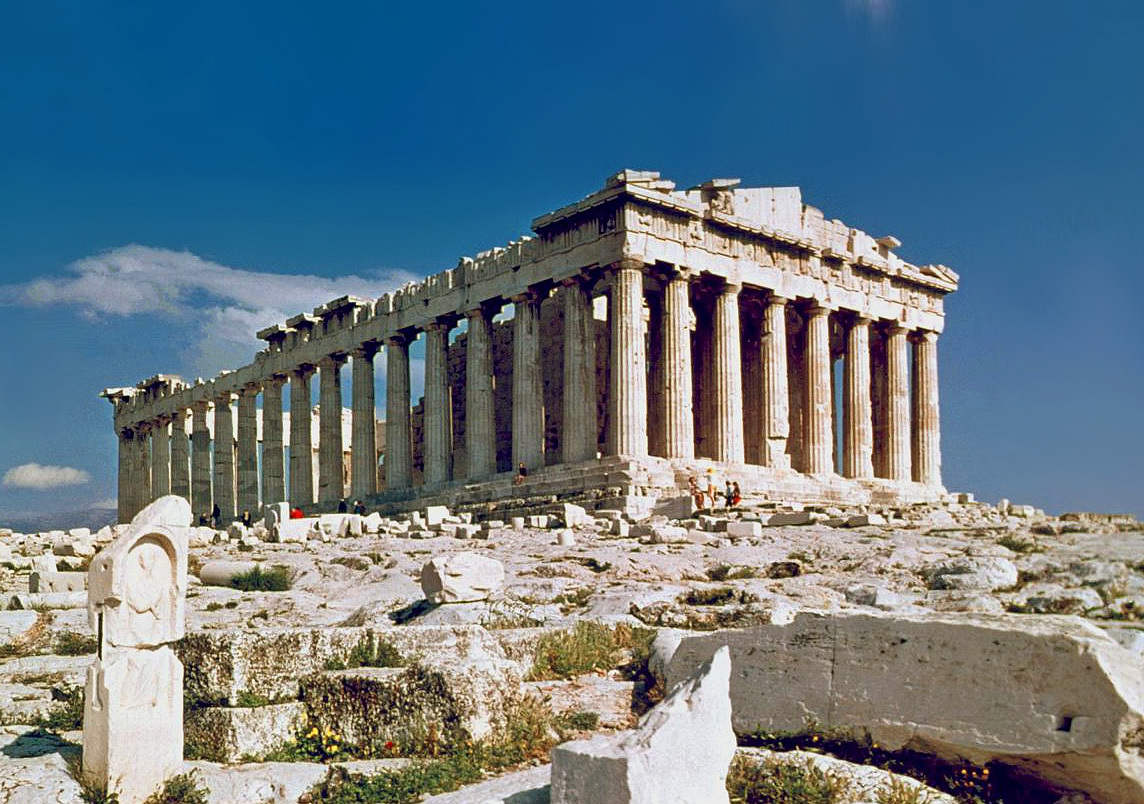
Partenonul din Atena (432 î.Hr.)

Grecia antică a fost cultura fondatoare a civilizației occidentale. Democrația occidentală și cultura raționalistă sunt adesea atribuite Greciei antice. Orașul-stat grecesc, polisul, a fost unitatea politică fundamentală a Greciei clasice. În 508 î.Hr., Clistene a instituit primul sistem democratic de guvernare din lume la Atena. Idealurile politice grecești au fost redescoperite la sfârșitul secolului al XVIII-lea de către filosofii și idealiștii europeni. 
Grecia a generat și multe contribuții culturale: în filosofie, umanism și raționalism sub Aristotel, Socrate și Platon; în istorie cu Herodot și Tucidide; în versuri dramatice și narative, începând cu poeziile epice ale lui Homer; în dramaturgie cu Sofocle și Euripide, în medicină cu Hipocrate și Galen; iar în știință cu Pitagora, Euclid și Arhimede.

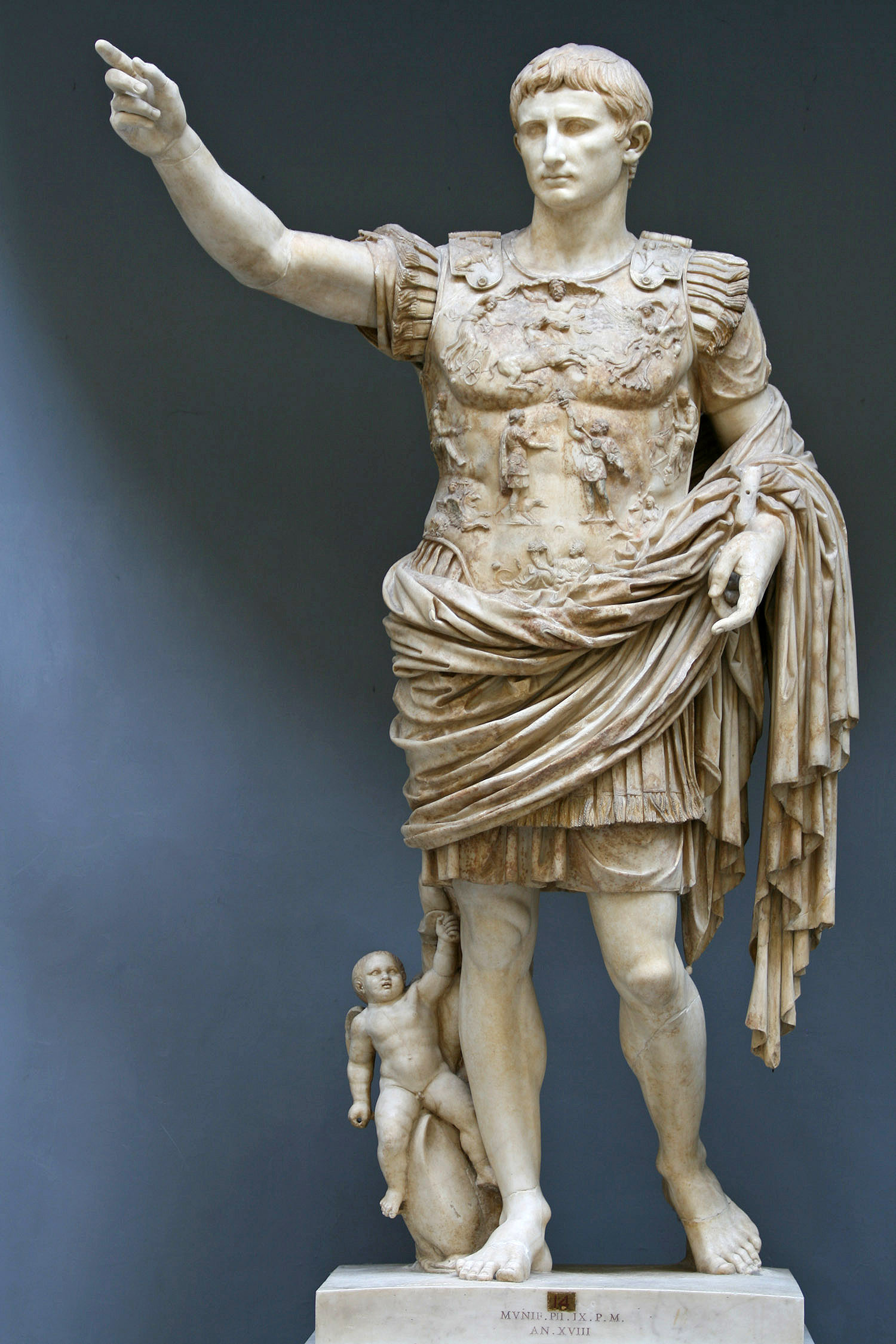
Augustus, primul împărat roman

Grecia a fost urmată de Roma, care și-a pus amprenta asupra dreptului, politicii, limbajului, ingineriei, arhitecturii, guvernării centralizate și mult mai multor aspecte cheie în civilizația occidentală. Până în 200 î.Hr., Roma a cucerit Italia și, în următoarele două secole, a cucerit Grecia și Hispania (Spania și Portugalia), coasta nord-africană, o mare parte din Orientul Mijlociu, Galia (Franța și Belgia) și Britania (Anglia și Țara Galilor).
Extinzându-se de la baza lor în centrul Italiei începând cu secolul al III-lea î.Hr., romanii s-au extins treptat conducând în cele din urmă întregul bazin mediteranean și Europa de Vest până la sfârșitul mileniului. Republica Romană sa încheiat în 27 î.Hr., când Augustus a proclamat Imperiul Roman. Cele două secole care au urmat sunt cunoscute sub numele de pax romana, o perioadă de pace, prosperitate și stabilitate politică fără precedent în cea mai mare parte a Europei. Imperiul a continuat să se extindă sub împărați precum Antoninus Pius și Marcus Aurelius, care au petrecut timp la granița de nord a Imperiului luptând cu triburile germanice, picții și triburile scoțiene.
Creștinismul a fost legalizat de Constantin I în 313 d.Hr. după trei secole de persecuție imperială. Constantin a mutat definitiv capitala imperiului de la Roma în orașul Bizanț, care a fost redenumit Constantinopol în onoarea sa (actualul Istanbul) în anul 330 d.Hr. Creștinismul a devenit singura religie oficială a imperiului în 380, iar în 391-392, împăratul Teodosiu I a interzis religiile păgâne. Aceasta este uneori considerată a marca sfârșitul antichității; alternativ antichitatea se consideră că se încheie odată cu căderea Imperiului Roman de Apus în 476; închiderea Academiei Platonice păgâne din Atena în 529  sau apariția islamului la începutul secolului al VII-lea d.Hr.

### Evul mediu timpuriu
În timpul declinului Imperiului Roman, Europa a intrat într-o lungă perioadă de schimbări care decurg din ceea ce istoricii numesc „Epoca Migrațiilor”. Au existat numeroase invazii și migrații printre ostrogoți, vizigoți, goți, vandali, huni, franci, angli, sași, slavi, avari, bulgari și, mai târziu, vikingii, pecenegii, cumanii și maghiarii. Gânditorii Renașterii precum Petrarca s-au referit ulterior la aceasta ca „Evul Întunecat”.
Comunitățile monahale izolate au fost singurele locuri pentru protejarea și punerea la un loc a cunoștințelor scrise acumulate anterior; în afară de aceasta, foarte puține înregistrări scrise au supraviețuit și multă literatură, filosofie, matematică și alte cunoștințe din perioada clasică au dispărut din Europa de vest, deși au fost păstrate în est, în Imperiul Bizantin.
În timp ce Imperiul roman din vest și-a continuat declinul, tradițiile romane și statul roman au rămas puternice în Imperiul Roman de Răsărit predominant vorbitor de greacă, cunoscut și sub numele de Imperiul Bizantin. În cea mai mare parte a existenței sale, Imperiul Bizantin a fost cea mai puternică forță economică, culturală și militară din Europa. Împăratul Iustinian I a condus prima epocă de aur a Constantinopolului: a stabilit un cod juridic care stă la baza multor sisteme juridice moderne, a finanțat construcția Hagia Sofia și a adus biserica creștină sub controlul statului.

Începând cu secolul al VII-lea, pe măsură ce bizanzii și persanii sasanizi învecinați au fost puternic slăbiți din cauza războaielor bizantine-sasaniene prelungite pe durata a secole, arabii musulmani au început să facă incursiuni în teritoriul istoric roman, cucerind Levantul și Africa de Nord și intrând în Asia Mică. La mijlocul secolului al VII-lea, după cucerirea musulmană a Persiei, Islamul a pătruns în regiunea Caucazului. În următoarele secole, forțele musulmane au cucerit: Cipru, Malta, Creta, Sicilia și părți din sudul Italiei. Între anii 711 și 720, majoritatea ținuturilor regatului vizigot al Iberiei au fost aduse sub stăpânirea musulmană — cu excepția unor mici zone din nord-vest (Asturia) și mare parte a regiunilor basce din Pirinei. Acest teritoriu, sub numele arab Al-Andalus, a devenit parte a Califatului Omeiad în expansiune.

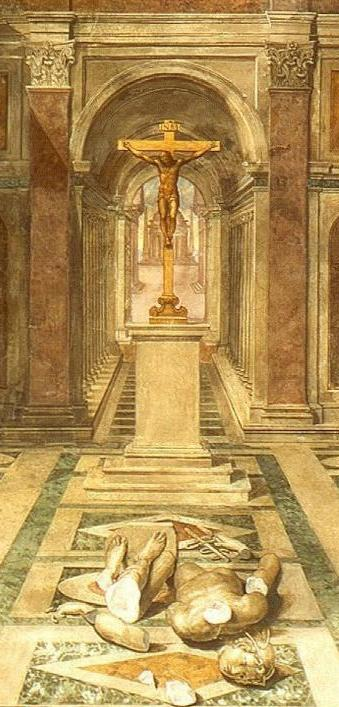
Triumful creștinismului, de Tommaso Laureti (1530-1602), pictură de tavan în Sala di Constantino, din Palatul Vaticanului. Imagini ca aceasta celebrează triumful creștinismului (crucifixul așezat pe postament) asupra păgânismului din Antichitate (statuia prăvălită și făcută țăndări al lui Hermes-Mercur).

 Al doilea asediu nereușit al Constantinopolului (717) a slăbit dinastia omeiadă și le-a redus prestigiul. Omeiazii au fost apoi învinși de liderul franc Charles Martel în Bătălia de la Poitiers în 732, care a pus capăt înaintării lor spre nord. În regiunile îndepărtate din nord-vestul Iberiei și Pirineii mijlocii puterea musulmanilor din sud abia se simțea. Aici au fost puse bazele regatelor creștine din Asturia, Leon și Galiția de unde va începe recucerirea Peninsulei Iberice. Cu toate acestea, nu s-a făcut nici o încercare coordonată de a-i alunga pe mauri. Regatele creștine s-au concentrat în principal pe propriile lor lupte de putere interne. Drept urmare, Reconquista a durat aproape opt sute de ani, perioadă în care o lungă listă de Alfonso, Sanchos, Ordoños, Ramiros, Fernandos și Bermudos s-au luptat cu rivalii lor creștini la fel de mult ca invadatorii musulmani.
În timpul Evului Întunecat, Imperiul Roman de Apus a căzut sub controlul diferitelor triburi. Triburile germanice și slave și-au stabilit domeniile în Europa de Vest și respectiv de Est. În cele din urmă, triburile frankiste au fost unite sub Clovis I. Carol cel Mare, un rege franc din dinastia carolingiană care cucerise cea mai mare parte a Europei occidentale, a fost uns „Sfânt împărat Roman” de către Papa în anul 800. Aceasta a condus în 962 la fondarea Sfântului Imperiu Roman, care a devenit în cele din urmă centrat în principatele germane ale Europei centrale.
Europa Centrală și de Est a văzut crearea primelor state slave și adoptarea creștinismului (circa 1000 d.Hr.). Puternicul stat slav vestic al Marii Moravii și-a răspândit teritoriul până la sud, până în Balcani, ajungând la cea mai mare întindere teritorială sub Svatopluk I și provocând o serie de conflicte armate cu Franța de Est. Mai la sud, primele state sud-slave au apărut la sfârșitul secolelor VII și VIII și au adoptat creștinismul: Primul Țarat Bulgar, Principatul Sârb (mai târziu Regat și Țarat) și Ducatul Croației (mai târziu Regatul Croației). În est, Rusia Kieveană s-a extins din capitala sa la Kiev pentru a deveni cel mai mare stat din Europa până în secolul al X-lea. În 988, Vladimir cel Mare a adoptat creștinismul ortodox ca religie de stat. Mai la est, Bulgaria de pe Volga a devenit un stat islamic în secolul al X-lea, dar în cele din urmă a fost absorbită în Rusia câteva secole mai târziu.
Odată cu sfârșitul Imperiului Roman de Apus și cu centrele urbane în declin, alfabetizarea și învățarea au scăzut în Occident. Acest lucru a continuat un model care se desfășura încă din secolul al III-lea. În lumea antică, greaca era limba primară a științei. Pe măsură ce cunoașterea limbii grecești a scăzut, Occidentul latin s-a trezit separat de unele dintre rădăcinile sale filosofice și științifice grecești. O „Renaștere” a educației clasice va apărea în Imperiul Carolingian în secolul al VIII-lea. În Imperiul Roman de Răsărit (Bizanț), învățarea (în sensul educației formale care implică literatură) a fost menținută la un nivel mai înalt decât în Occident. Sistemul clasic de învățământ, care va persista sute de ani, a subliniat gramatica, latina, greaca și retorica. În secolul al VI-lea, predarea și învățarea s-au mutat în școlile monahale și catedrale, având în centrul educației studiul textelor biblice.

### Evul Mediu de mijloc și târziu

Manuscris francez medieval cu ilustrarea celor trei clase ale societății medievale: cei care se rugau (clerul), cei care luptau (cavalerii) și cei care lucrau (țărănimea). Relația dintre aceste clase a fost guvernată de feudalism și feudă. (Li Livres dou Sante, sec. XIII)

Perioada cuprinsă între anii 1000 și 1250 este cunoscută sub numele de Evul Mediu mijlociu, urmată de Evul Mediu târziu până în c. 1500.
În timpul Evului Mediu mijlociu, populația Europei a cunoscut o creștere semnificativă, culminând cu Renașterea secolului al XII-lea. Creșterea economică, împreună cu lipsa siguranței pe rutele comerciale continentale, au făcut posibilă dezvoltarea unor rute comerciale majore de-a lungul coastei Mării Mediterane și a Mării Baltice. Bogăția și independența în creștere dobândite de unele orașe de coastă au dat Republicilor maritime un rol de lider pe scena europeană.
Evul Mediu de pe continent a fost dominat de cele două eșaloane superioare ale structurii sociale: nobilimea și clerul. Feudalismul s-a dezvoltat în Franța în Evul Mediu timpuriu și s-a răspândit curând în toată Europa. O luptă pentru influență între nobilime și monarhie în Anglia a dus la redactarea Magna Carta și la înființarea unui parlament. Sursa principală de cultură din această perioadă a venit de la Biserica Romano-Catolică. Prin mănăstiri și școli catedrale, Biserica era responsabilă cu educația în mare parte din Europa.

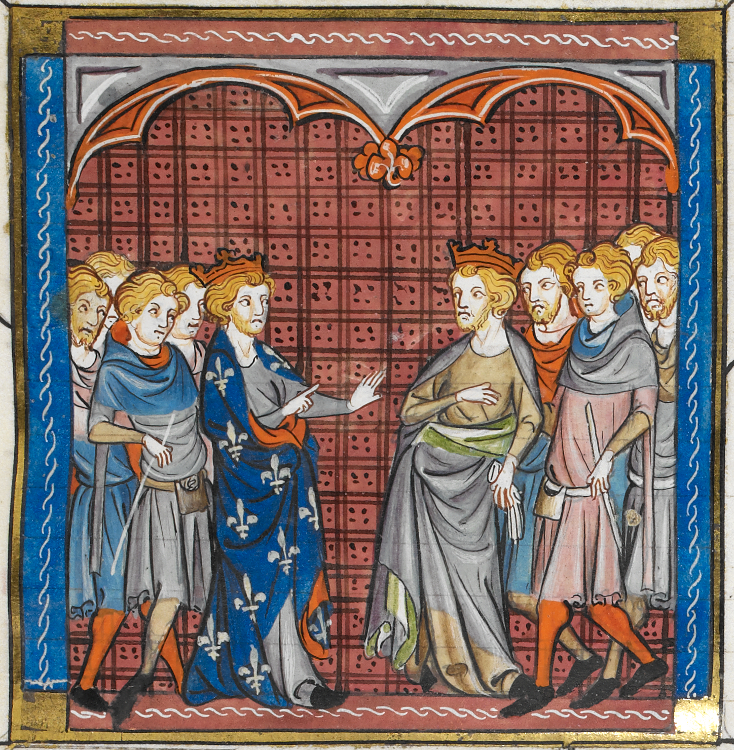
Tancred al Siciliei și Filip al II-lea al Franței în timpul celei de-a Treia Cruciade (1189–1192)

Papalitatea a atins apogeul puterii sale în Evul mediu mijlociu. Marea Schismă din 1054 a împărțit religios fostul Imperiu Roman, cu Biserica Ortodoxă în Imperiul Bizantin și Biserica Romano-Catolică în fostul Imperiu Roman de Apus. În 1095 Papa Urban al II-lea a cerut o cruciadă împotriva musulmanilor care ocupau Ierusalimul și Țara Sfântă. În Europa însăși, Biserica a organizat Inchiziția împotriva ereticilor. În Peninsula Iberică, Reconquista s-a încheiat cu căderea Granadei în 1492, încheind peste șapte secole de conducere islamică în peninsula sud-vestică.
În est, un Imperiu Bizantin renăscut a recucerit Creta și Cipru de la musulmani și a recucerit Balcanii. Constantinopolul a fost cel mai mare și mai bogat oraș din Europa din secolele IX-XII, cu o populație de aproximativ 400.000 de locuitori. Imperiul a fost slăbit în urma înfrângerii de la Manzikert și a fost slăbit considerabil de Atacul asupra Constantinopolului din 1204, în timpul celei de-a patra cruciade. Deși va recupera Constantinopolul în 1261, Bizanțul a căzut în 1453 când Constantinopolul a fost cucerit de Imperiul Otoman.

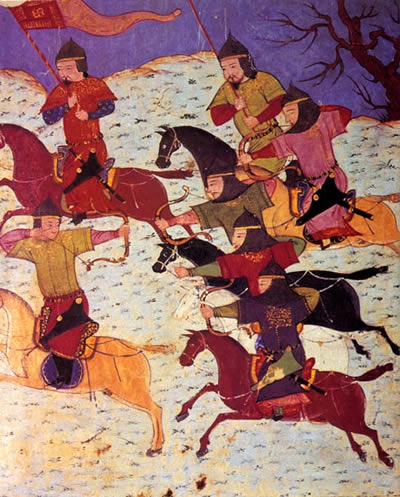
Marea invazie mongolă din secolul al XIII-lea.

În secolele al XI-lea și al XII-lea, incursiunile constante ale triburilor turce nomade, cum ar fi pecenegii și cumanii, au provocat o migrație masivă a populațiilor slave către regiunile mai sigure și puternic împădurite din nord și au oprit temporar extinderea Rusiei la sud și est. La fel ca multe alte părți ale Eurasiei, aceste teritorii au fost invadate de mongoli. Invadatorii, care au devenit cunoscuți sub numele de tătari, erau în mare parte popoare vorbitoare de turcă sub suzeranitate mongolă. Ei au stabilit starea Hoardei de Aur cu sediul central în Crimeea, care a adoptat ulterior islamul ca religie și a condus peste sudul și centrul Rusiei moderne timp de mai mult de trei secole. După prăbușirea stăpânirilor mongole, au apărut primele state (principate) românești în secolul al XIV-lea: Moldova și Țara Românească. Anterior, aceste teritorii au fost sub controlul succesiv al pecenegilor și cumanilor. Din secolele al XII-lea până în al XV-lea, Marele Ducat al Moscovei a crescut de la un mic principat sub stăpânirea mongolă la cel mai mare stat din Europa, răsturnând mongolii în 1480 și devenind în cele din urmă Țaratul Rusiei. Statul a fost consolidat sub Ivan al III-lea cel Mare și Ivan cel Groaznic, extinzându-se constant spre est și sud în următoarele secole.
Marea Foamete din 1315-1317 a fost prima criză care a lovit Europa în Evul Mediu târziu. Perioada cuprinsă între 1348 și 1420 a fost martorul celei mai mari pierderi. Populația Franței a fost redusă la jumătate. Marea Britanie medievală a fost afectată de 95 de perioade de foamete, iar Franța a suferit efectele a 75 sau mai multe în aceeași perioadă. Europa a fost devastată la mijlocul secolului al XIV-lea de Moartea Neagră, una dintre pandemiile cu cele mai multe decese din istoria omenirii, care a ucis aproximativ 25 de milioane de oameni numai în Europa — o treime din populația europeană de atunci.
Ciuma a avut un efect devastator asupra structurii sociale a Europei; a indus oamenilor să trăiască pentru moment, așa cum este ilustrat de Giovanni Boccaccio în Decameron (1353). A fost o lovitură gravă pentru Biserica Romano-Catolică și a dus la o persecuție sporită a evreilor, a cerșetorilor și a leproșilor. Se crede că ciuma a revenit la fiecare generație cu diferite virulențe și mortalități până în secolul al XVIII-lea. În această perioadă, peste 100 de epidemii de ciumă au străbătut toată Europa.

### Perioada modernă timpurie

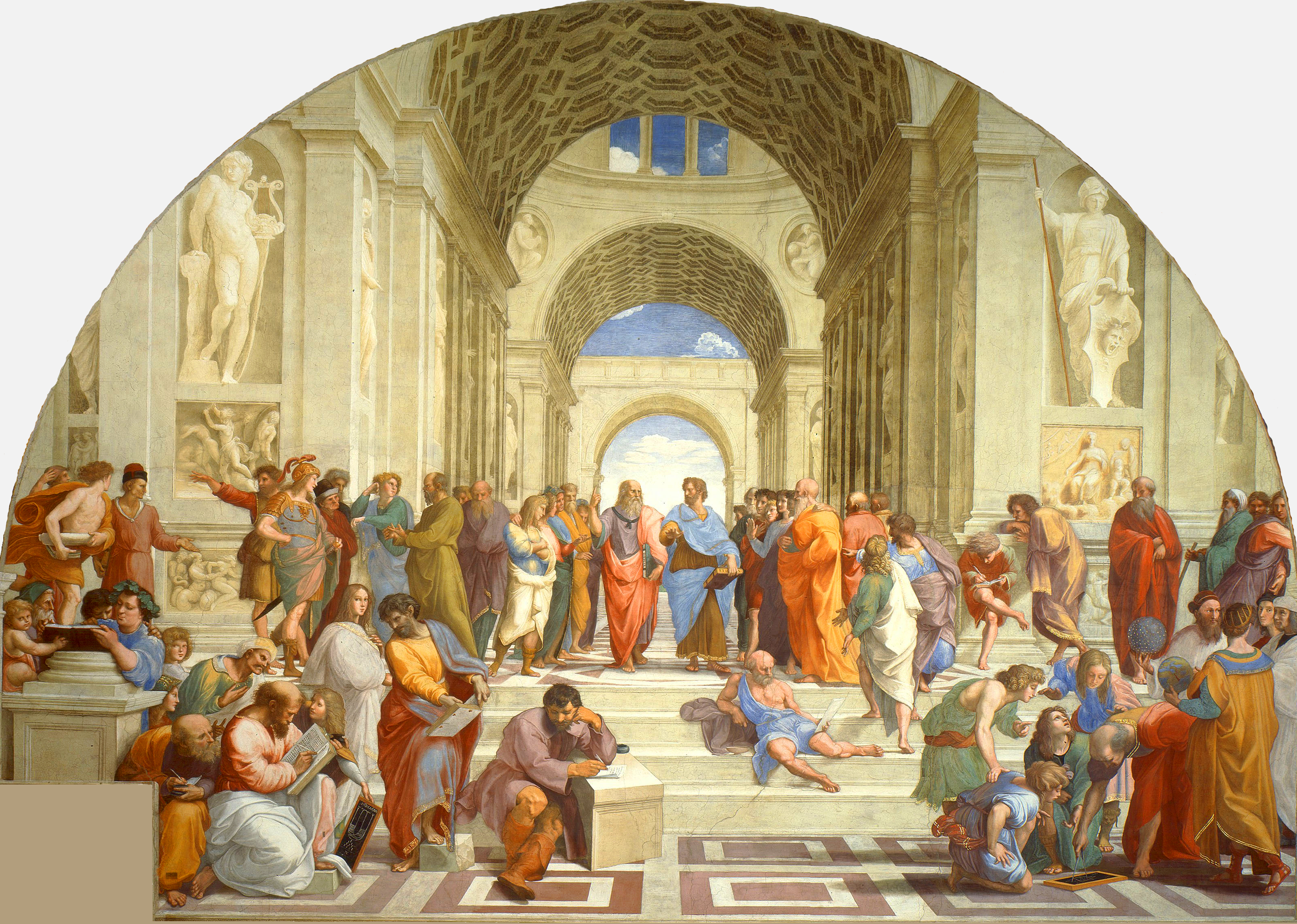
Școala din Atena, de Rafael (1511): Contemporani precum Michelangelo și Leonardo da Vinci sunt descriși drept cărturari clasici ai Renașterii.

Renașterea a fost o perioadă de schimbări culturale originare din Florența și care s-au extins mai târziu în restul Europei. Apariția unui nou umanism a fost însoțită de recuperarea cunoștințelor clasice grecești uitate și a celor arabe din bibliotecile monahale, adesea traduse din arabă în latină. Renașterea s-a răspândit în Europa între secolele XIV și XVI: a văzut înflorirea artei, filosofiei, muzicii și științelor, sub patronajul unit al regalității, nobilimii, Bisericii Romano-Catolice și a unei clase comerciale emergente. Patronii din Italia, inclusiv familia Medici de bancheri florentini și papii de la Roma, au finanțat prolific artiști quattrocento și cinquecento precum Rafael, Michelangelo și Leonardo da Vinci.
Intriga politică în cadrul Bisericii la mijlocul secolului al XIV-lea a provocat Schisma apuseană. În această perioadă de patruzeci de ani, doi papi — unul la Avignon și celălalt la Roma — au revendicat conducerea Bisericii. Deși în cele din urmă schisma s-a terminat în 1417, autoritatea spirituală a papalității a suferit foarte mult. În secolul al XV-lea, Europa a început să se extindă dincolo de frontierele sale geografice. Spania și Portugalia, cele mai mari puteri maritime ale vremii, au preluat conducerea în explorarea lumii. Explorarea a ajuns în emisfera sudică în Atlantic și în vârful sudic al Africii. Cristofor Columb a ajuns în Lumea Nouă în 1492 și Vasco da Gama a deschis ruta oceanului spre est, făcând legătura între Oceanul Atlantic și Oceanul Indian în 1498. Ferdinand Magellan a ajuns în Asia spre vest, prin Oceanul Atlantic și Pacific, în expediția spaniolă Magellan-Elcano, rezultând prima circumnavigație a globului, finalizată de Juan Sebastián Elcano (1519–1522). La scurt timp, spaniolii și portughezii au început să stabilească mari imperii globale în America, Asia, Africa și Oceania. Franța, Țările de Jos și Anglia au urmat curând construirea unor mari imperii coloniale cu vaste exploatații în Africa, America, și Asia. Un an mai târziu, Anglia a încercat fără succes să invadeze Spania, permițându-i lui Filip al II-lea al Spaniei să își mențină capacitatea de război dominantă în Europa. Acest dezastru decisiv englez a permis, de asemenea, flotei spaniole să-și păstreze capacitatea de a duce război în următoarele decenii.

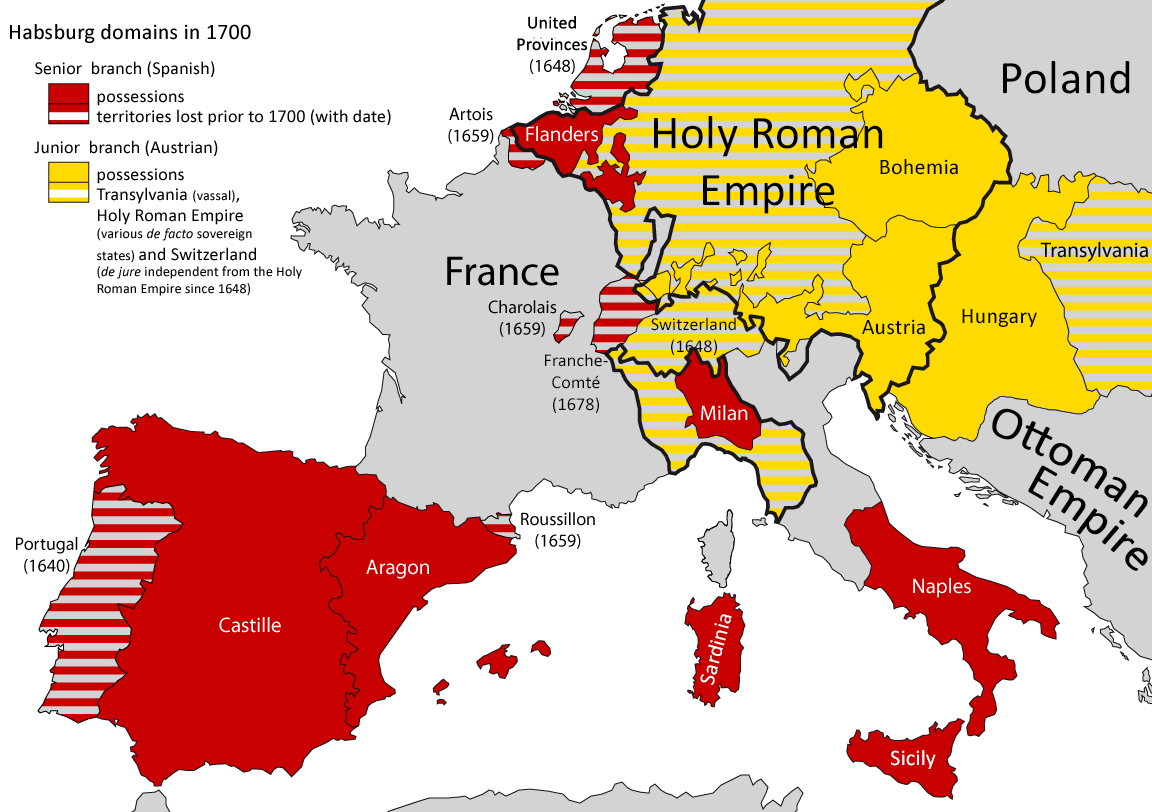
Dominațiile habsburgice în secolele care au urmat împărțirii lor de către Carol Quintul. Principala bază militară a Spaniei în Europa a fost Ducatul Milano.

Puterea Bisericii a fost în continuare slăbită de Reforma protestantă din 1517, când teologul german Martin Luther și-a pus la punct Cele 95 de teze criticând vânzarea indulgențelor la ușa bisericii. Ulterior a fost excomunicat în bula papală Exsurge Domine în 1520, iar adepții săi au fost condamnați în Dieta de la Worms din 1521, care a împărțit prinții germani între credințele protestante și cele romano-catolice. Luptele și războaiele religioase s-au răspândit odată cu protestantismul. Jefuirea imperiilor din America a permis Spaniei să finanțeze persecuția religioasă în Europa timp de peste un secol. Războiul de Treizeci de Ani (1618-1648) a mutilat Sfântul Imperiu Roman și a devastat o mare parte din Germania, omorând între 25-40 % din populația sa. În urma Păcii de la Westfalia, Franța a crescut în predominanță în Europa.
Secolul al XVII-lea în Europa Centrală și de Est a fost o perioadă de declin general. Europa Centrală și de Est a cunoscut peste 150 de perioade de foamete în 200 de ani, între 1501 și 1700. De la Uniunea de la Krewo (1385) Europa Centrală și de Est a fost dominată de Regatul Poloniei și Marele Ducat al Lituaniei. Hegemonia Commonwealth-ului polonezp-lituanian s-a sfârșit între 1648 și 1655. În secolele XV-XVIII, când hanatul dezintegrat al Hoardei de Aur a fost cucerit de Rusia, tătarii din Hanatul Crimeei au atacat frecvent ținuturile slave din est pentru a captura sclavi. Mai la est, Hoarda Nogai și Hanatul Kazah au atacat frecvent zonele de limbă slavă din Rusia, Ucraina și Polonia timp de sute de ani, până la expansiunea rusă și cucerirea majorității nordului Eurasiei (adică Europa de Est, Asia Centrală și Siberia).
Renașterea și noii monarhi au marcat începutul unei Perioade a marilor descoperiri, o perioadă de explorare, invenție și dezvoltare științifică. Printre marile figuri ale Revoluției științifice occidentale din secolele XVI și XVII s-au numărat Copernic, Kepler, Galileo și Isaac Newton. Potrivit lui Peter Barrett, „Este larg acceptat faptul că „știința modernă” a apărut în Europa secolului al XVII-lea (spre sfârșitul Renașterii), introducând o nouă înțelegere a lumii naturale”.

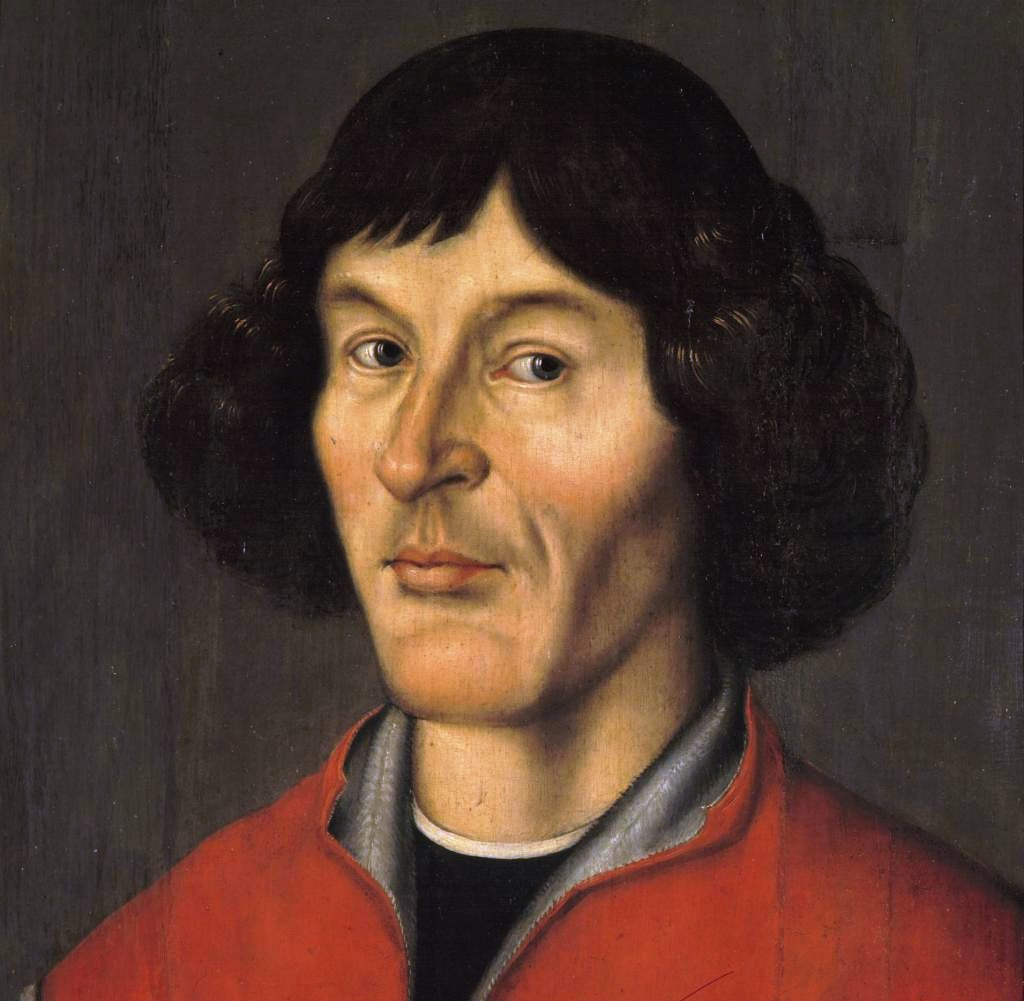
Nicolaus Copernicus (1473-1543)
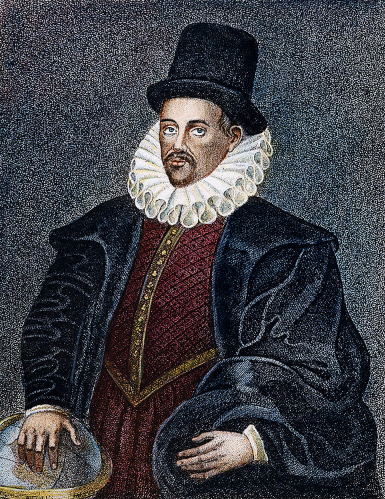
William Gilbert (1544-1603)
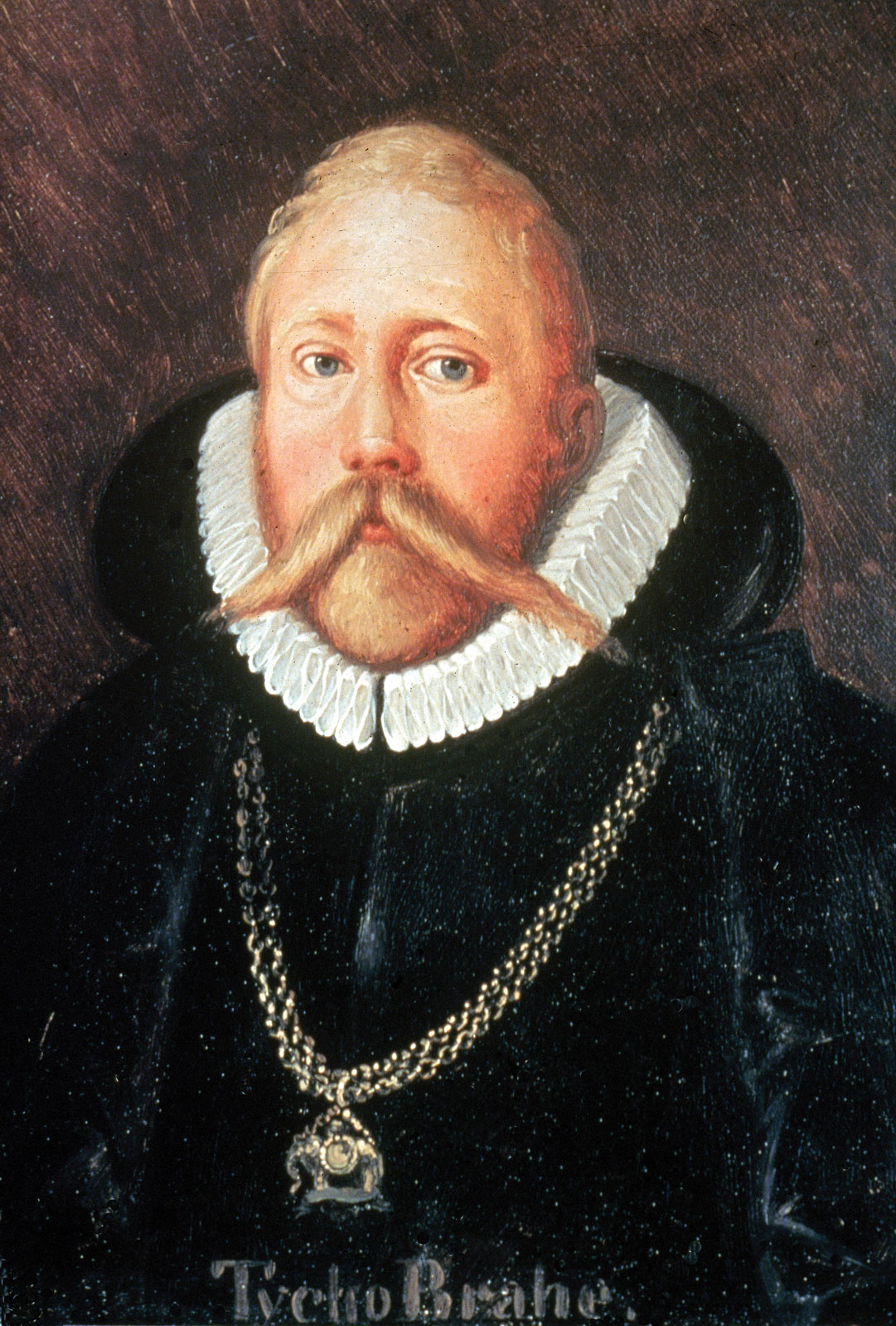
Tycho Brahe (1546-1601)
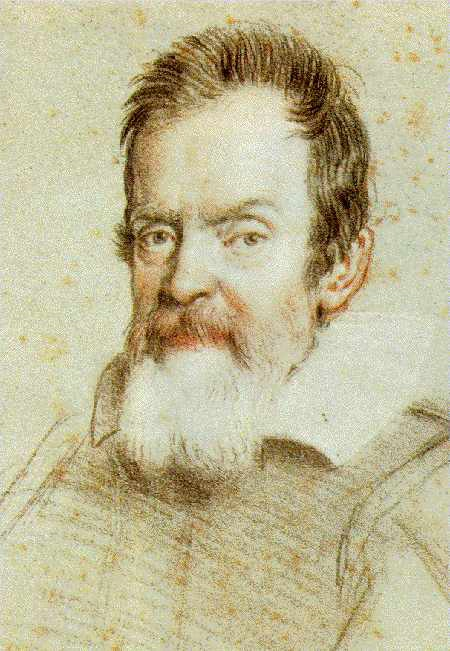
Galileo Galilei (1564-1642)
Johannes Kepler (1571-1630)
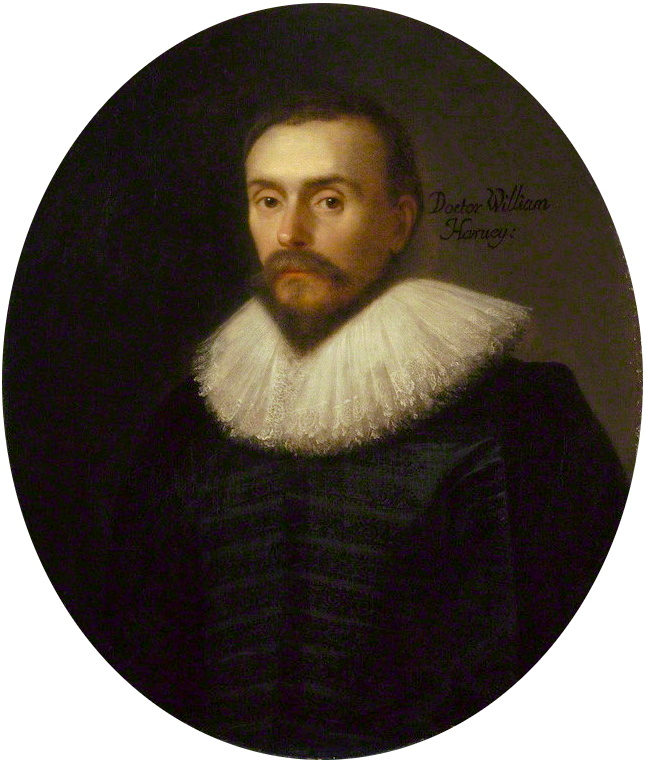
William Harvey (1578-1657)
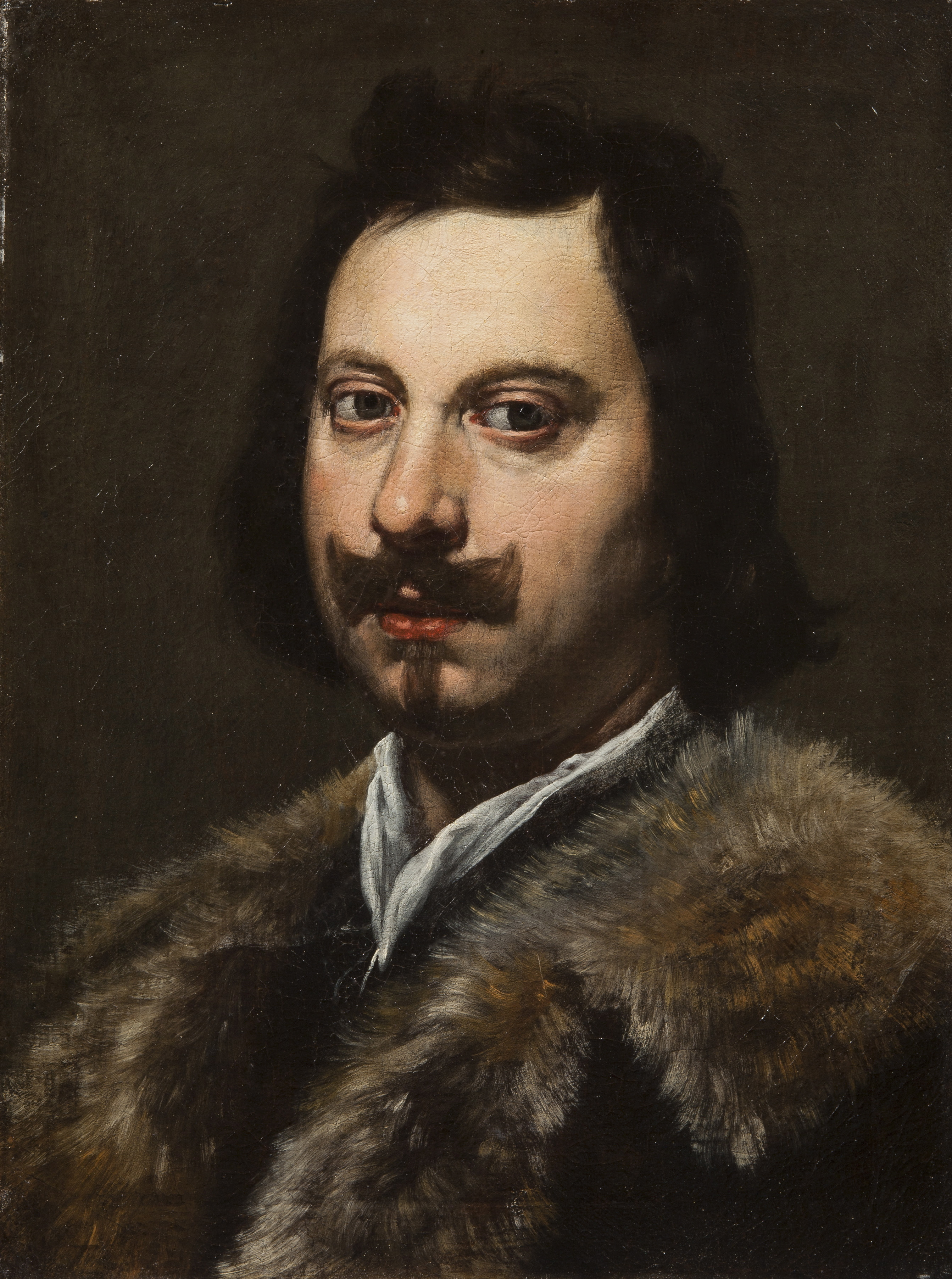
Evangelista Torricelli (1608-1647)
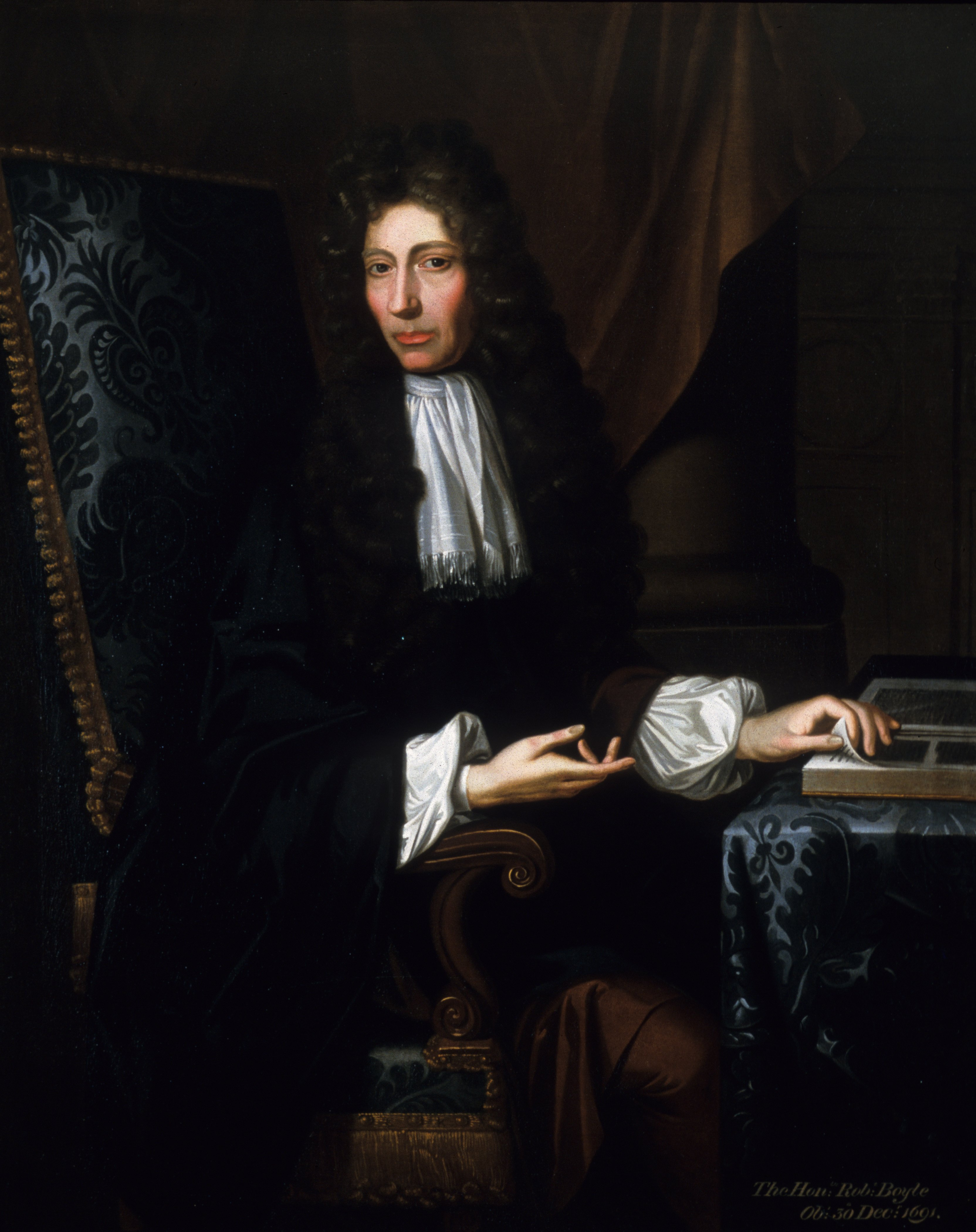
Robert Boyle (1627-1691)
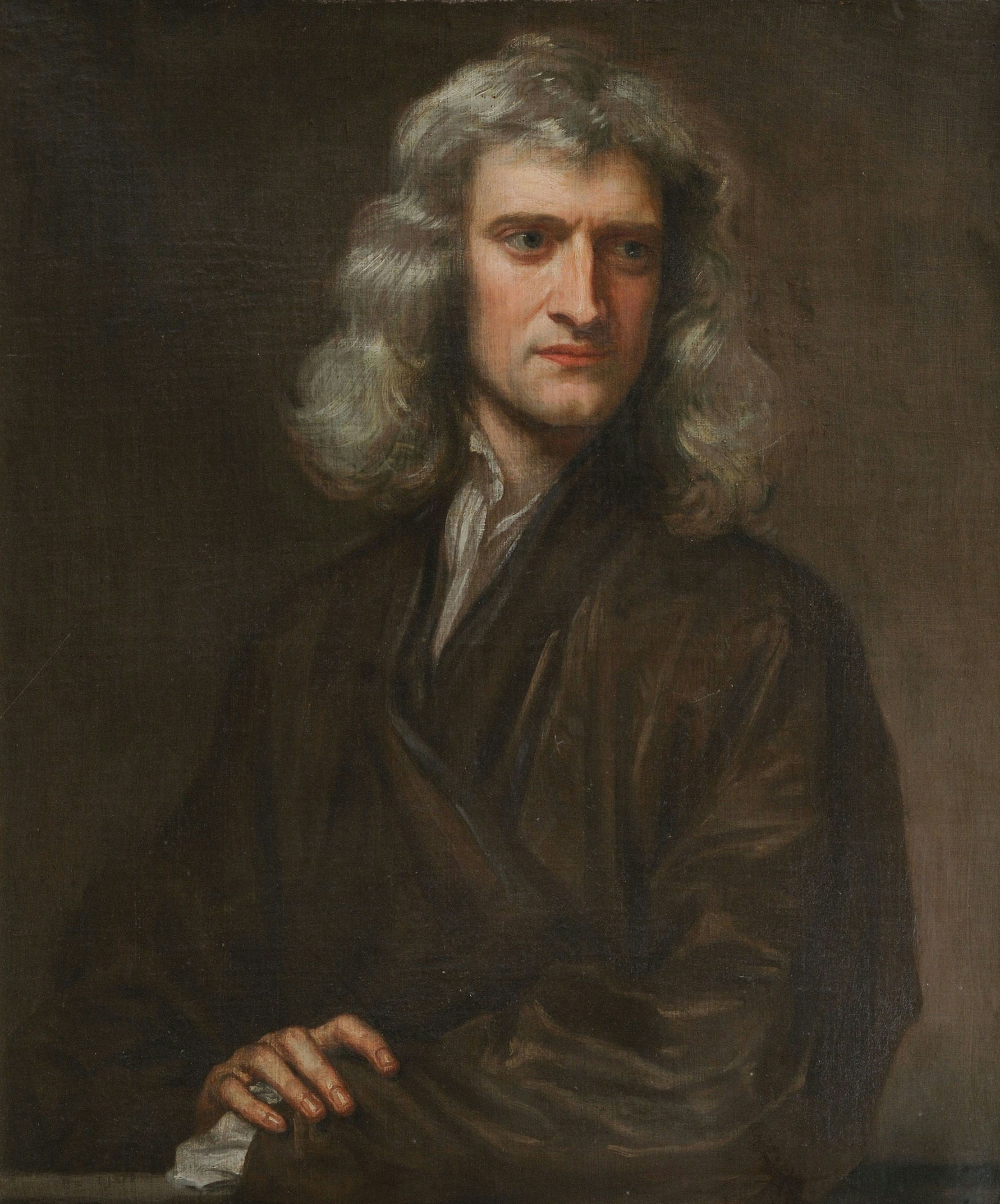
Isaac Newton (1642-1727)

### Secolele XVIII și XIX

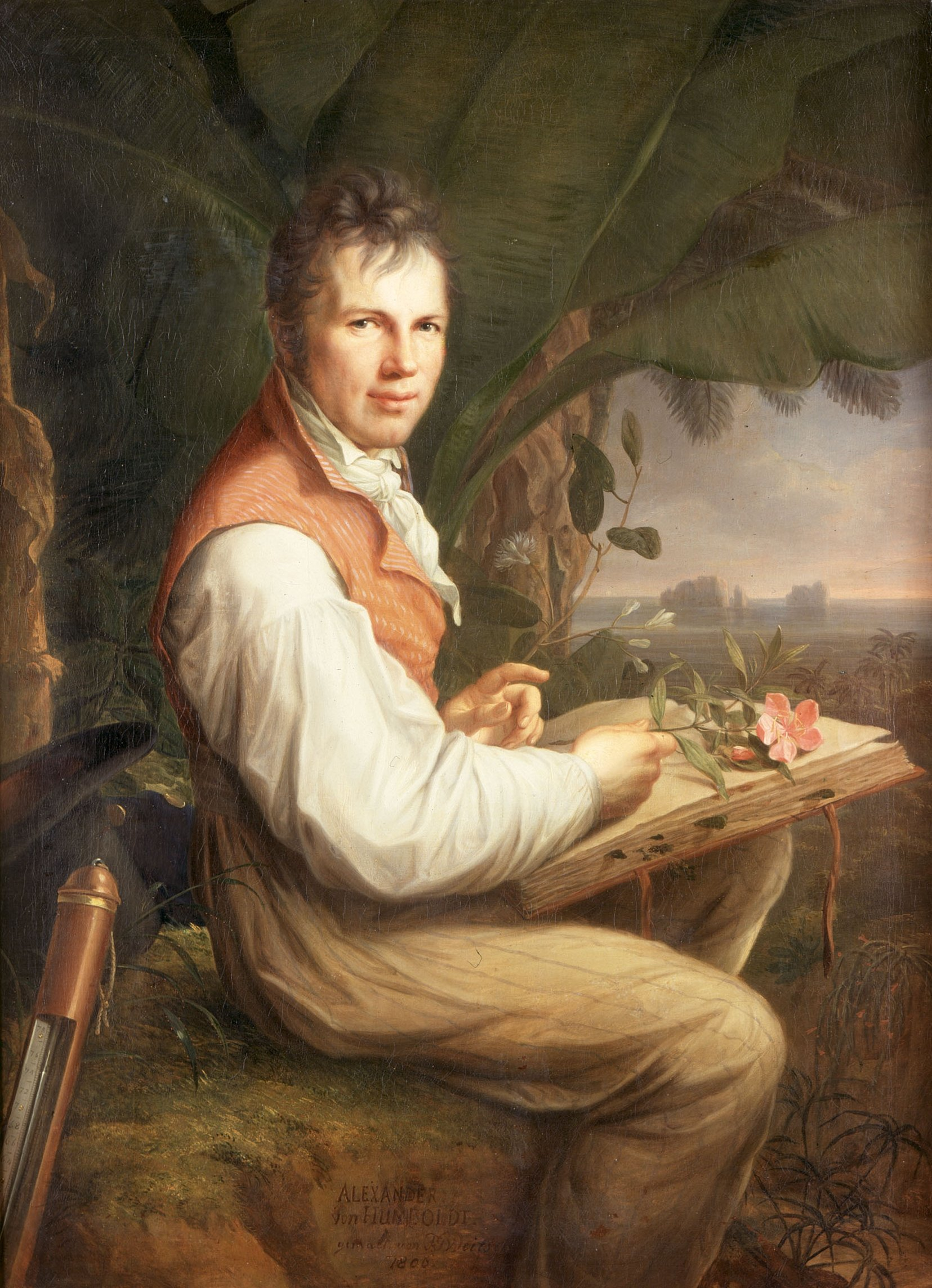
Exploratorul german Alexander von Humboldt și-a exprimat aversiunea față de sclavie și a criticat adesea politicile coloniale. El a acționat întotdeauna dintr-o convingere profund umanistă, susținută de ideile Iluminismului.

Epoca Iluminismului a fost o puternică mișcare intelectuală din secolul al XVIII-lea, care a promovat idei științifice bazate pe rațiune. Nemulțumirea față de monopolul aristocrației și al clerului asupra puterii politice din Franța a dus la Revoluția franceză și la înființarea Primei Republici, în urma căreia monarhia și mare parte din nobilime au pierit în timpul Regimului terorii. Napoleon Bonaparte a ajuns la putere în urma Revoluției franceze și a înființat Primul Imperiu Francez care, în timpul războaielor napoleoniene, s-a extins cuprinzând părți mari ale Europei înainte de a se prăbuși în 1815 cu Bătălia de la Waterloo. Conducerea napoleonică a dus la diseminarea în continuare a idealurilor Revoluției franceze, inclusiv a statului național, precum și la adoptarea pe scară largă a modelelor franceze de administrație, drept și educație.
Congresul de la Viena, convocat după căderea lui Napoleon, a stabilit un nou echilibru de putere în Europa, axat pe cele cinci „Marile Puteri“: Marea Britanie, Franța, Prusia, Austria și Rusia. Acest echilibru va rămâne în vigoare până la Revoluțiile din 1848, timp în care răscoalele liberale au afectat toată Europa, cu excepția Rusiei și a Regatului Unit. Aceste revoluții au fost stinse în cele din urmă de elemente conservatoare și au rezultat puține reforme. În anul 1859 a avut loc unirea României, ca stat național, din două principate mai mici. În 1867 s-a format imperiul austro-ungar; iar în 1871 s-au văzut unificările atât ale Italiei, cât și ale Germaniei ca state naționale din principate mai mici.
În paralel, Chestiunea Orientală a devenit mai complexă de la înfrângerea otomană în Războiul Ruso-Turc (1768–1774). Deoarece dizolvarea Imperiului Otoman părea iminentă, Marile Puteri s-au străduit să-și protejeze interesele strategice și comerciale în domeniile otomane. Imperiul rus a beneficiat de pe urma declinului, în timp ce Imperiul Habsburgic și Marea Britanie au perceput păstrarea Imperiului Otoman ca fiind în interesul lor. Între timp, Revoluția sârbă (1804) și Războiul de independență al Greciei (1821) au marcat începutul sfârșitului stăpânirii otomane în Balcani, care s-a încheiat cu Războaiele Balcanice din 1912–1913. La Congresul de la Berlin din 1878 a urmat recunoașterea formală a principatelor independente de facto din Muntenegru, Serbia și România.

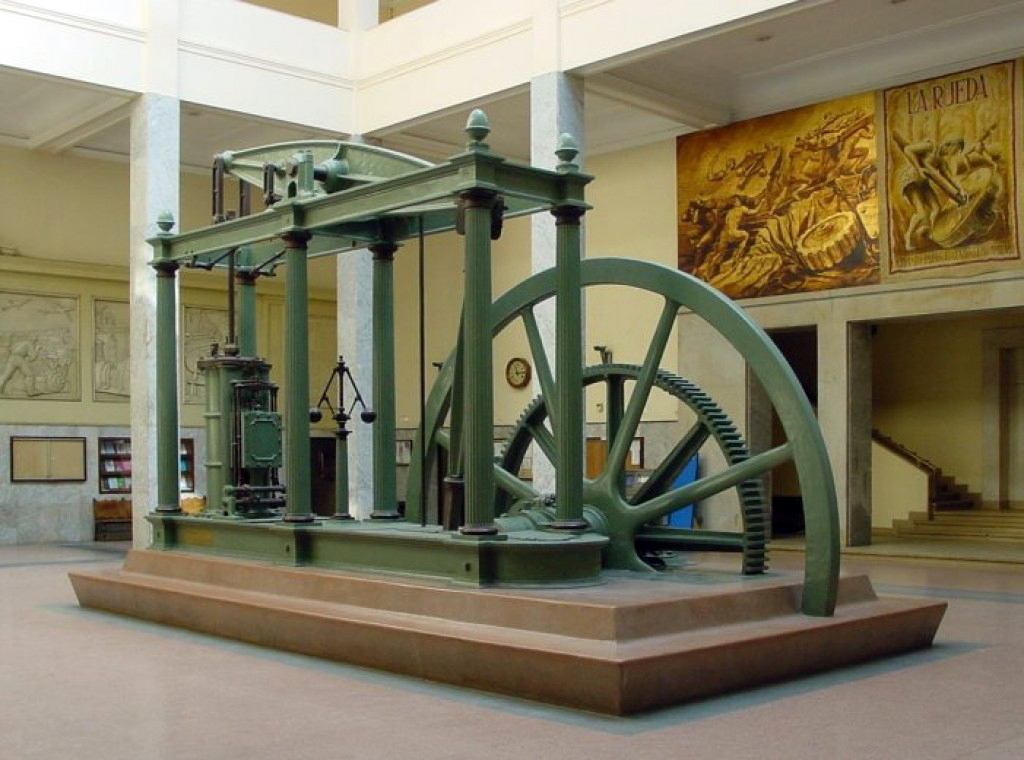
Un motor cu aburi Watt, care era un motor cu abur alimentat exclusiv cu cărbune, a fost forța motrică a Revoluției industriale

Revoluția Industrială a început în Marea Britanie, în ultima parte a secolului al XVIII-lea și răspândit în toată Europa. Invenția și implementarea noilor tehnologii au dus la o creștere urbană rapidă, ocuparea forței de muncă în masă și apariția unei noi clase muncitoare. Industria textilă a fost prima care a folosit metode moderne de producție. Revoluția industrială marchează un moment decisiv major în istorie; aproape fiecare aspect al vieții de zi cu zi a fost influențat într-un fel. În special, venitul mediu și populația au început să prezinte o creștere susținută fără precedent. Unii economiști au spus că cel mai important efect al Revoluției industriale a fost acela că nivelul de trai al populației generale din lumea occidentală a început să crească constant pentru prima dată în istorie, deși alții au spus că nu a început să se îmbunătățească semnificativ până când sfârșitul secolelor al XIX-lea și al XX-lea.
Au urmat reformele din sferele sociale și economice, inclusiv primele legi privind munca copiilor, legalizarea sindicatelor, și abolirea sclaviei. În Marea Britanie, a fost adoptată Legea sănătății publice din 1875, care a îmbunătățit semnificativ condițiile de viață în multe orașe britanice. Populația Europei a crescut de la aproximativ 100 de milioane în 1700 la 400 de milioane până în 1900. Ultima foamete majoră înregistrată în Europa de Vest, Marea Foamete a Irlandei, a provocat moartea și emigrarea în masă a milioane de irlandezi. În secolul al XIX-lea, 70 de milioane de oameni au părăsit Europa în migrații către diferite colonii europene din străinătate și către Statele Unite. Creșterea demografică a însemnat că, până în 1900, ponderea Europei în populația lumii era de 25 %.

### Secolul XX până în prezent

Coaliții militare rivale în 1914: Antanta în verde; Tripla Alianță în maro.

Două războaie mondiale și o criză economică au dominat prima jumătate a secolului XX. Primul Război Mondial a avut loc între 1914 și 1918. A început când arhiducele Franz Ferdinand al Austriei a fost asasinat de naționalistul iugoslav  Gavrilo Princip. Majoritatea națiunilor europene au fost atrase în război, care a fost purtat între Puterile Antantei (Franța, Belgia, Serbia, Portugalia, Rusia, Regatul Unit și mai târziu Italia, Grecia, România și Statele Unite) și Puterile Centrale (Austro-Ungaria, Germania, Bulgaria și Imperiul Otoman). Războiul a făcut peste 16 milioane de soldați și civili morți. Peste 60 de milioane de soldați europeni au fost mobilizați din 1914 până în 1918.

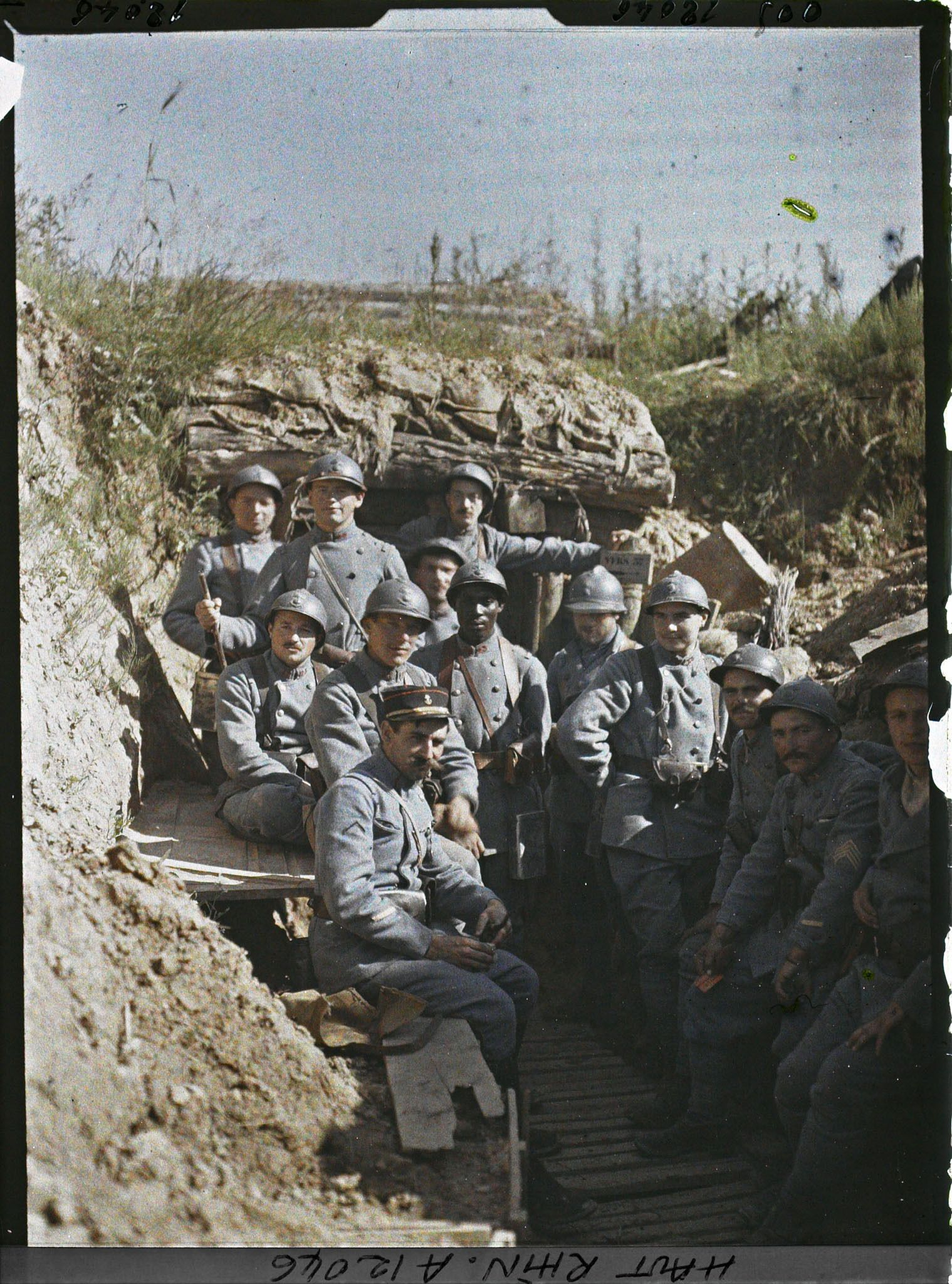
Soldați francezi în tranșee, 16 iunie 1917.

Revoluția rusă a dus la sfârșitul monarhiei țariste și a înlocuit-o cu Uniunea Sovietică comunistă. Austro-Ungaria și Imperiul Otoman s-au prăbușit și s-au despărțit în națiuni separate, iar multe alte națiuni au avut frontierele retrasate. Tratatul de la Versailles, care a încheiat oficial Primul Război Mondial în 1919, a fost aspru față de Germania, căreia i-a plasat întreaga responsabilitate pentru război și i-a impus sancțiuni grele. Decesele în exces din Rusia în cursul Primului Război Mondial și al Războiului civil rus (inclusiv foametea postbelică) s-au ridicat la un total de 18 milioane. În 1932-1933, sub conducerea lui Stalin, confiscările de cereale de către autoritățile sovietice au contribuit la a doua foamete sovietică care a provocat milioane de decese; culacii care au supraviețuit au fost persecutați și mulți au fost trimiși în gulaguri să facă muncă forțată. Stalin a fost, de asemenea, responsabil pentru Marea Epurare din 1937–38 în care NKVD a executat 681.692 de oameni; milioane de oameni au fost deportați și exilați în zone îndepărtate ale Uniunii Sovietice.

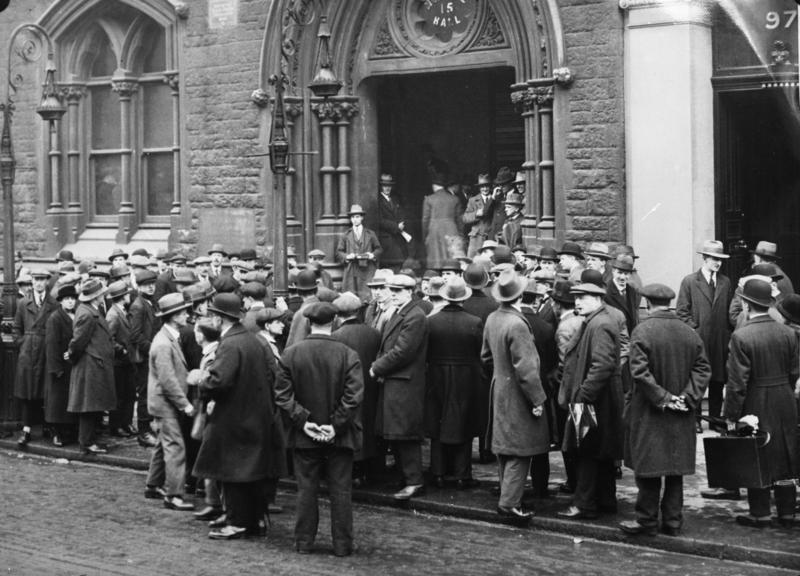
Șomeri în fața unui birou de recrutare din Londra (1930).

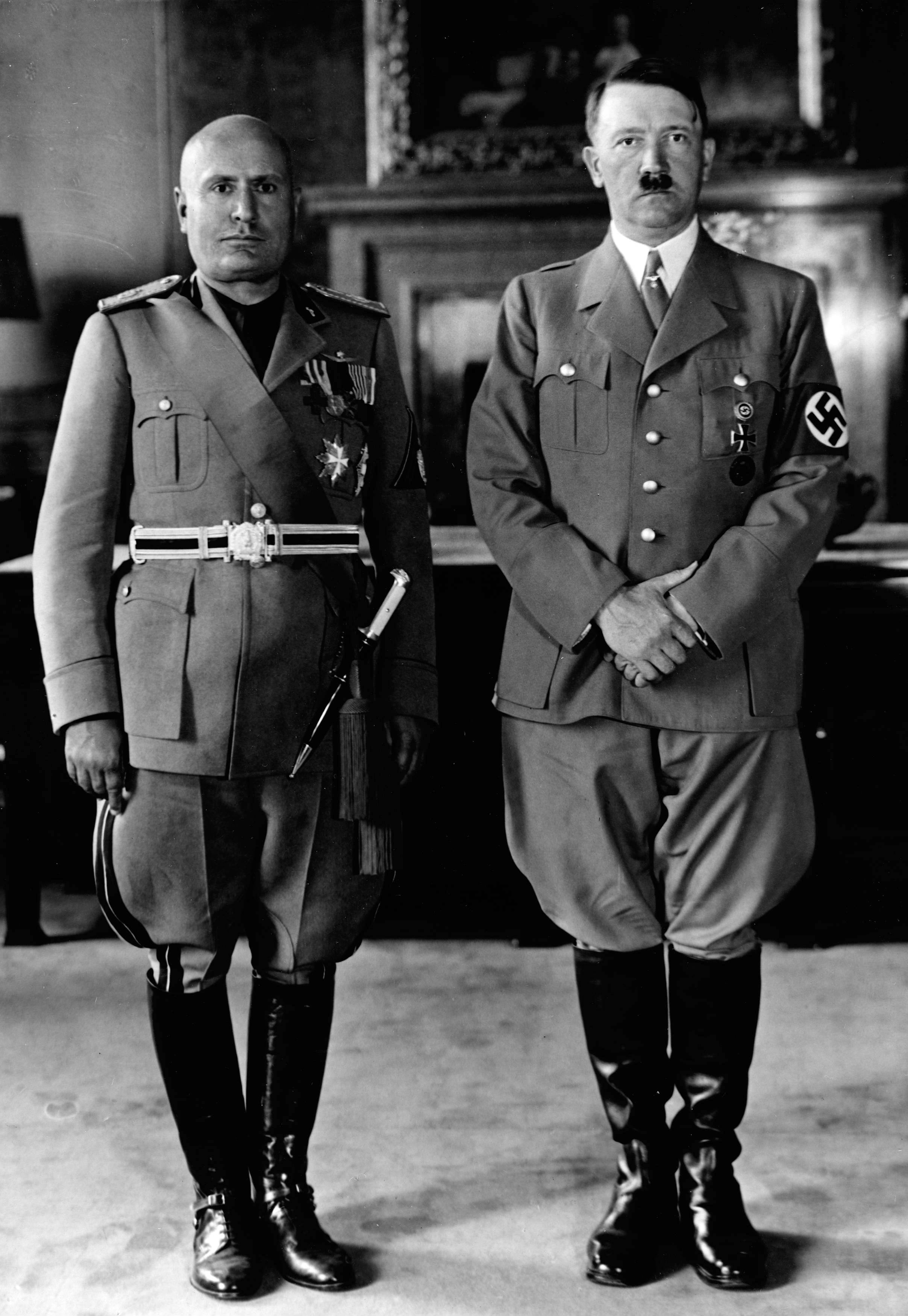
Germania nazistă a început un al Doilea Război Mondial devastator în Europa. Aici Adolf Hitler, în dreapta, cu aliatul său italian, dictatorul Benito Mussolini, în 1940

Statele membre ale Uniunii Europene.

După Marele Război și alte națiuni europene au fost afectate de revoluții sociale zdrobitoare: în 1919, Republica de la Weimar în Germania și Prima Republică a Austriei; în 1922, guvernul fascist al unui singur partid condus de Mussolini în Regatul Italiei și în Republica Turcă a lui Atatürk, care a adoptat alfabetul occidental și secularismul de stat. Instabilitatea economică, cauzată parțial de datoriile suportate în Primul Război Mondial și de „împrumuturile” acordate Germaniei, a făcut ravagii în Europa la sfârșitul anilor 1920 și 1930. Aceasta și Crahul de pe Wall Street din 1929 au dus la Marea criză economică la nivel mondial. Ajutate de criza economică, instabilitatea socială și amenințarea comunismului, mișcările fasciste s-au dezvoltat în toată Europa, plasându-l pe Adolf Hitler la putere în ceea ce a devenit Germania nazistă.
În 1933, Hitler a devenit liderul Germaniei și a început să lucreze la scopul său de a construi Germania Mare. Germania s-a re-extins și a luat înapoi Saarland și Renania în 1935 și 1936. În 1938, Austria a devenit parte a Germaniei după Anschluss. Mai târziu în acel an, în urma Acordului de la München semnat de Germania, Franța, Regatul Unit și Italia, Germania a anexat Regiunea Sudeților, care făcea parte din Cehoslovacia, locuită de etnici germani, iar la începutul anului 1939, restul Cehoslovaciei a fost împărțită în Protectoratul Boemiei și Moraviei (controlat de Germania) și Republica Slovacă. La acea vreme, Marea Britanie și Franța au preferat o politică de calmare .

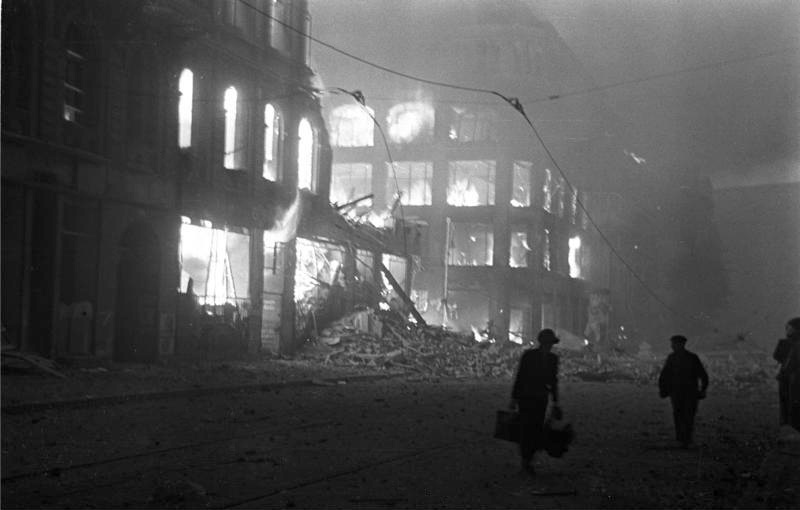
Bombardarea Berlinului în iulie 1944

Odată cu creșterea tensiunilor între Germania și Polonia asupra Gdańsk, germanii s-au îndreptat spre sovietici și au semnat Pactul Molotov–Ribbentrop, care le-a permis sovieticilor să invadeze statele baltice și părți din Polonia și România. Germania a invadat Polonia la 1 septembrie 1939, determinând Franța și Regatul Unit să declare război Germaniei la 3 septembrie și deschizând Teatrul european de război în Al Doilea Război Mondial. Invazia sovietică a Poloniei a început la 17 septembrie și Polonia a căzut curând după aceea. La 24 septembrie, Uniunea Sovietică a atacat țările baltice și mai târziu, Finlanda. Britanicii au sperat să aterizeze la Narvik și să trimită trupe pentru a ajuta Finlanda, dar obiectivul lor principal la aterizare era să înconjoare Germania și să-i scoată pe germani din resursele scandinave. În același timp, Germania a mutat trupe în Danemarca. Războiul ciudat a continuat.
În mai 1940, Germania a atacat Franța prin Țările de Jos. Franța a capitulat în iunie 1940. Până în august, Germania a început o ofensivă de bombardament asupra Marii Britanii, dar nu a reușit să-i convingă pe britanici să renunțe. În 1941, Germania a invadat Uniunea Sovietică odată cu Operațiunea Barbarossa. La 7 decembrie 1941, atacul Japoniei asupra Pearl Harbor a atras Statele Unite în conflict ca aliați ai Imperiului Britanic și ale altor forțe aliate.

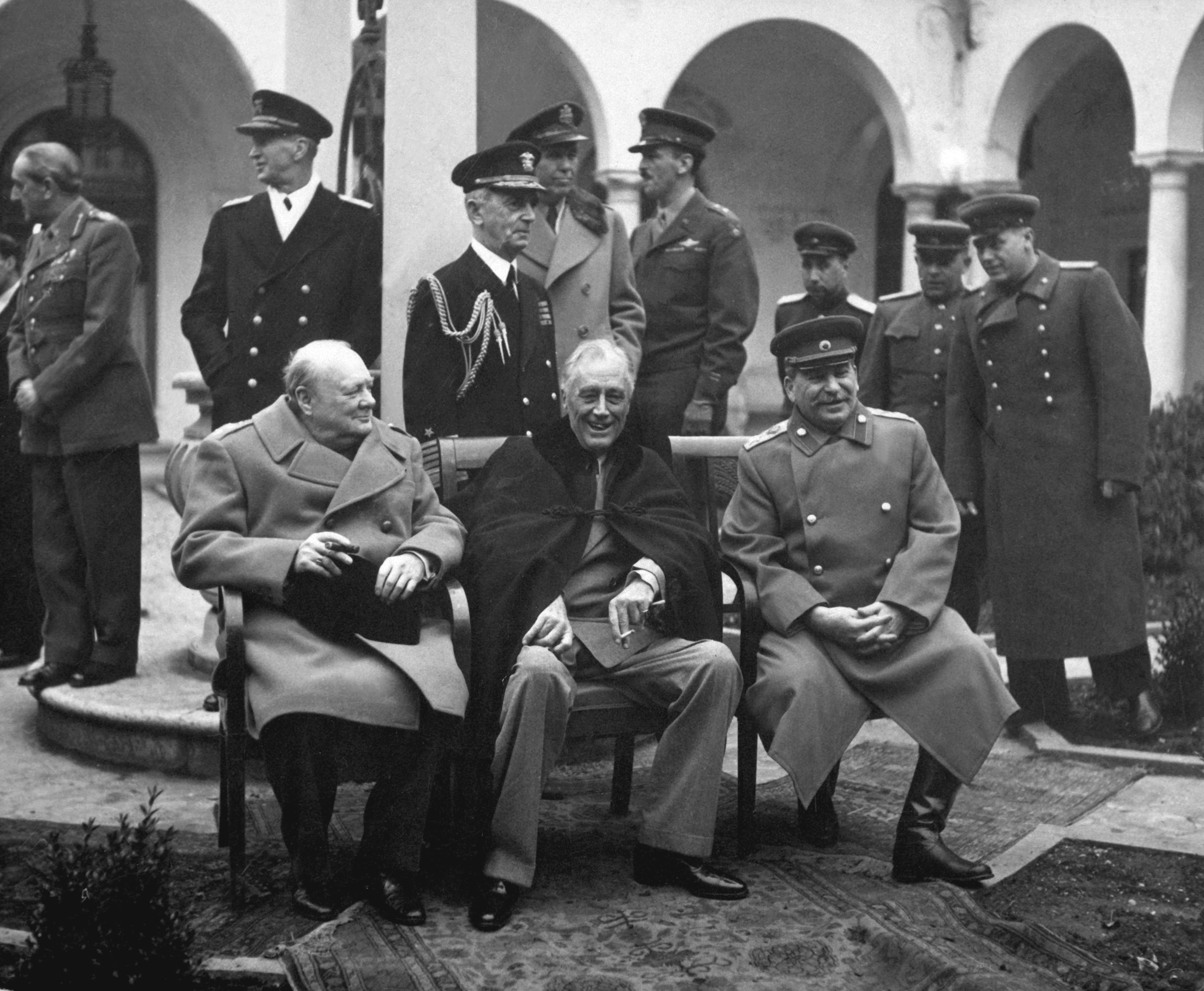
„Cei Trei mari” la Conferința de la Yalta, din 1945; de la stânga: Winston Churchill, Franklin D. Roosevelt și Iosif Stalin.

După șocanta Bătălie de la Stalingrad din 1943, ofensiva germană din Uniunea Sovietică s-a transformat într-o continuă retragere. Bătălia de la Kursk, care a implicat cel mai mare tanc din istorie, a fost ultima ofensivă germană majoră pe Frontul de Est. În iunie 1944, forțele britanice și americane au invadat Franța în debarcările din ziua Z, deschizând un nou front împotriva Germaniei. Berlinul a căzut în cele din urmă în 1945, încheind al Doilea Război Mondial în Europa. Războiul a fost cel mai mare și cel mai distructiv din istoria omenirii, cu 60 de milioane de morți în întreaga lume. Peste 40 de milioane de oameni din Europa au murit ca urmare a celui de-al Doilea Război Mondial, inclusiv între 11 și 17 milioane de oameni care au pierit în timpul Holocaustului. Uniunea Sovietică a pierdut în jur de 27 de milioane de oameni (majoritatea civili) în timpul războiului, aproximativ jumătate din totalul victimelor celui de-al Doilea Război Mondial. Până la sfârșitul războiului, Europa avea peste 40 de milioane de refugiați. Câteva expulzări postbelice din Europa Centrală și de Est au deplasat în total aproximativ 20 de milioane de oameni, în special, vorbitori de limbă germană din toată Europa de Est.
Primul Război Mondial și în special cel de-Al Doilea Război Mondial au diminuat eminența Europei de Vest în afacerile mondiale. După cel de-al Doilea Război Mondial, harta Europei a fost retrasată la Conferința de la Yalta și împărțită în două blocuri: țările occidentale și blocul comunist din est, separate de ceea ce ulterior Winston Churchill a numit-o „Cortina de fier”. Statele Unite și Europa de Vest au stabilit alianța NATO și mai târziu Uniunea Sovietică și Europa Centrală au stabilit Pactul de la Varșovia. Punctele fierbinți deosebite după cel de-al Doilea Război Mondial au fost Berlinul și Trieste, prin care Teritoriul Liber din Trieste, fondat în 1947 cu ONU, a fost dizolvat în 1954 și, respectiv, în 1975. Blocada Berlinului în 1948 și 1949 și construirea Zidului Berlinului în 1961 au fost una din marile crize internaționale ale Războiului Rece.
Cele două noi superputeri, Statele Unite și Uniunea Sovietică, s-au blocat într-un Război Rece de cincizeci de ani, axat pe proliferarea nucleară. În același timp, decolonizarea, care începuse deja după Primul Război Mondial, a dus treptat la independența majorității coloniilor europene din Asia și Africa. În anii 1980, reformele lui Mihail Gorbaciov și mișcarea Solidaritatea din Polonia au slăbit rigiditatea sistemul comunist. Deschiderea Cortinei de Fier la Picnicul paneuropean a declanșat apoi o reacție în lanț pașnică, la sfârșitul căreia Blocul răsăritean, Pactul de la Varșovia și comunismul s-au prăbușit iar Războiul Rece s-a încheiat. Germania s-a reunit, după căderea simbolică a Zidului Berlinului în 1989, iar hărțile Europei Centrale și de Est au fost redesenate încă o dată. Acest lucru a făcut posibile relațiile culturale și economice vechi întrerupte anterior iar orașe izolate anterior, precum Berlin, Praga, Viena, Budapesta și Trieste, erau acum din nou în centrul Europei.
Integrarea europeană a crescut și după al Doilea Război Mondial. În 1949 a fost fondat Consiliul Europei, în urma unui discurs al lui Sir Winston Churchill, cu ideea de a unifica Europa pentru a atinge obiective comune. Include toate statele europene, cu excepția Belarusului și a Vaticanului. Tratatul de la Roma din 1957 a stabilit Comunitatea Economică Europeană (CEE) între șase state din Europa de Vest, cu scopul unei politici economice unificate și piața comună. În 1967, CEE, Comunitatea Europeană a Cărbunelui și Oțelului și Euratom au format Comunitatea Europeană, care în 1993 a devenit Uniunea Europeană. UE a înființat un parlament, o curte și o bancă centrală și a introdus euro ca monedă unificată. Între 2004 și 2013, mai multe țări din Europa Centrală și de Est au început să adere, extinzând UE la 28 de țări europene și făcând din nou din Europa un centru economic și politic major de putere. Cu toate acestea, Regatul Unit s-a retras din UE la 31 ianuarie 2020, ca urmare a unui referendum din iunie 2016 privind aderarea la UE.

## Geografie

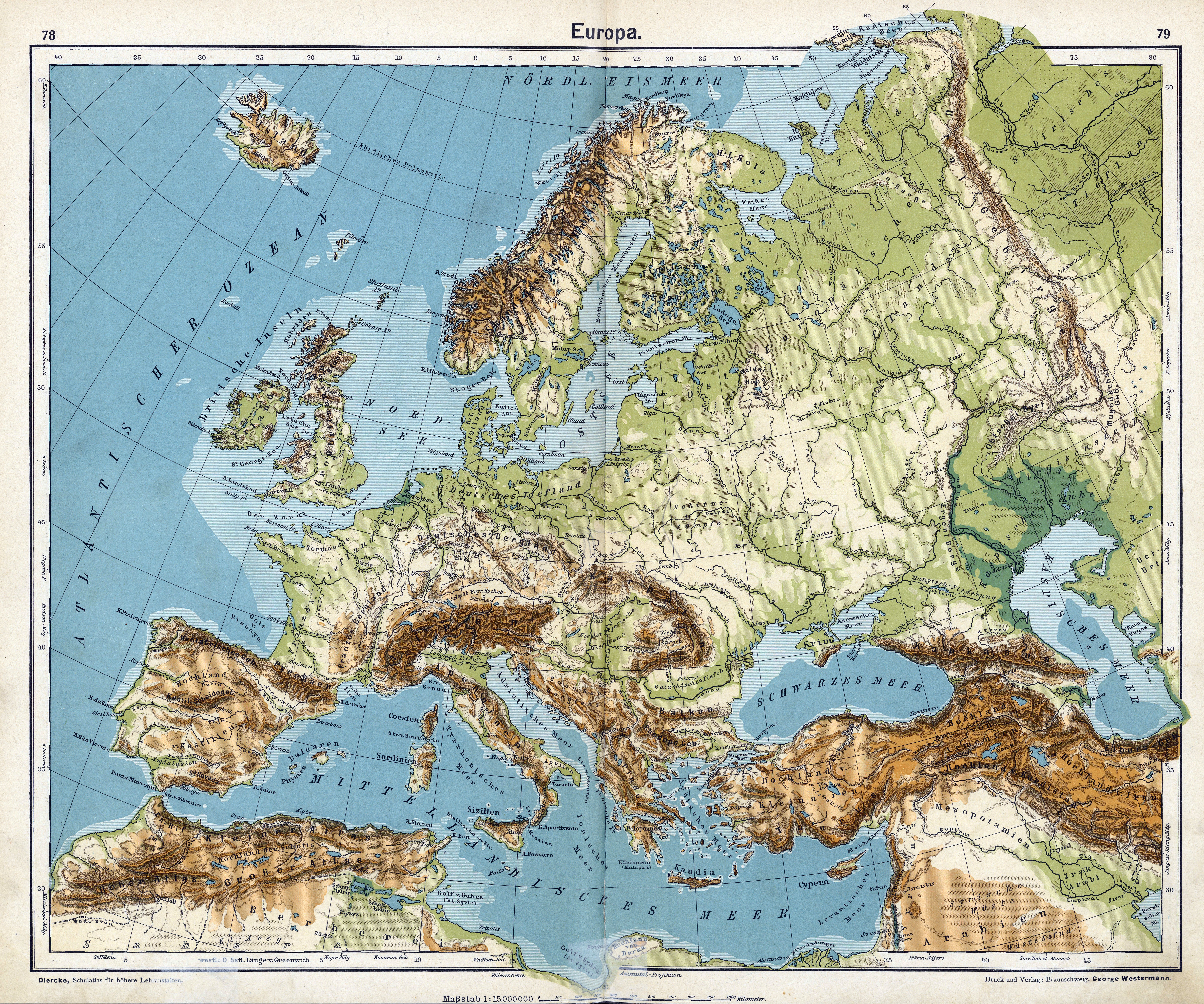
Harta geografică a Europei care prezintă reliefurile

Din punct de vedere fiziografic, Europa este peninsula nord-vestică a mării teritoriale mai mari cunoscute sub numele de Eurasia. Are un raport de coastă mai mare decât cel al oricărui alt continent sau subcontinent. Granițele sale maritime constau din Oceanul Arctic la nord, Oceanul Atlantic la vest și Marea Mediterană, Marea Neagră și Marea Caspică la sud. Limitele terestre ale Europei au fost întotdeauna imprecise în est, deoarece nu există relief sau mare care să împartă clar Eurasia. Prin urmare, granițele geografice ale Europei sunt mai mult politice decât fizice.
În ceea ce privește forma, Europa este o colecție de peninsule conectate și insule situate în apropiere. Cele două mari peninsule sunt Europa continentală și Scandinavia la nord, împărțite una de cealaltă de Marea Baltică. Trei peninsule mai mici – Iberia, Italia și Balcani – apar în marginea sudică a continentului. Peninsula Balcanică este separată de Asia de Marea Neagră și Marea Egee. Italia este separată de Balcani de Marea Adriatică și de Iberia de Marea Mediterană, care separă și Europa de Africa. La est, Europa continentală se lărgește la fel ca gura unei pâlnii, până când se ajunge la granița cu Asia în Munții Ural și râul Ural, Marea Caspică și Munții Caucaz. Europa se află pe Placa Eurasiatică, care cuprinde cea mai mare parte a Eurasiei.
Relieful terestru în Europa prezintă variații mari în zone relativ mici. Regiunile sudice sunt muntoase în timp ce se deplasează spre nord, terenul coboară din Alpii înalți, Pirinei și Carpați, prin munți deluroși, în câmpii nordice largi și joase, care sunt vaste în est. Această câmpie întinsă este cunoscută sub numele de Marea Câmpie Europeană, iar în centrul său se află Câmpia Germano-Poloneză. Există, de asemenea, un arc de munți de-a lungul litoralului nord-vestic, care începe în părțile de vest ale insulelor Britaniei și Irlandei și apoi continuă de-a lungul coloanei vertebrale montane, tăiat în fiordul Norvegiei.

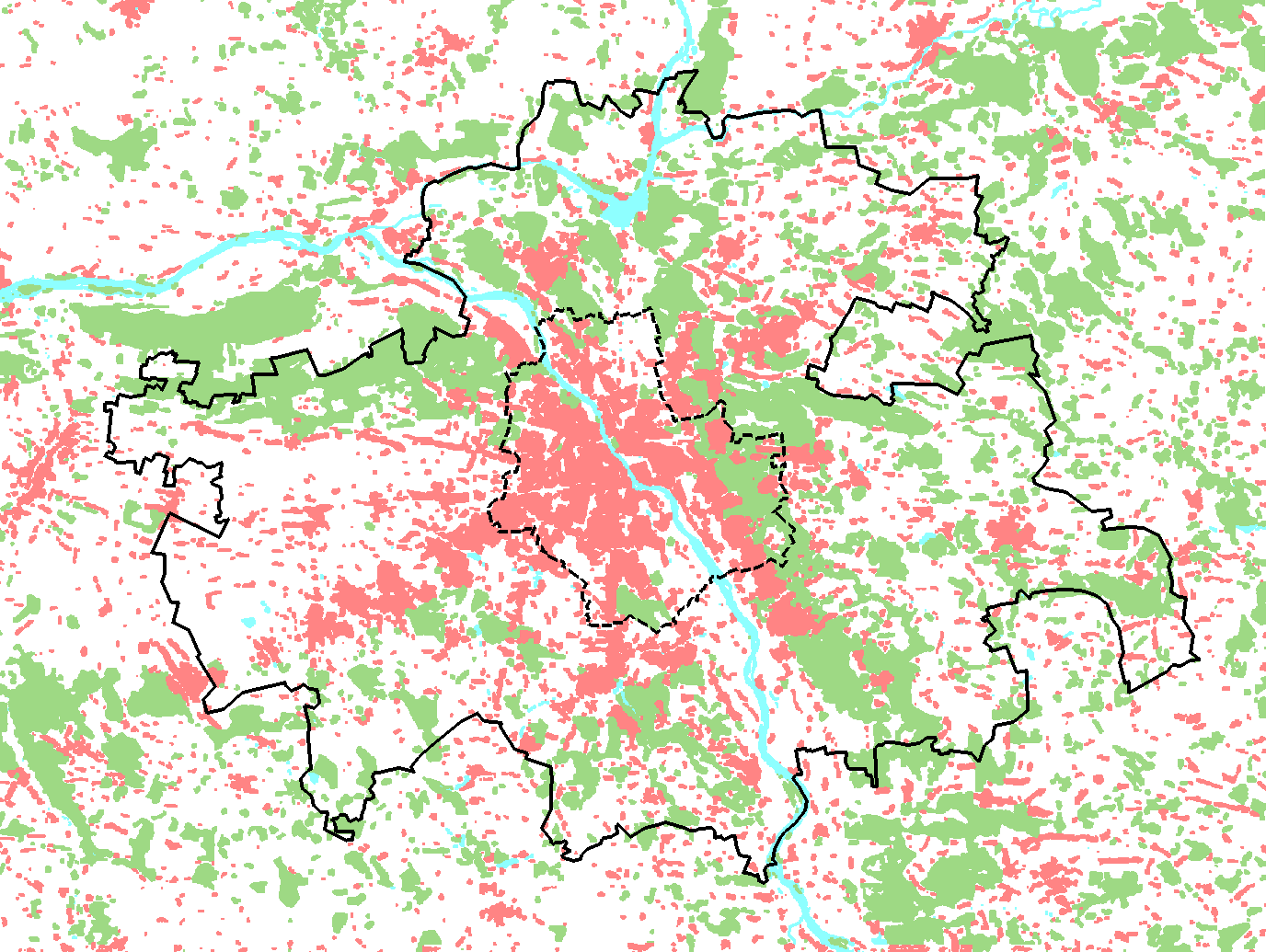
Aglomerația Varșovia este situată aproape de centrul geografic al Europei

Această descriere este simplificată. Subregiuni precum Peninsula Iberică și Peninsula Italiană conțin propriile caracteristici complexe, la fel ca Europa Centrală continentală, unde relieful conține multe platouri, văi fluviale și bazine care complică tendința generală (de exemplu, Munții Sfânta Cruce în Polonia, lângă orașul Kielce, protejat ca Parcul Național Świętokrzyski). Subregiuni precum Islanda, Marea Britanie și Irlanda sunt cazuri speciale. Primul este de formare vulcanică din Atlanticul de Nord, în timp ce cel din urmă constă din zone de munte care au fost odată unite cu continentul până când creșterea nivelului mării le-a separat.
Datorită puținelor generalizări care pot fi făcute despre reliefurile Europei, nu este surprinzător faptul că atât de multe regiuni separate au găzduit tot atâtea națiuni independente de-a lungul istoriei sale. Distribuția resurselor de apă în Europa este inegală. Europa, după America și Oceania, este totuși continentul cu cea mai mare disponibilitate a resurselor de apă în raport cu populația. Cele mai importante râuri din Europa sunt: Dunărea, Volga, Rin, Elba, Oder și Nipru.

### Climă

O hartă de clasificare climatică "Köppen-Geiger" a Europei.

Europa se caracterizează, în general, printr-un climat temperat. Clima este mai blândă în comparație cu alte zone din aceeași latitudine de pe glob, datorită influenței curentului Golfului. Curentul Golfului este supranumit „încălzirea centrală a Europei”, deoarece face climatul Europei mai cald și mai umed decât ar fi altfel. Fluxul Golfului nu numai că transportă apă caldă către coasta Europei, ci și încălzește vânturile predominante din vest care suflă pe continent de la Oceanul Atlantic.
Prin urmare, temperatura medie pe tot parcursul anului la Aveiro, Portugalia este de 16°C în timp ce la New York City, care este aproape pe aceeași latitudine, mărginind același ocean, este de doar 13°C. Berlin, Germania; Calgary, Canada; și Irkutsk, în partea asiatică a Rusiei, se află pe aceeași latitudine; Temperaturile din ianuarie la Berlin sunt în medie cu aproximativ 8°C mai mari decât cele din Calgary și sunt cu aproape 22°C mai mari decât temperaturile medii din Irkutsk. În mod similar, părțile nordice ale Scoției au un climat marin temperat. Temperatura medie anuală în orașul Inverness este de 9,05°C. Cu toate acestea, Churchill, Manitoba, Canada, se află aproximativ pe aceeași latitudine și are o temperatură medie de -6,5°C, oferindu-i un climat aproape subarctic.
Masele mari de apă din Marea Mediterană, care egalează temperaturile pe o medie anuală și zilnică, sunt, de asemenea, de o importanță deosebită. Apa Mediteranei se întinde de la deșertul Sahara până la arcul alpin din partea sa nordică a Mării Adriatice, lângă Trieste. 
În general, Europa nu este doar mai rece spre nord în comparație cu sudul, ci se răcorește și dinspre vest spre est. Clima este mai oceanică în vest și mai puțin în est. Acest lucru poate fi ilustrat de următorul tabel al temperaturilor medii în locurile de mai jos care urmează aproximativ latitudinilor 60, 55, 50, 45 și 40. Nici unul nu este situat la mare altitudine; majoritatea sunt aproape de mare. (localizare, latitudine și longitudine aproximative, cea mai rece lună medie, cea mai caldă medie lunară și temperaturile medii anuale în grade C)

| Loc              | Latitudine | Longitudine | Cea mai rece lună | Cea mai caldă lună | Media anuală |
| ---------------- | ---------- | ----------- | ----------------- | ------------------ | ------------ |
| Lerwick          | 60 N       | 1 W         | 3.5               | 12.4               | 7.4          |
| Stockholm        | 59.5 N     | 19 E        | −1.7              | 18.4               | 7.4          |
| Helsinki         | 60 N       | 25 E        | −4.7              | 17.8               | 5.9          |
| Sankt Petersburg | 60 N       | 30 E        | −5.8              | 18.8               | 5.8          |
|                  |            |             |                   |                    |              |
| Edinburgh        | 55.5 N     | 3 W         | 4.2               | 15.3               | 9.3          |
| Copenhaga        | 55.5 N     | 12 E        | 1.4               | 18.1               | 9.1          |
| Klaipėda         | 55.5 N     | 21 E        | −1.3              | 17.9               | 8.0          |
| Moscova          | 55.5 N     | 30 E        | −6.5              | 19.2               | 5.8          |
|                  |            |             |                   |                    |              |
| Insulele Scilly  | 50 N       | 6 W         | 7.9               | 16.9               | 11.8         |
| Bruxelles        | 50.5 N     | 4 E         | 3.3               | 18.4               | 10.5         |
| Cracovia         | 50 N       | 20 E        | −2.0              | 19.2               | 8.7          |
| Kiev             | 50.5 N     | 30 E        | −3.5              | 20.5               | 8.4          |
|                  |            |             |                   |                    |              |
| Bordeaux         | 45 N       | 0           | 6.6               | 21.4               | 13.8         |
| Veneția          | 45.5 N     | 12 E        | 3.3               | 23.0               | 13.0         |
| Belgrad          | 45 N       | 20 E        | 1.4               | 23.0               | 12.5         |
| Astrakhan        | 46 N       | 48 E        | −3.7              | 25.6               | 10.5         |
|                  |            |             |                   |                    |              |
| Coimbra          | 40 N       | 8 W         | 9.9               | 21.9               | 16.0         |
| Valencia         | 39.5 N     | 0           | 11.9              | 26.1               | 18.3         |
| Neapole          | 40.5 N     | 14 E        | 8.7               | 24.7               | 15.9         |
| Istanbul         | 41 N       | 29 E        | 6.0               | 23.8               | 11.4         |

Este remarcabil modul în care temperaturile medii pentru cea mai rece lună, precum și temperaturile medii anuale, scad de la vest la est. De exemplu, Edinburgh este mai cald decât Belgradul în cea mai rece lună a anului, deși Belgradul este la aproximativ 10 ° latitudine mai la sud.

### Geologie

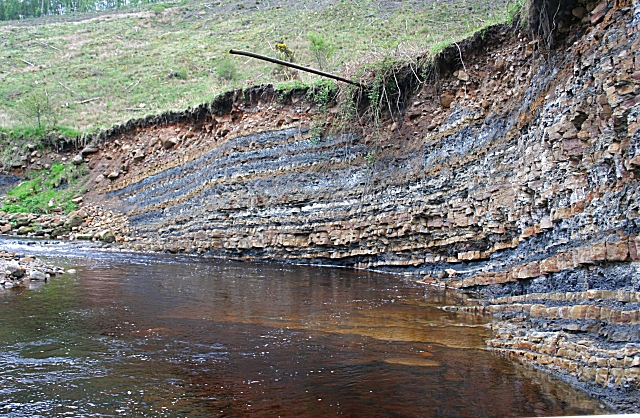
Expunere alternantă de straturi de siltit și dolomit. Formațiunea Ballagan, din Scoția

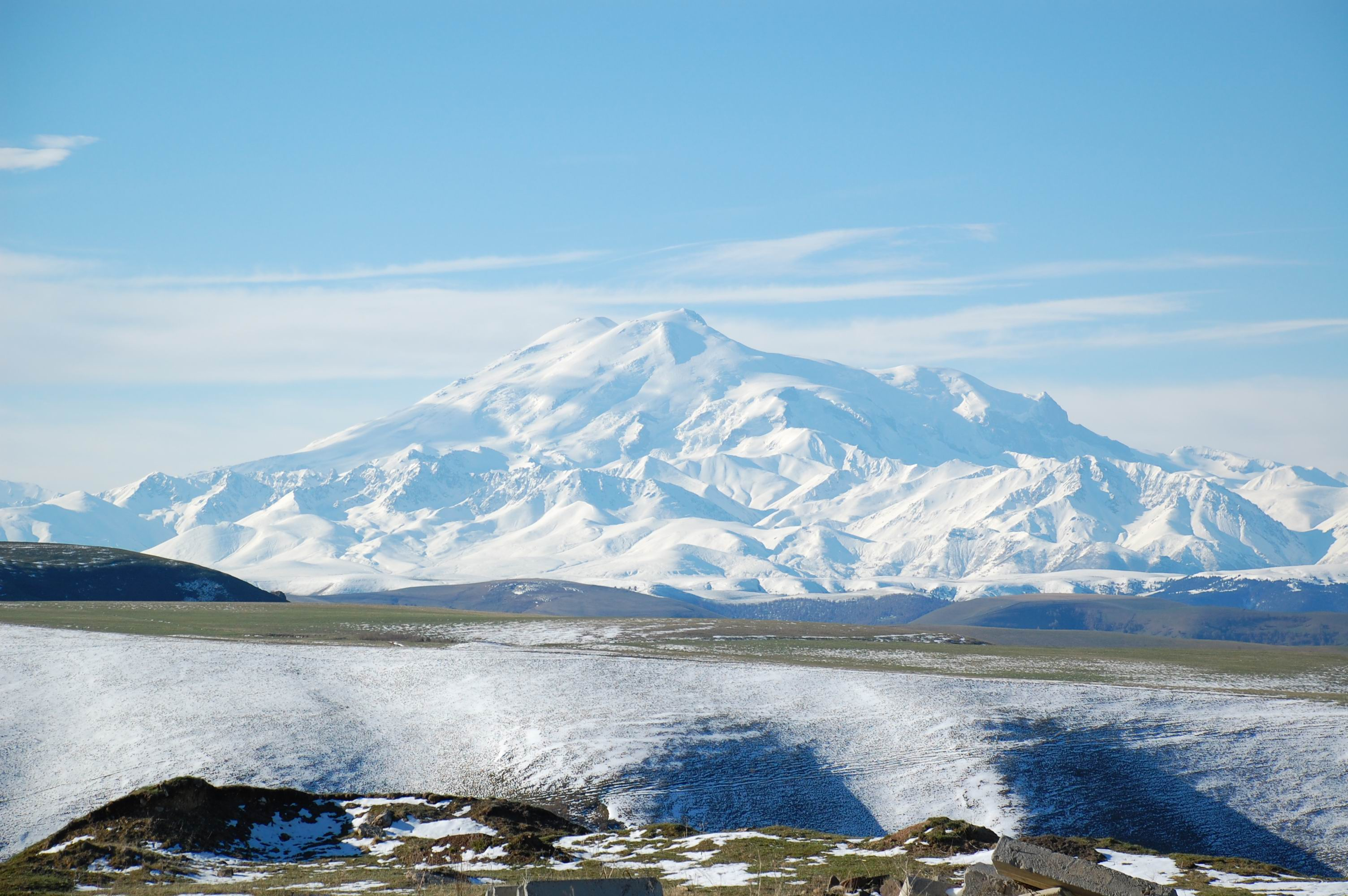
Muntele Elbrus din sudul Rusiei este cel mai înalt munte din Europa.

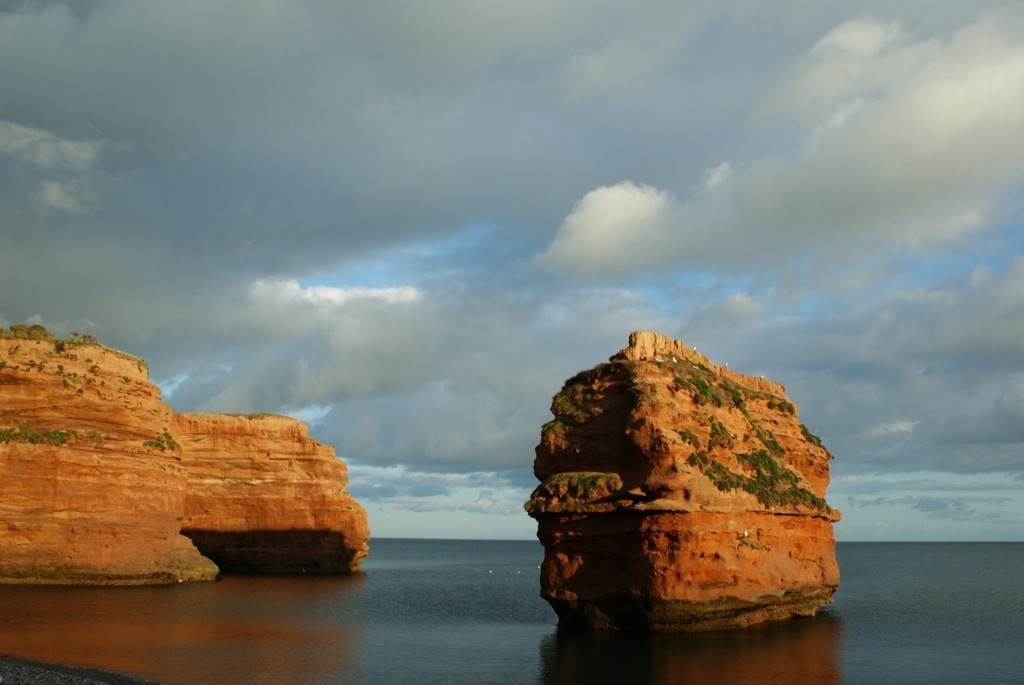
Stânci de gresie de vârstă triasică în Golful Ladram, din Anglia.

Rocile europene din Precambrian au o vechime care variază de la aproximativ 3,8 miliarde până la 541 de milioane de ani. Au urmat roci din Paleozoic (aproximativ 252 milioane de ani în urmă), din Mezozoic (până acum aproximativ 66 de milioane de ani) și din Cenozoic (ultimii 66 de milioane de ani).
Scutul Baltic reprezintă cea mai mare zonă europeană cu cele mai vechi roci de pe continent, ea fiind erodată până a ajuns un relief redus. Cele mai tinere roci apar în Sistemul alpin, care încă supraviețuiește ca munți înalți. În urmă cu aproximativ 200 milioane de ani supercontinentul Pangea s-a fragmentat dând naștere unui nou ocean, Marea Tethys. Închiderea acestui ocean în urmă cu aproximativ 50 de milioane de ani în urmă, prin subducție și procese tectonice, a dus la orogenia alpină care se întinde de la Oceanul Atlantic până la Turcia și conține multe centuri orogene separate (Pirineii, Alpii Elvețiano-Austrieni, Munții Apenini, Munții Carpați, Alpii Dinarici și Munții Pontici). Forma actuală a Europei datează de la sfârșitul Terțiarului în urmă cu aproximativ cinci milioane de ani.
Geologia Europei este extrem de variată și complexă și dă naștere la o mare varietate de peisaje pe continent, de la regiuni muntoase la câmpii. Cea mai importantă caracteristică a Europei este dihotomia dintre regiunile muntoase înalte din Europa de Sud și o câmpie vastă, parțial subacvatică, în nord. Aceste două jumătăți sunt separate de lanțurile montane din Pirinei și Alpi/Carpați. Câmpiile nordice sunt delimitate în vest de Munții Scandinaviei și părțile muntoase ale insulelor britanice. Principalele corpuri de apă de mică adâncime care scufundă părți din câmpiile nordice sunt Marea Celtică, Marea Nordului, Marea Baltică și Marea Barents.
Câmpia nordică conține vechiul continent geologic Baltica și, prin urmare, poate fi considerată geologic drept „continentul principal”, în timp ce zonele muntoase periferice și regiunile muntoase din sud și vest constituie fragmente din diferite alte continente geologice. Majoritatea geologiei mai vechi din vestul Europei a existat ca parte a vechiului microcontinent Avalonia.

### Flora
Animalele și plantele europene au fost profund afectate de prezența și activitățile omului. Cu excepția Fennoscandia și a nordului Rusiei, puține zone sălbatice neatinse se găsesc în prezent în Europa, cu excepția diferitelor parcuri naționale.

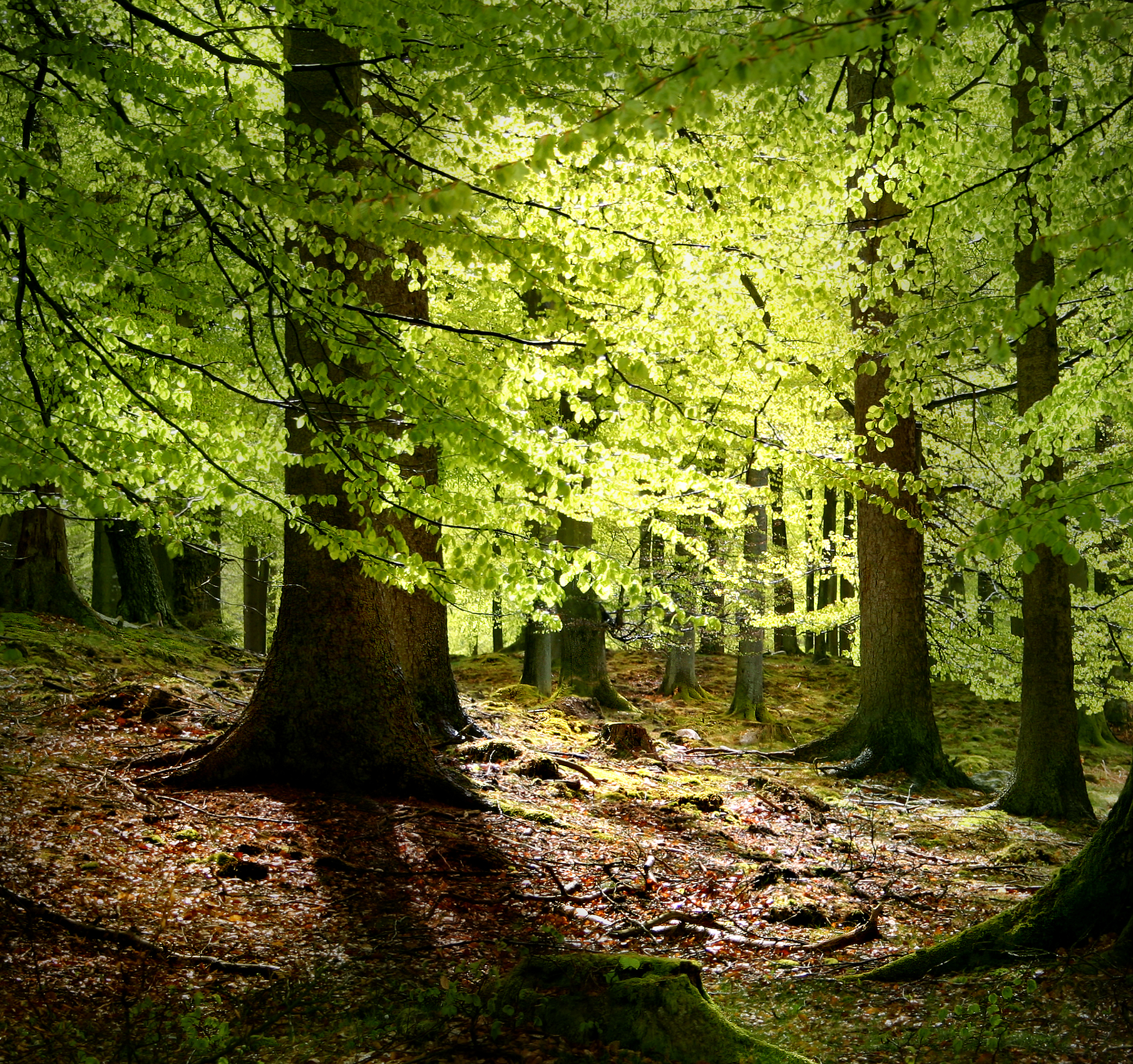
Probabil 80-90 % din Europa a fost odată acoperită de pădure.

Principalul strat vegetal natural din Europa este pădurea mixtă. În nord, Curentul Golfului și Curentul Atlanticului de Nord încălzesc continentul. Sudul Europei ar putea fi descris ca având un climat cald, dar blând. Există frecvente secete de vară în această regiune. Crestele montane afectează și condițiile. Unele dintre acestea (Alpi, Pirinei) sunt orientate spre est-vest și permit vântului să transporte mase mari de apă din ocean în interior. Altele sunt orientate spre sud-nord (Munții Scandinaviei, Dinarici, Carpați, Apenini) și deoarece ploaia cade în primul rând pe partea munților care este orientată spre mare, pădurile cresc bine pe această parte, în timp ce pe cealaltă parte, condițiile sunt mult mai puțin favorabile. Puține colțuri ale Europei continentale nu au fost pășunate de animale la un moment dat în timp, iar tăierea habitatului forestier pre-agricol a provocat perturbarea ecosistemelor vegetale și animale originale.

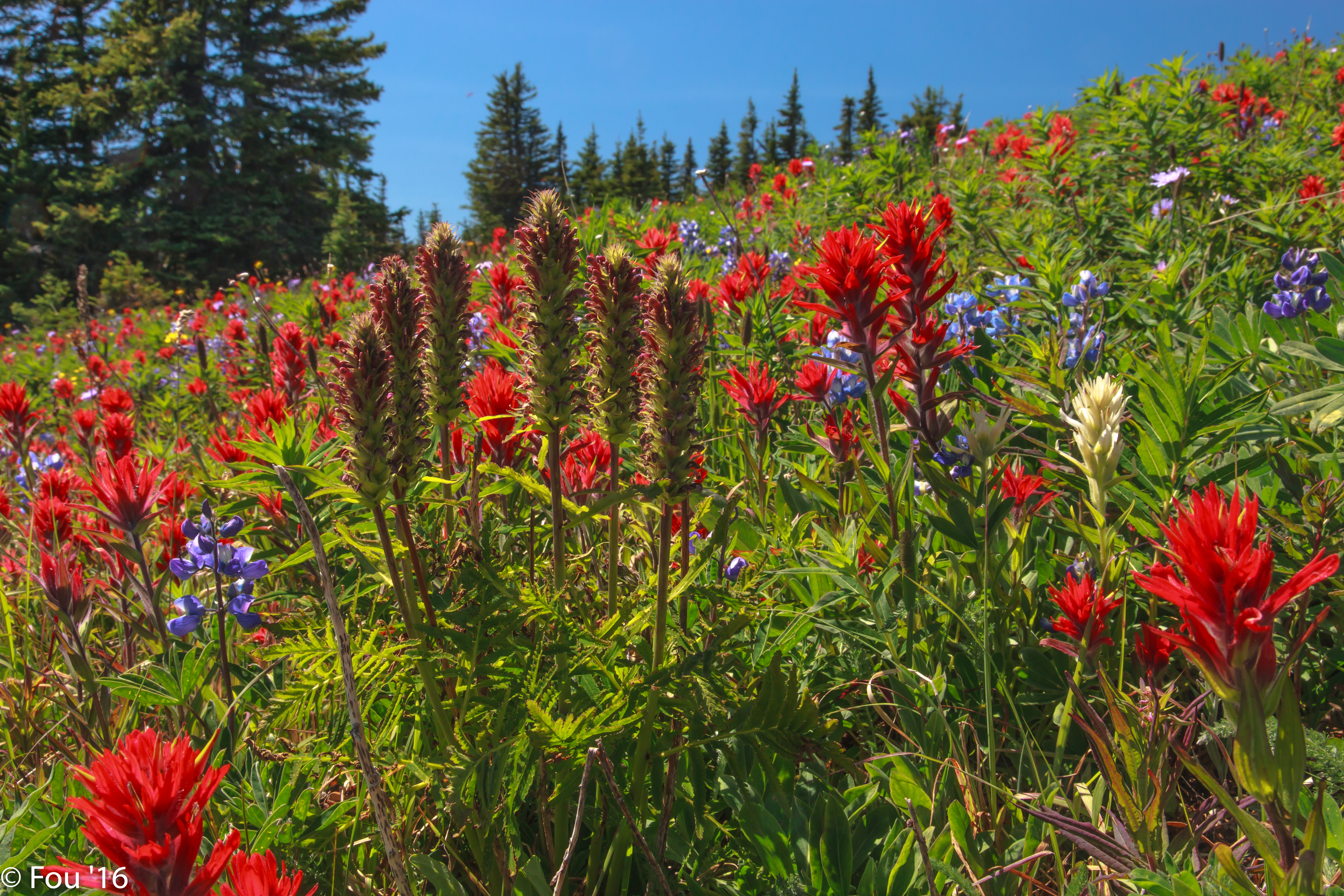
Flori sălbatice

Probabil 80-90 % din Europa a fost odată acoperită de pădure, care se întindea de la Marea Mediterană până la Oceanul Arctic. Deși peste jumătate din pădurile originale ale Europei au dispărut de-a lungul secolelor de defrișare, mai mult de un sfert din suprafața ei terestră este împădurită, cum ar fi pădurile cu frunze late și mixte, taigaua Scandinaviei și Rusiei, pădurile tropicale mixte din Caucaz și pădurile de stejar de plută din vestul Mediteranei.
În ultima perioadă, defrișările au fost încetinite și au fost plantați mulți copaci. Cu toate acestea, în multe cazuri, plantațiile de conifere au înlocuit pădurea naturală mixtă originală, deoarece acestea cresc mai repede. Plantațiile acoperă acum zone întinse de pământ, dar oferă habitate mai sărace pentru multe specii, care necesită un amestec de specii de copaci și structuri forestiere diverse. Cantitatea de pădure naturală în Europa de Vest este de doar 2-3 % sau mai puțin, iar în Rusia europeană de 5-10 %. Țara cu cel mai mic procent de suprafață împădurită este Islanda (1 %), în timp ce cea mai împădurită țară este Finlanda (77 %).
În Europa temperată, domină pădurea mixtă, atât cu frunze late, cât și de conifere. Cele mai importante specii din centrul și vestul Europei sunt fagul și stejarul. În nord, taigaua este o pădure mixtă de molid–pin–mesteacăn; mai în nordul Rusiei și nordul extrem al Scandinaviei, taigaua cedează loc tundrei pe măsură ce se apropie Arctica. În Mediterana, au fost plantați mulți măslini, care sunt foarte bine adaptați climatului său arid; Chiparosul mediteranean este, de asemenea, plantat pe scară largă în sudul Europei. Regiunea mediteraneană semi-aridă găzduiește multă pădure de arbuști. O regiune îngustă est-vest de pășune (stepă) se extinde spre est din Ucraina și sudul Rusiei și se termină în Ungaria și traversează taigaua spre nord.

### Fauna

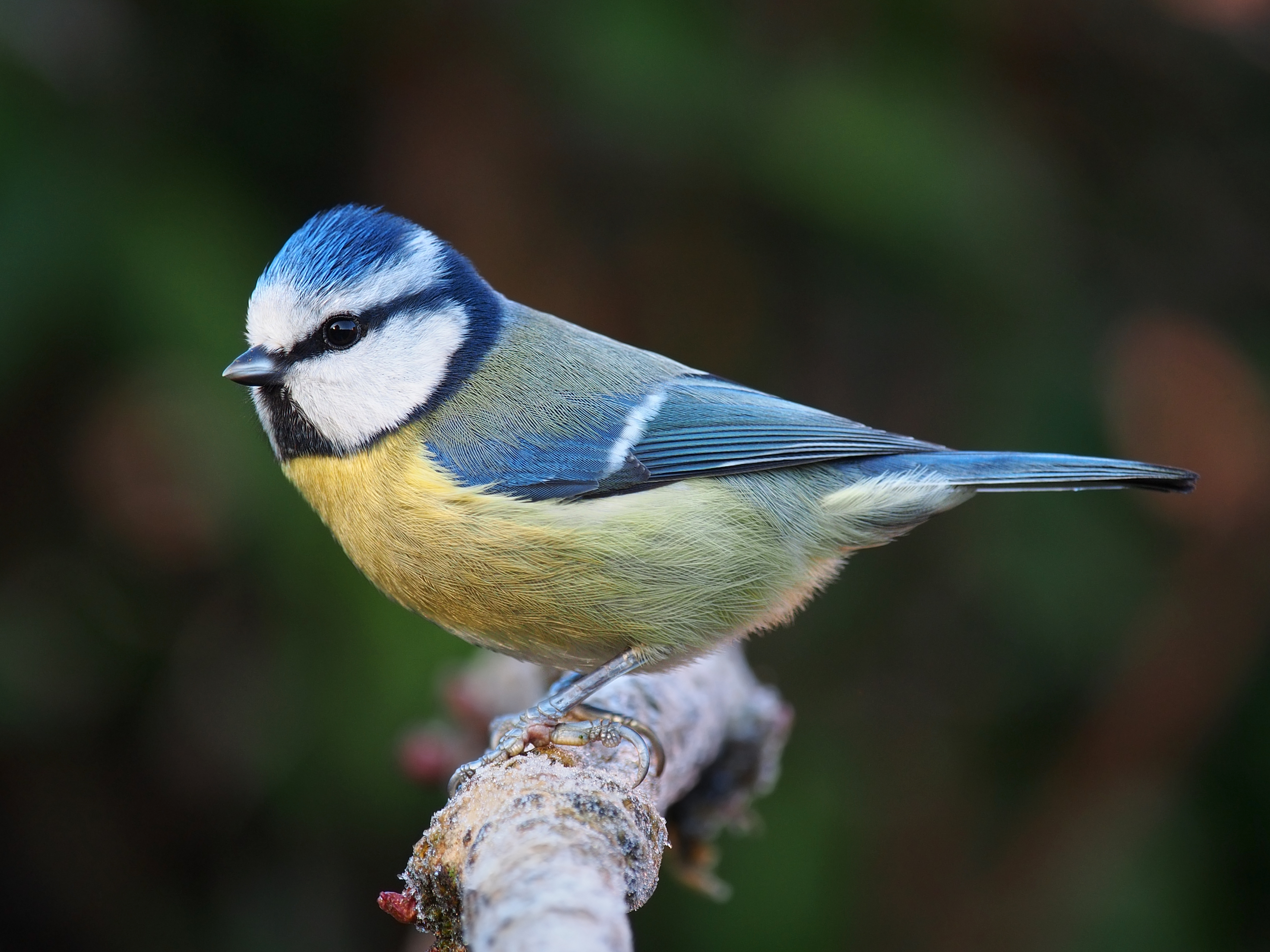
Pițigoiul albastru este o pasăre rezidentă și comună a Europei.

Glaciația din timpul celei mai recente ere glaciare și prezența omului au afectat distribuția faunei europene. În ceea ce privește animalele, în multe părți ale Europei cele mai multe animale mari și specii de prădători de vârf au fost vânate până la extincție. Fauna europeană de mamifere este compusă din 270 de specii, dintre care 78 endemice Europei (15 % dintre acestea sunt amenințate cu dispariția și 27 % au fost identificate ca fiind în declin).
Mamutul lânos a dispărut înainte de sfârșitul Neoliticului. Astăzi, lupii (carnivore) și urșii (omnivore) sunt pe cale de dispariție. Odată se găseau în majoritatea părților din Europa. Cu toate acestea, defrișările și vânătoarea au făcut ca aceste animale să se retragă tot mai mult. În Evul Mediu habitatele urșilor erau limitate la munți mai mult sau mai puțin inaccesibili cu acoperire forestieră suficientă. Astăzi, ursul brun trăiește în primul rând în peninsula balcanică, Scandinavia și Rusia; un număr mic persistă și în alte țări din Europa (Austria, Pirinei etc.), dar în aceste zone populațiile de urs brun sunt fragmentate și marginalizate din cauza distrugerii habitatului lor. Urșii polari pot fi găsiți în Svalbard, un arhipelag norvegian situat la nord de Scandinavia. Lupul, al doilea prădător ca mărime din Europa, după ursul brun, poate fi găsit în principal în Europa Centrală și de Est și în Balcani, și în unele enclave în Europa de Vest (Scandinavia, Spania etc.).

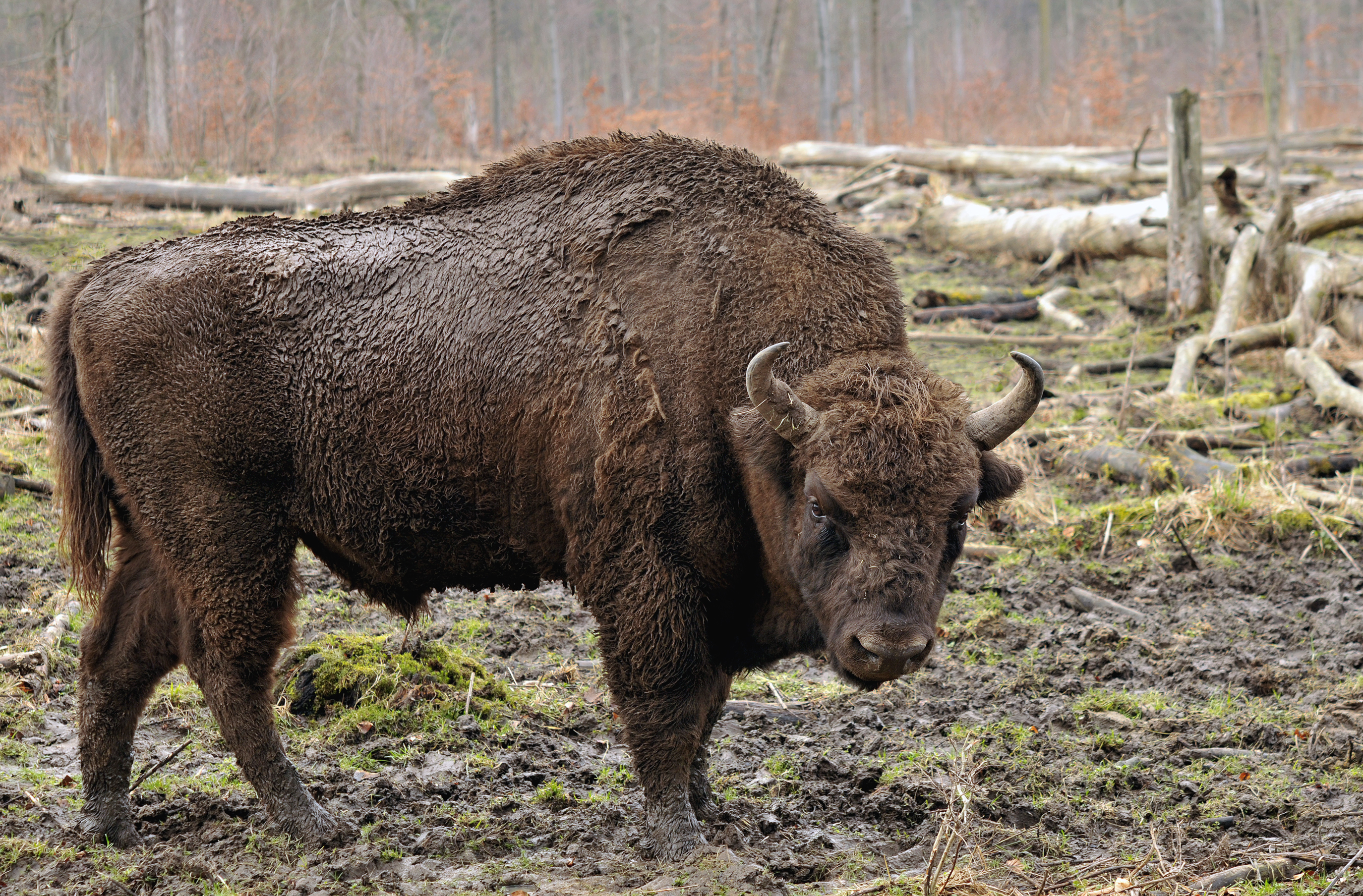
Odată cutreierau marile păduri temperate din Eurasia; astăzi, zimbrii europeni trăiesc în rezervații naturale.

Alte carnivore europene importante sunt: pisica sălbatică europeană, vulpea (în special vulpea roșie), șacalul și diferite specii de jderi, arici, diferite specii de reptile (cum ar fi vipera comună, șarpele de apă, șarpele de alun, gușterul) și amfibieni, diferite păsări (acvila de munte, codalbul, șorecarul comun, acvilă-țipătoare-mică, șoimul, bufnița, și alte păsări de pradă) 
Ierbivorele europene importante sunt melcii, peștii, diferite păsări și mamifere, cum ar fi rozătoare, căprioare, mistreți, marmote, capre alpine, zimbrii, etc. Un număr de insecte, precum neuroptera, ortoptera, trihoptera, diptera, himenoptera se adaugă biodiversității. Extincția hipopotamilor pitici și a elefanților pitici a fost legată de cea mai timpurie sosire a oamenilor pe insulele Mediteranei.
Creaturile marine sunt, de asemenea, o parte importantă a florei și faunei europene. Flora mării constî în principal din fitoplancton. Animalele importante care trăiesc în mările europene sunt zooplanctonnul, moluștele, echinodermele, diferiți crustacei, calmari și caracatițe, pești, delfini și balene.
Biodiversitatea este protejată în Europa prin Convenția de la Berna a Consiliului Europei, care a fost semnată și de Comunitatea Europeană, precum și de statele non-europene.

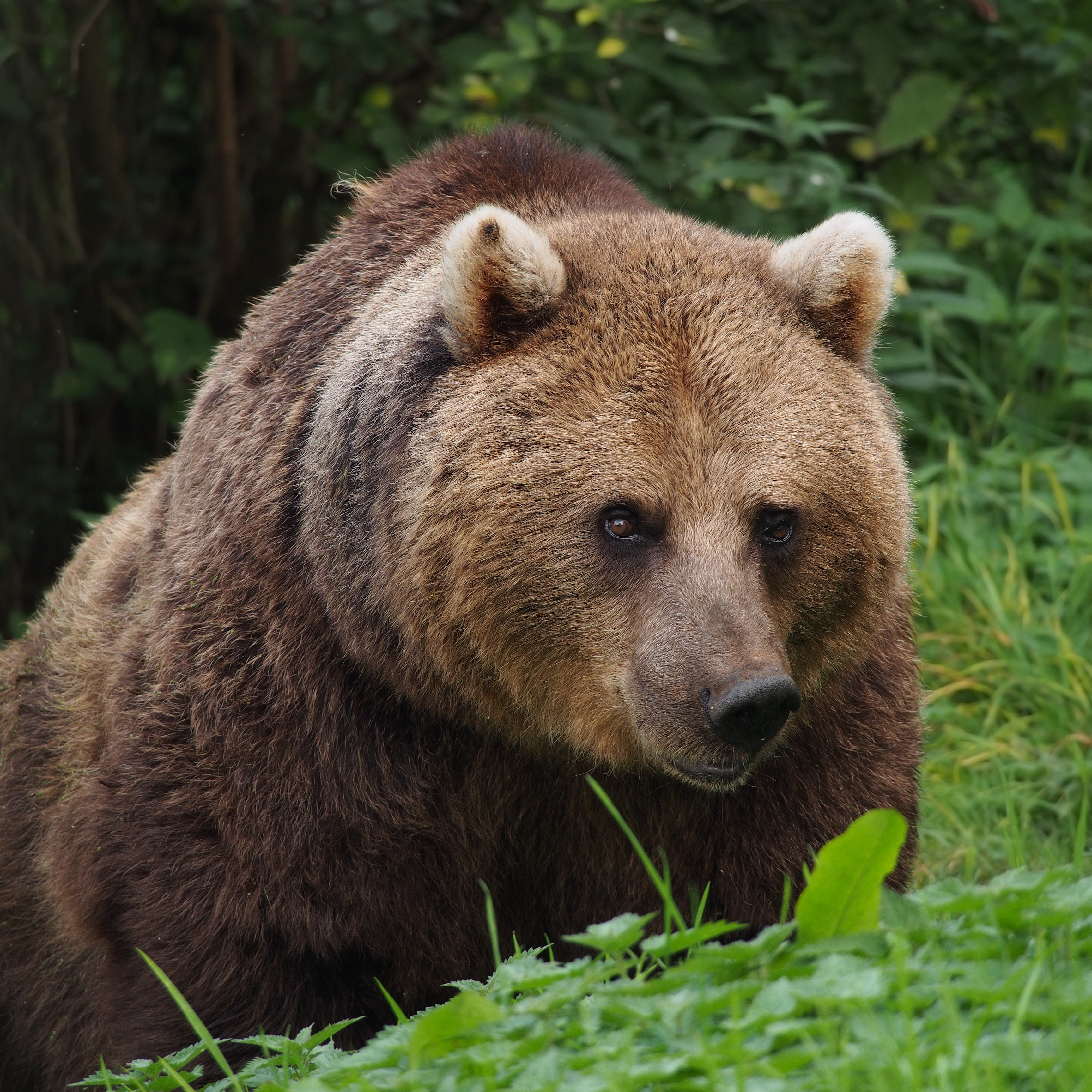
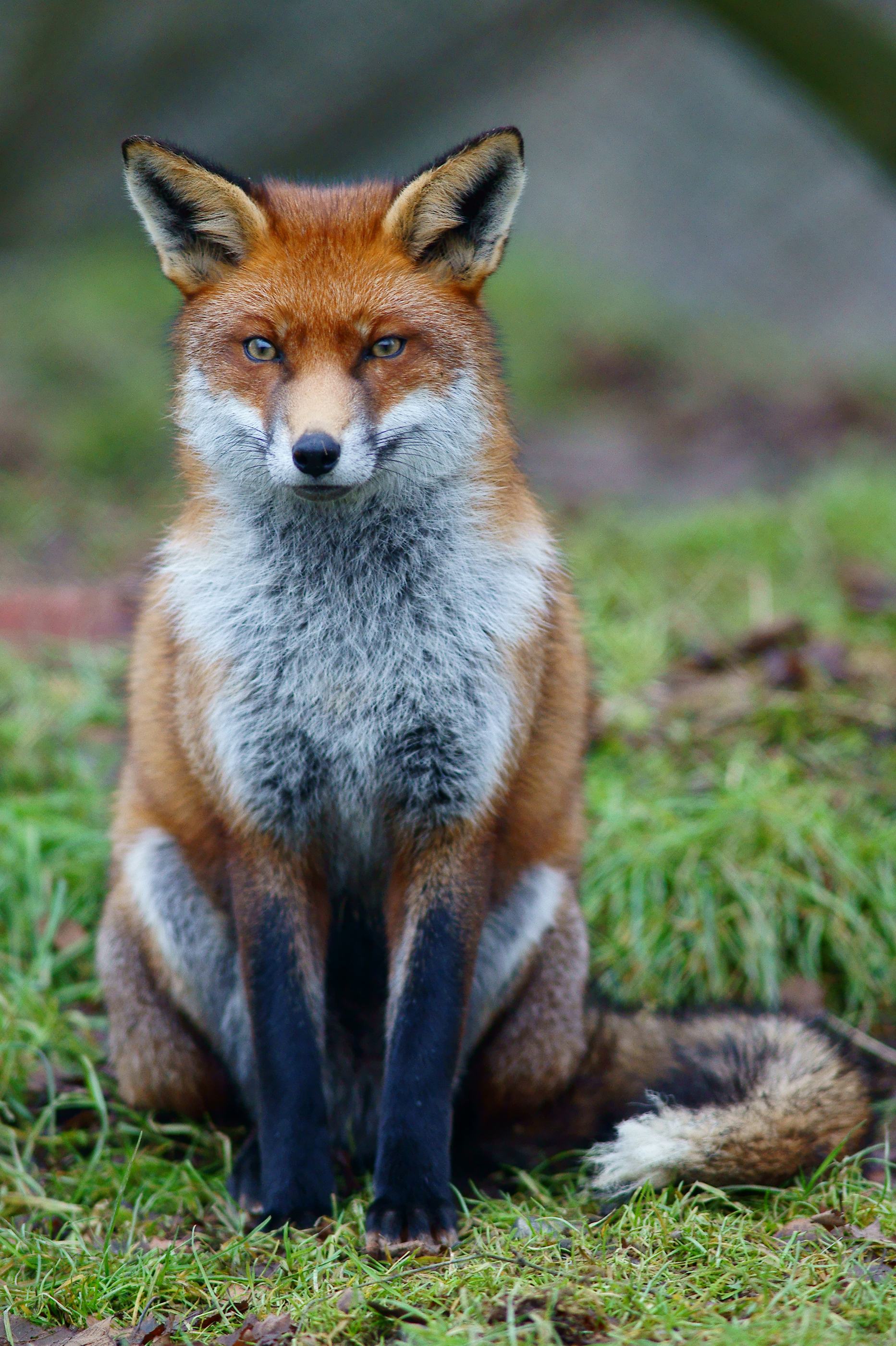
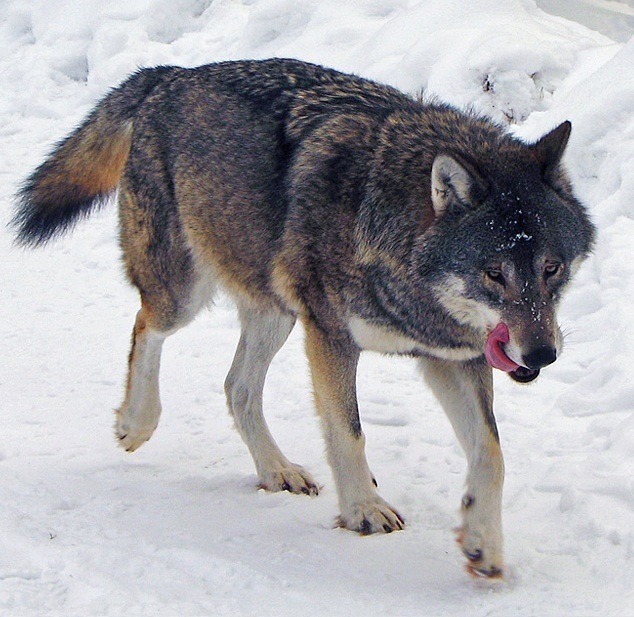
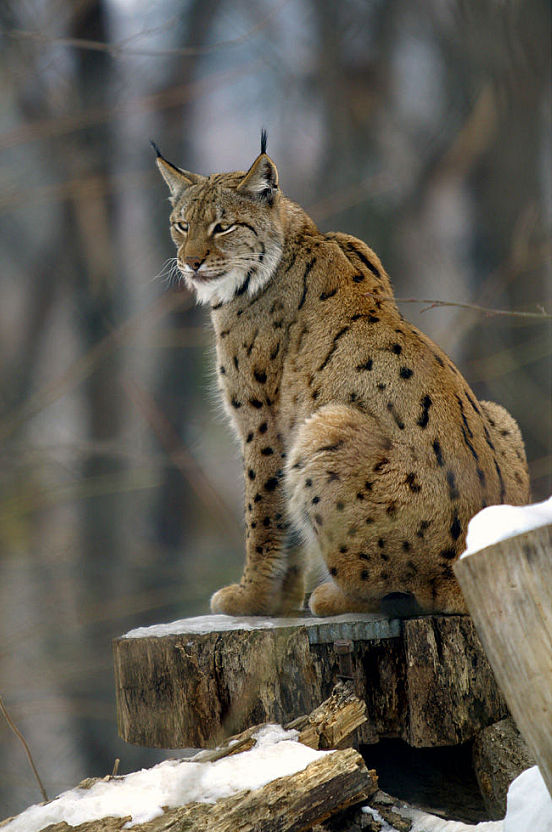
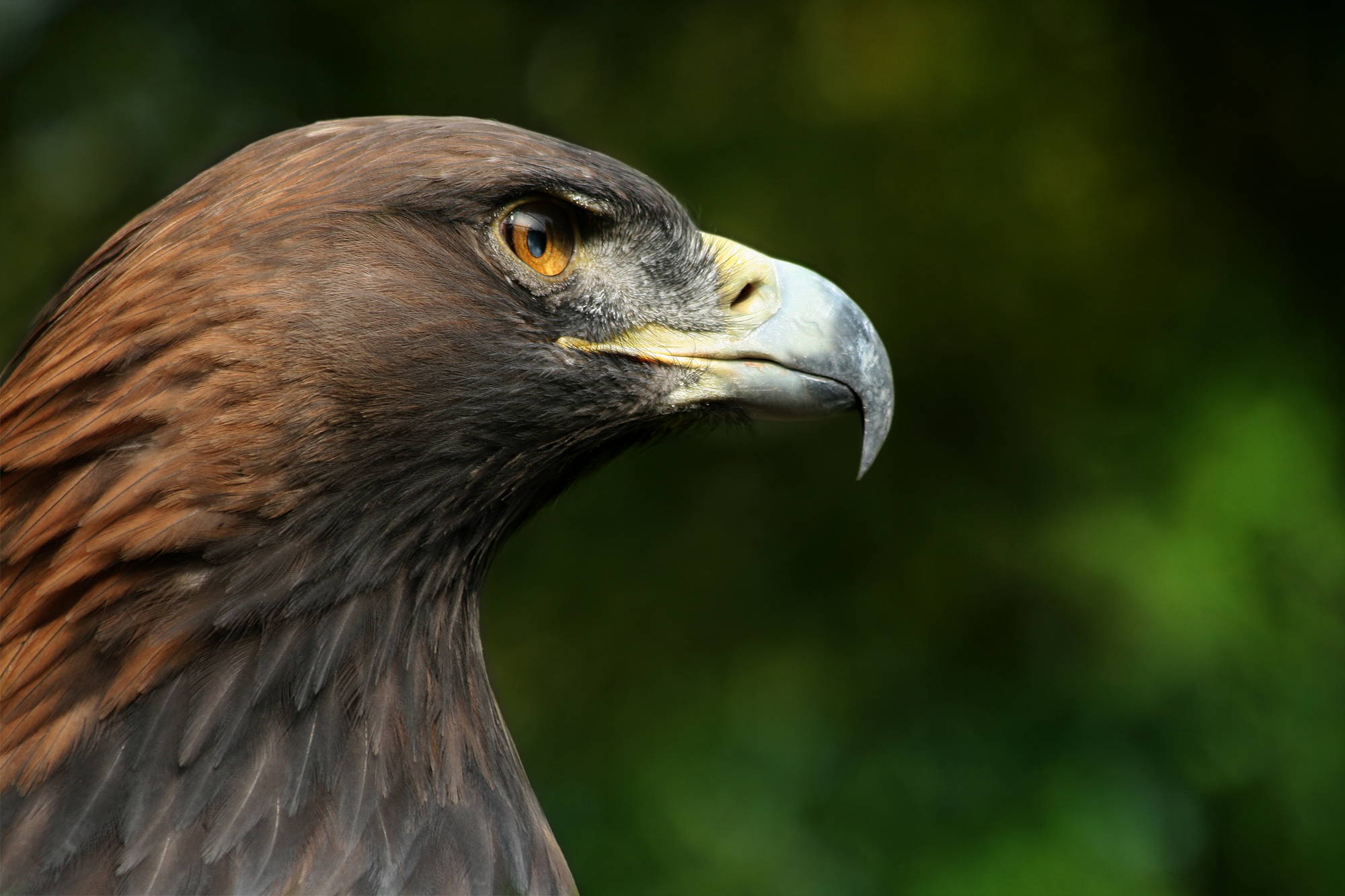
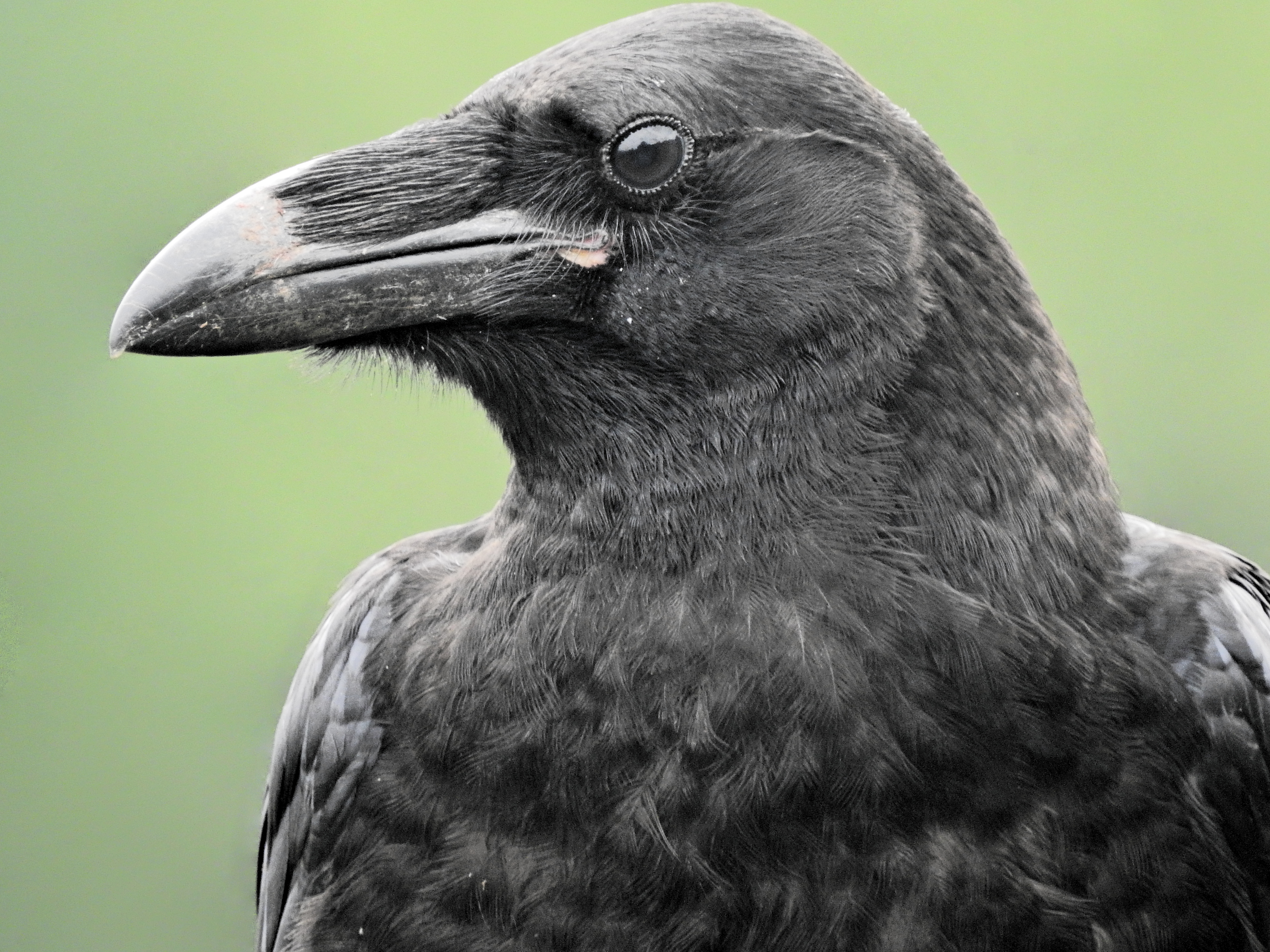
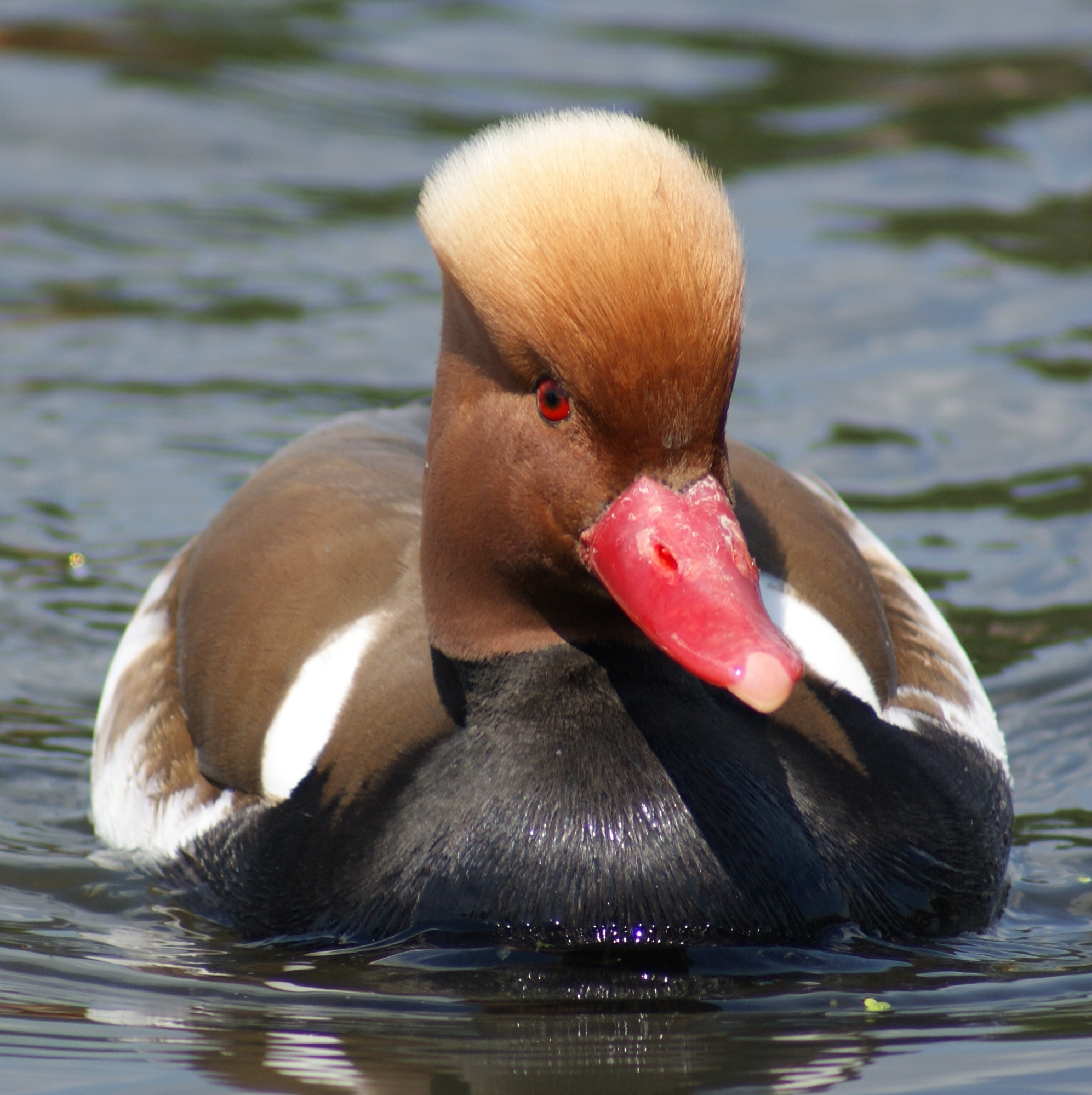
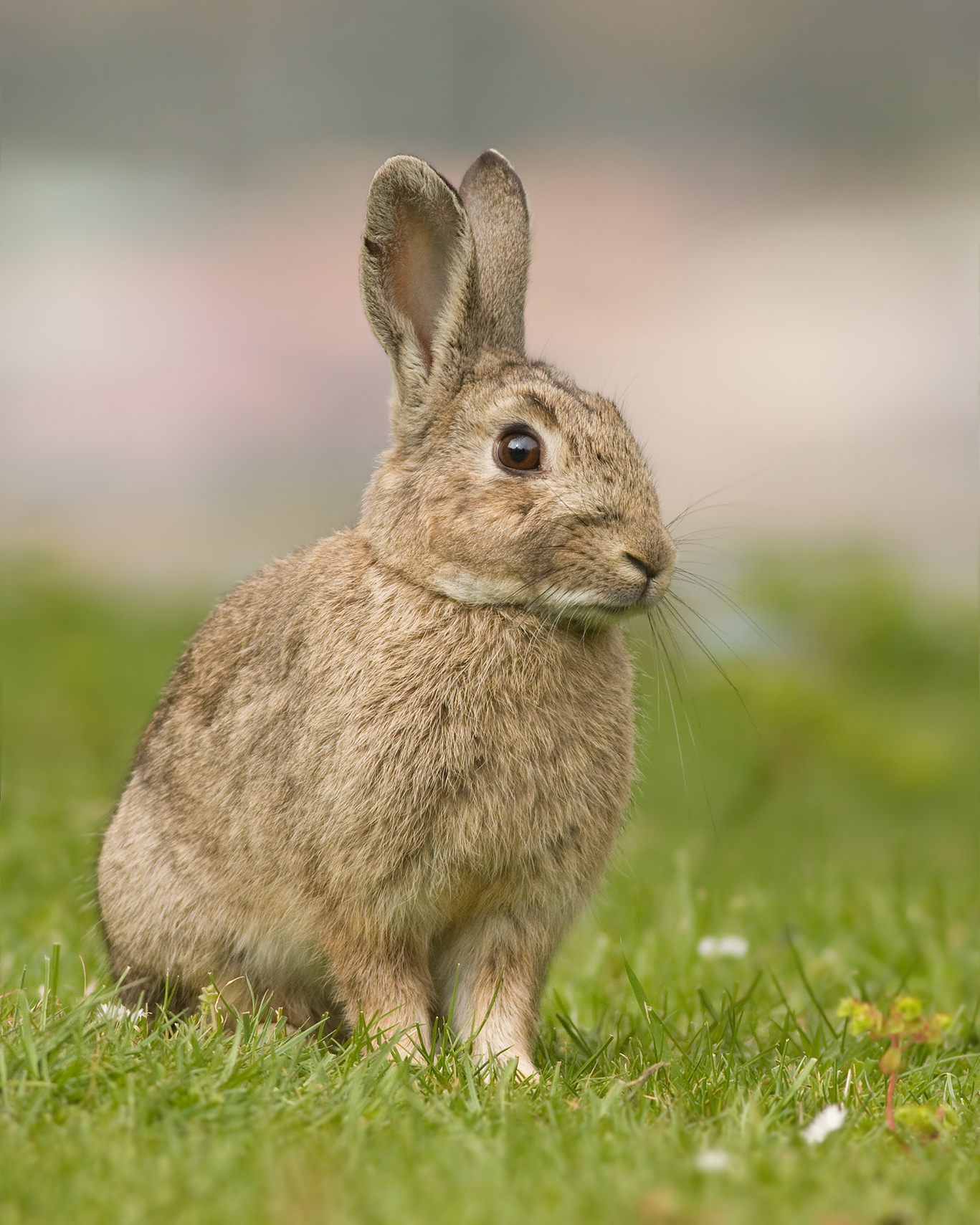
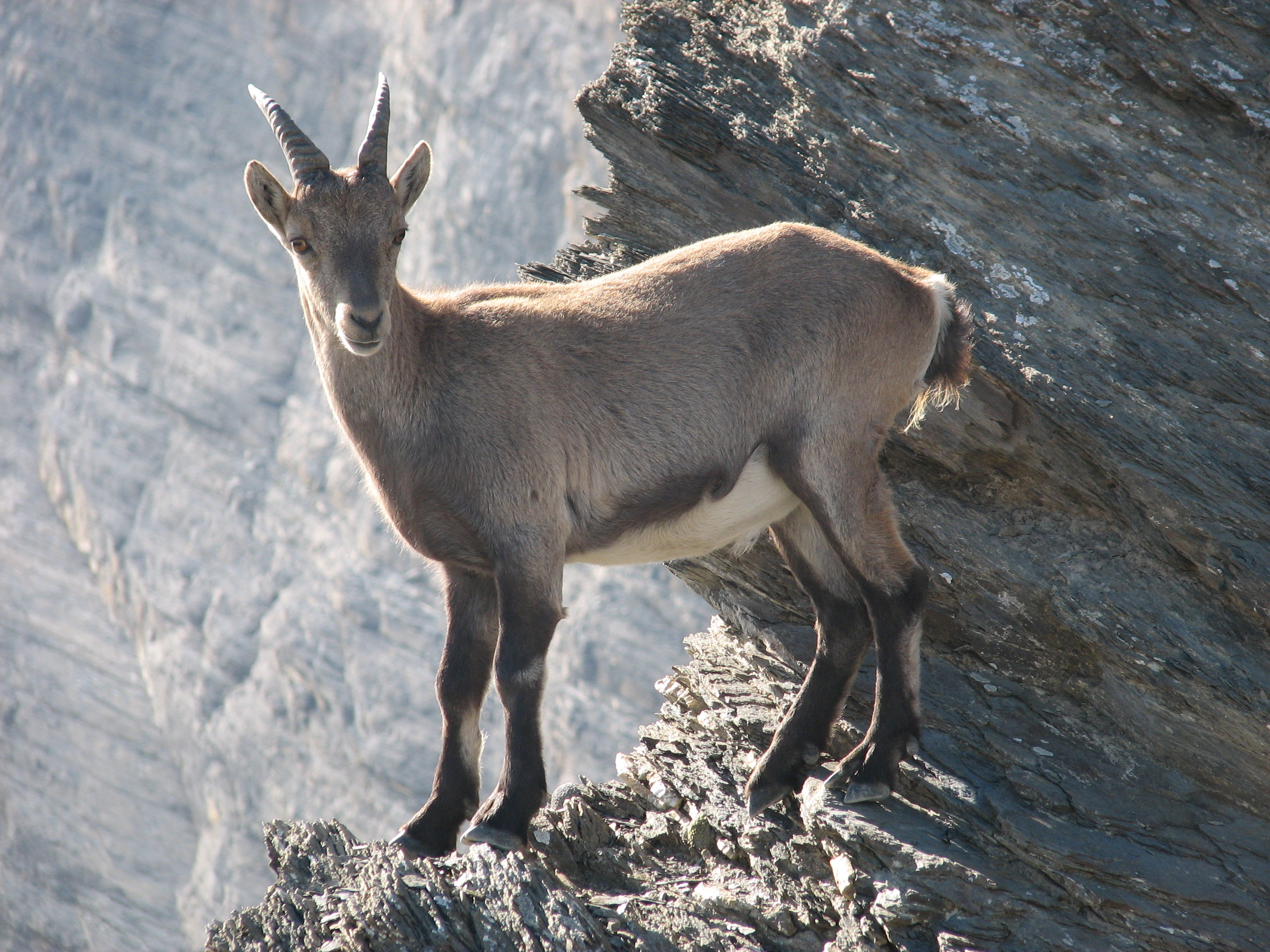
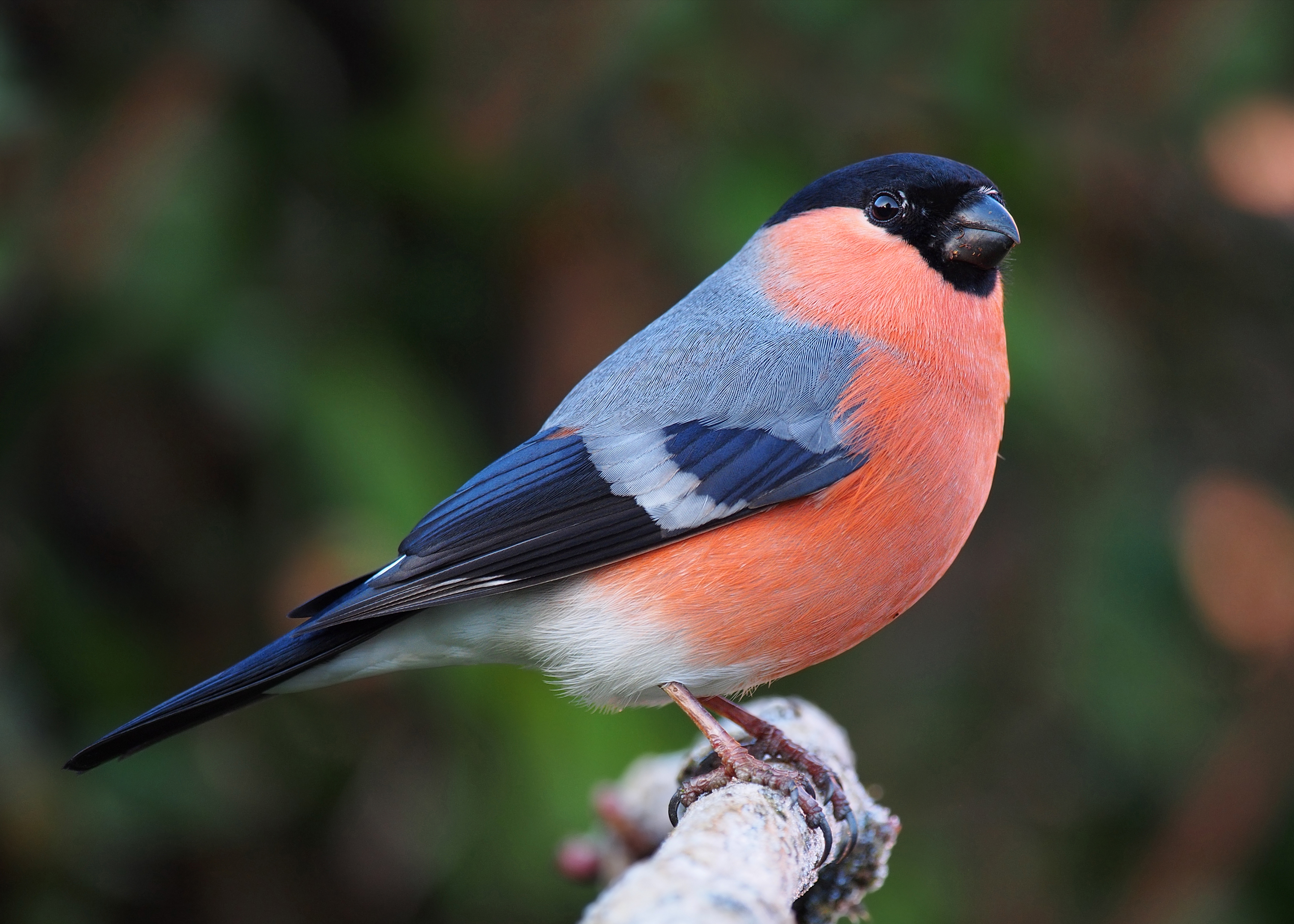
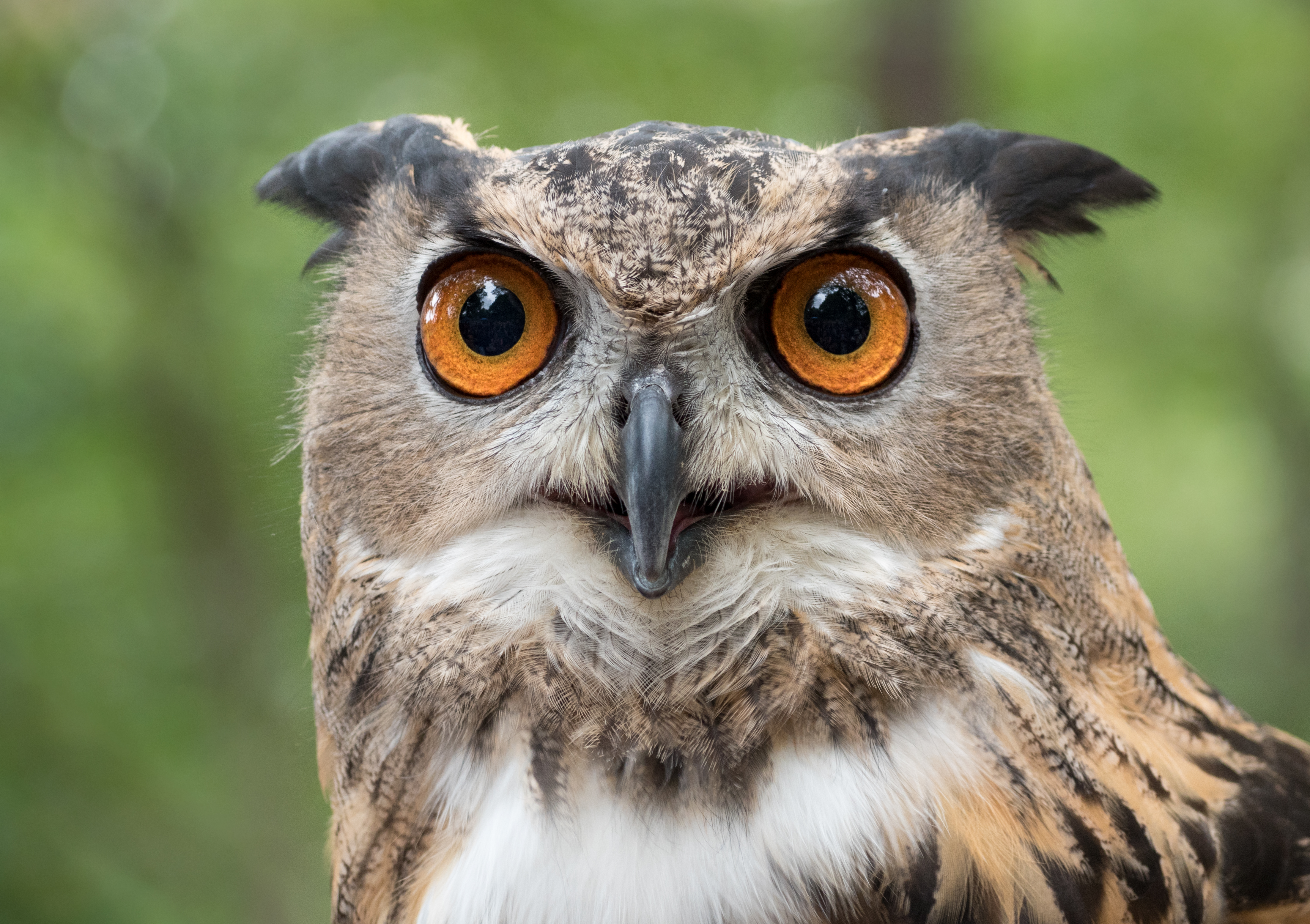

## Politică

Steagul Europei, adoptat de Consiliul Europei în 1955 ca steag al întregii Europe.

Harta politică a Europei derivă în mod substanțial din reorganizarea Europei după războaiele napoleoniene din 1815. Forma predominantă de guvernare în Europa este democrația parlamentară, în majoritatea cazurilor sub forma republicii; în 1815, forma predominantă de guvernare era încă monarhia. Cele unsprezece monarhii rămase din Europa  sunt constituționale.
Principalele organizații internaționale din Europa au fost înființate în perioada următoare celui de-al Doilea Război Mondial pentru a spori cooperarea, în special politică, a statelor europene care le compun. Politica europeană modernă este dominată de Uniunea Europeană, de la căderea Cortinei de Fier și prăbușirea Blocului răsăritean al statelor comuniste. După sfârșitul Războiului Rece, UE s-a extins spre est incluzând fostele țări comuniste. Începănd cu 31 ianuarie 2020, UE are 27 de state membre.
Cu toate acestea, există o serie de alte organizații internaționale formate preponderent din națiuni europene sau care revendică în mod explicit o origine europeană, inclusiv Consiliul Europei cu 47 de națiuni – prima organizație europeană de după război, considerată un prim-lider al Uniunii Europene – și Organizația pentru Securitate și Cooperare în Europa (OSCE) cu 57 de națiuni.

## Lista statelor și teritoriilor
Există 50 de state suverane cu teritoriu situat în definiția obișnuită a Europei și/sau apartenență la organizații europene internaționale care sunt aproape universal recunoscute la nivel internațional. Toate sunt fie state membre, fie state observatoare ale Națiunilor Unite și toate, cu excepția Belarusului, Kazahstanului și a Vaticanului, sunt membre ale Consiliului Europei.
| Steag                                                 | Stemă | Nume                  | Suprafață (km2) | Populație      | Densitatea populației (per km2) | Capitală         | Denumire în limba oficială              |
| ----------------------------------------------------- | ----- | --------------------- | --------------- | -------------- | ------------------------------- | ---------------- | --------------------------------------- |
| Albania                                               |       | Albania               | 28.748          | 2.876.591      | 98,5                            | Tirana           | Shqipëria                               |
| Andorra                                               |       | Andorra               | 468             | 77.281         | 179,8                           | Andorra la Vella | Andorra                                 |
| Armenia                                               |       | Armenia [j]           | 29.743          | 2.924.816      | 101,5                           | Erevan           | Հայաստան (Hayastan)                     |
| Uniunea Europeană · Austria                           |       | Austria               | 83.858          | 8.823.054      | 104                             | Viena            | Österreich                              |
| Azerbaidjan                                           |       | Azerbaijan [k]        | 86.600          | 9.911.646      | 113                             | Baku             | Azǝrbaycan                              |
| Belarus                                               |       | Belarus               | 207.560         | 9.504.700      | 45,8                            | Minsk            | Беларусь (Belaruś)                      |
| Uniunea Europeană · Belgia                            |       | Belgia                | 30.528          | 11.358.357     | 372,06                          | Bruxelles        | België/Belgique/Belgien                 |
| Bosnia și Herțegovina                                 |       | Bosnia și Herzegovina | 51.129          | 3.531.159      | 68,97                           | Sarajevo         | Bosna i Hercegovina/Боснa и Херцеговина |
| Uniunea Europeană · Bulgaria                          |       | Bulgaria              | 110.910         | 7.101.859      | 64,9                            | Sofia            | България (Bǎlgariya)                    |
| Uniunea Europeană · Cipru                             |       | Cipru [d]             | 9.251           | 1.170.125      | 123,4                           | Nicosia          | Κύπρος (Kýpros)/Kıbrıs                  |
| Uniunea Europeană · Croația                           |       | Croația               | 56.542          | 4.284.889      | 75,8                            | Zagreb           | Hrvatska                                |
| Uniunea Europeană · Danemarca                         |       | Danemarca             | 43.094          | 5.748.796      | 133,9                           | Copenhaga        | Danmark                                 |
| Elveția                                               |       | Elveția               | 41.285          | 8.401.120      | 202                             | Berna            | Schweiz/Suisse/Svizzera/Svizra          |
| Uniunea Europeană · Estonia                           |       | Estonia               | 45.226          | 1.319.133      | 28                              | Talin            | Eesti                                   |
| Uniunea Europeană · Finlanda                          |       | Finlanda              | 338.455         | 5.509.717      | 16                              | Helsinki         | Suomi/Finland                           |
| Uniunea Europeană · Franța                            |       | Franța [g]            | 547.030         | 67.348.000     | 116                             | Paris            | France                                  |
| Georgia                                               |       | Georgia [l]           | 69.700          | 3.718.200      | 53,5                            | Tbilisi          | საქართველო (Sakartvelo)                 |
| Uniunea Europeană · Germania                          |       | Germania              | 357.168         | 82.800.000     | 232                             | Berlin           | Deutschland                             |
| Uniunea Europeană · Grecia                            |       | Grecia                | 131.957         | 10.768.477     | 82                              | Atena            | Ελλάδα (Elláda)                         |
| Uniunea Europeană · Republica Irlanda                 |       | Irlanda               | 70.280          | 4.761.865      | 67,7                            | Dublin           | Éire/Ireland                            |
| Islanda                                               |       | Islanda               | 103.000         | 350.710        | 3,2                             | Reykjavík        | Ísland                                  |
| Uniunea Europeană · Italia                            |       | Italia                | 301.338         | 60.589.445     | 201,3                           | Roma             | Italia                                  |
| Kazahstan                                             |       | Kazakhstan [i]        | 148.000         | 17.987.736     | 6,49                            | Nur-Sultan       | Қазақстан (Qazaqstan)                   |
| Uniunea Europeană · Letonia                           |       | Letonia               | 64.589          | 1.925.800      | 34,3                            | Riga             | Latvija                                 |
| Liechtenstein                                         |       | Liechtenstein         | 160             | 38.111         | 227                             | Vaduz            | Liechtenstein                           |
| Uniunea Europeană · Lituania                          |       | Lituania              | 65.300          | 2.800.667      | 45,8                            | Vilnius          | Lietuva                                 |
| Uniunea Europeană · Luxemburg                         |       | Luxemburg             | 2.586           | 602.005        | 233,7                           | Luxembourg       | Lëtzebuerg/Luxemburg/Luxembourg         |
| Macedonia de Nord                                     |       | Macedonia de Nord     | 25.713          | 2.103.721      | 80,1                            | Skopje           | Северна Македонија (Severna Makedonija) |
| Uniunea Europeană · Malta                             |       | Malta                 | 316             | 445.426        | 1.410                           | Valletta         | Malta                                   |
| Monaco                                                |       | Monaco                | 2,020           | 38.400         | 18.713                          | Monaco           | Monaco                                  |
| Muntenegru                                            |       | Muntenegru            | 13.812          | 642.550        | 45,0                            | Podgorica        | Crna Gora/Црна Гора                     |
| Norvegia                                              |       | Norvegia              | 385.203         | 5.295.619      | 15,8                            | Oslo             | Norge/Noreg/Norga                       |
| Uniunea Europeană · Polonia                           |       | Polonia               | 312.685         | 38.422.346     | 123,5                           | Varșovia         | Polska                                  |
| Uniunea Europeană · Portugalia                        |       | Portugalia [e]        | 92.212          | 10.379.537     | 115                             | Lisabona         | Portugal                                |
| Regatul Unit al Marii Britanii și al Irlandei de Nord |       | Regatul Unit          | 244.820         | 66.040.229     | 270,7                           | Londra           | United Kingdom                          |
| Uniunea Europeană · Cehia                             |       | Republica Cehă        | 78.866          | 10.610.947     | 134                             | Praga            | Česko                                   |
| Republica Moldova                                     |       | Republica Moldova [a] | 33.846          | 3.434.547      | 101,5                           | Chișinău         | Moldova                                 |
| Uniunea Europeană · România                           |       | România               | 238.397         | 19.638.000     | 84,4                            | București        | România                                 |
| Rusia                                                 |       | Rusia [b][t]          | 3.969.100       | 144.526.636    | 8,4                             | Moscova          | Россия (Rossiya)                        |
| San Marino                                            |       | San Marino            | 61,2            | 33.285         | 520                             | San Marino       | San Marino                              |
| Serbia                                                |       | Serbia [f]            | 88.361          | 7.040.272      | 91,1                            | Belgrad          | Srbija/Србија                           |
| Uniunea Europeană · Slovacia                          |       | Slovacia              | 49.035          | 5.435.343      | 111                             | Bratislava       | Slovensko                               |
| Uniunea Europeană · Slovenia                          |       | Slovenia              | 20.273          | 2.066.880      | 101,8                           | Ljubljana        | Slovenija                               |
| Uniunea Europeană · Spania                            |       | Spania                | 505.990         | 46.698.151     | 92                              | Madrid           | España                                  |
| Uniunea Europeană · Suedia                            |       | Suedia                | 450.295         | 10.151.588     | 22,5                            | Stockholm        | Sverige                                 |
| Turcia                                                |       | Turcia [m]            | 23.764          | 83.614.362     | 106,7                           | Ankara           | Türkiye                                 |
| Uniunea Europeană · Țările de Jos                     |       | Țările de Jos [h]     | 41.543          | 17.271.990     | 414,9                           | Amsterdam        | Nederland                               |
| Ucraina                                               |       | Ucraina [s][t]        | 603.628         | 42.418.235     | 73,8                            | Kiev             | Україна (Ukraina)                       |
| Uniunea Europeană · Ungaria                           |       | Ungaria               | 93.030          | 9.797.561      | 105,3                           | Budapesta        | Magyarország                            |
| Vatican                                               |       | Vatican               | 0,44            | 1.000          | 2.272                           | Vatican          | Città del Vaticano/Civitas Vaticana     |
| Total                                                 | Total | 50                    | 10.180.000[n]   | 743.000.000[n] | 73                              |                  |                                         |

## Economie

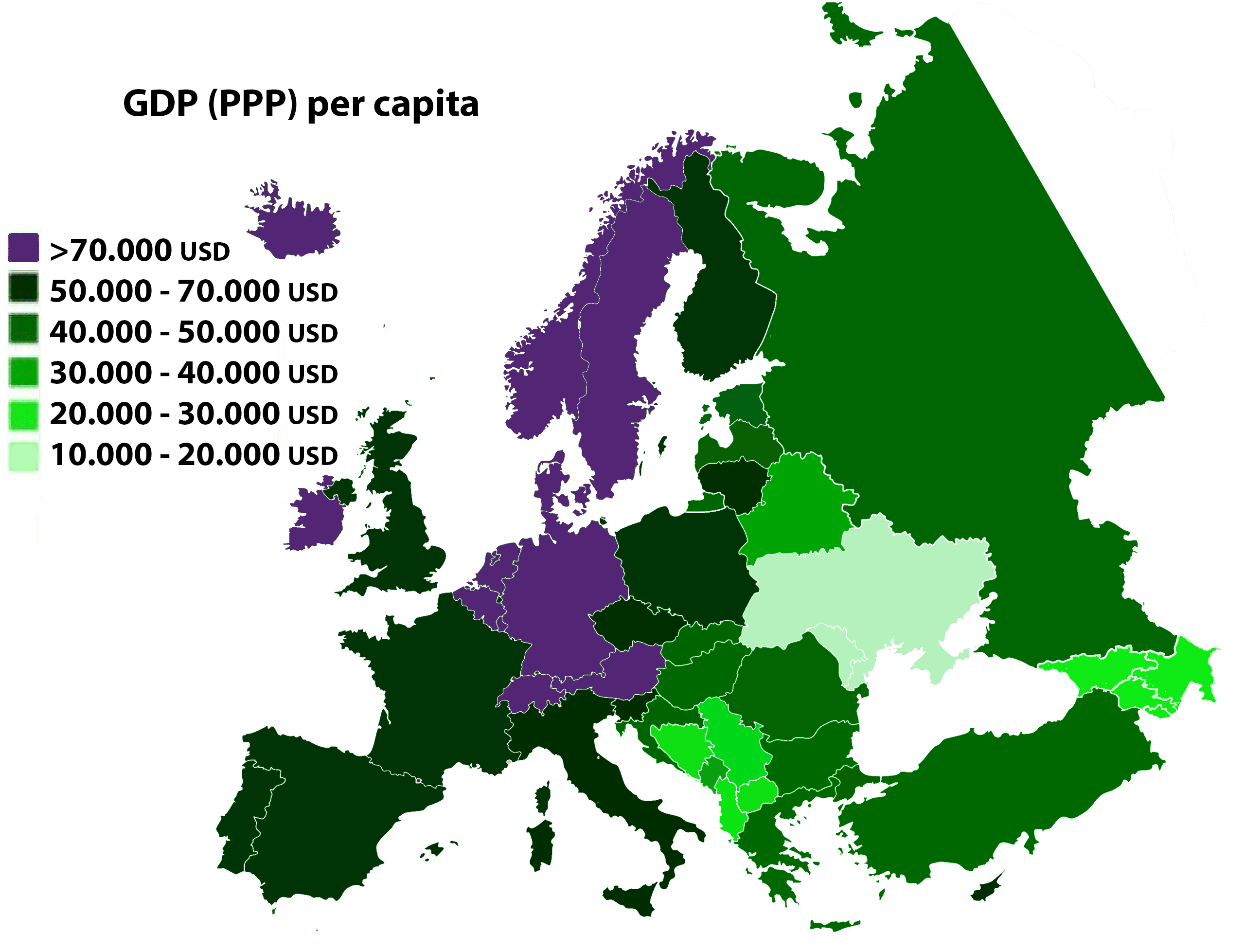
Națiunile europene și limitrofe, în funcție de PIB (PPC) pe cap de locuitor

Dintre toate continentele, economia Europei este în prezent cea mai mare de pe Pământ și este cea mai bogată regiune măsurată prin active aflate în gestiune, cu peste 32,7 trilioane de dolari, comparativ cu 27,1 trilioane de dolari din America de Nord în 2008. În 2009, Europa a rămas cea mai bogată regiune. Activele sale gestionate de 37,1 trilioane de dolari au reprezentat o treime din bogăția lumii. La fel ca și pe alte continente, Europa are o mare variație a bogăției printre țările sale. Statele mai bogate tind să se afle în Occident; unele dintre economiile Europei Centrale și de Est sunt încă în curs de ieșire din colapsul Uniunii Sovietice și a destrămării Iugoslaviei.
Modelul Banana albastră a fost conceput ca o reprezentare geografică economică a puterii economice a respectivelor regiuni, care a fost dezvoltat în continuare în Banana aurie sau Steaua albastră. Comerțul dintre Est și Vest, precum și față de Asia, care fusese întrerupt de mult timp de cele două războaie mondiale, de noile frontiere și de Războiul Rece, a crescut brusc după 1989. În plus, există un nou impuls din Noul drum al mătăsii peste Canalul Suez spre Africa și Asia.
Uniunea Europeană, o entitate politică compusă din 27 de state europene, cuprinde cea mai mare zonă economică unică din lume. 19 țări din UE au ca monedă comună euro. Cinci țări europene se clasează în primele zece dintre cele mai mari economii naționale din lume după PIB (PPC). Aceasta include (conform The World Factbook): Germania (6), Rusia (7), Regatul Unit (10), Franța (11) și Italia (13).
Există o diferență uriașă între multe țări europene în ceea ce privește veniturile lor. Cea mai bogată țară din punct de vedere al PIB-ului nominal este Monaco, cu 185.829 USD pe cap de locuitor (în 2018), iar cea mai săracă este Ucraina, cu 3.659 USD pe cap de locuitor (în 2019). Potrivit raportului Băncii Mondiale, Monaco este cea mai bogată țară din punct de vedere al PIB-ului pe cap de locuitor din lume.
În ansamblu, PIB-ul pe cap de locuitor al Europei este de 21.767 USD, potrivit unei evaluări a Fondului Monetar Internațional din 2016.
| Poz. | Țară              | PIB (nominal, an vârf) milioane de USD | Anul de vârf |
| ---- | ----------------- | -------------------------------------- | ------------ |
| –    | Uniunea Europeană | 19.226.235                             | 2008         |
| 1    | Germania          | 3.965.565                              | 2018         |
| 2    | UK                | 3.102.069                              | 2007         |
| 3    | Franța            | 2.929.983                              | 2008         |
| 4    | Italia            | 2.408.392                              | 2008         |
| 5    | Rusia             | 2.288.428                              | 2013         |
| 6    | Spania            | 1.631.685                              | 2008         |
| 7    | Turcia            | 957.504                                | 2013         |
| 8    | Țările de Jos     | 951.766                                | 2008         |
| 9    | Elveția           | 709.465                                | 2014         |
| 10   | Polonia           | 592.401                                | 2019         |

| Poz. | Țară              | PIB (PPC, an vârf) milioane de USD | Anul de vârf |
| ---- | ----------------- | ---------------------------------- | ------------ |
| –    | Uniunea Europeană | 22.825.236                         | 2019         |
| 1    | Germania          | 4.672.006                          | 2019         |
| 2    | Rusia             | 4.135.992                          | 2019         |
| 3    | UK                | 3.254.845                          | 2019         |
| 4    | Franța            | 3.228.039                          | 2019         |
| 5    | Italia            | 2.665.524                          | 2019         |
| 6    | Turcia            | 2.471.660                          | 2019         |
| 7    | Spania            | 2.006.054                          | 2019         |
| 8    | Polonia           | 1.309.450                          | 2019         |
| 9    | Țările de Jos     | 1.028.581                          | 2019         |
| 10   | Belgia            | 618.928                            | 2019         |

### Istorie economică
Creșterea industrială (1760-1945) (1760–1945)
Capitalismul a dominat în lumea occidentală încă de la sfârșitul feudalismului. Din Marea Britanie, s-a răspândit treptat în toată Europa.
Revoluția industrială a început în Europa, în special în Regatul Unit la sfârșitul secolului al XVIII-lea, iar secolul al XIX-lea a văzut Europa de Vest industrializată.
Economiile au fost perturbate de Primul Război Mondial, dar la începutul celui de-al Doilea Război Mondial s-au recuperat și a trebuit să concureze cu puterea economică din ce în ce mai mare a Statelor Unite. Al Doilea Război Mondial, din nou, a afectat o mare parte din industriile europene.
Războiul Rece (1945–1991)

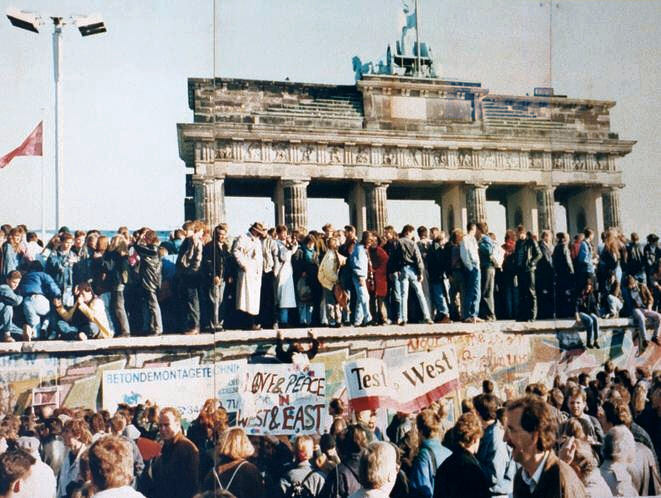
Căderea Zidului Berlinului în 1989.

Zona Euro (albastru)

După cel de-Al Doilea Război Mondial, economia Marii Britanii a scăzut și a continuat să sufere un relativ declin economic în deceniile următoare. Franța și Italia aflate, de asemenea, într-o stare economică slabă, au avut o revenire remarcabilă, bucurându-se de creștere rapidă și modernizare. Germania de Vest s-a recuperat rapid și a dublat producția față de nivelurile dinaintea războiului până în anii 1950. Mai târziu, Spania, sub conducerea lui Franco, și-a revenit și națiunea a înregistrat o creștere economică imensă fără precedent începând cu anii 1960 în ceea ce s-a numit miracolul spaniol. Majoritatea statelor din Europa Centrală și de Est au intrat sub controlul Uniunii Sovietice și au fost membre ale Consiliului pentru Asistență Economică Reciprocă (COMECON).
Statele care au păstrat un sistem de piață liberă au primit o sumă mare de ajutor de către Statele Unite în cadrul Planului Marshall. Statele occidentale și-au conectat economiile naționale, oferind baza UE și sporind comerțul transfrontalier. Acest lucru i-a ajutat să se bucure de economii care s-au îmbunătățit rapid, în timp ce statele din COMECON se străduiau cu economiile lor în mare parte din cauza costului Războiului Rece. Până în 1990, Comunitatea Europeană a fost extinsă de la 6 membri fondatori la 12 membri. Accentul pus pe reînvierea economiei Germaniei de Vest a dus la depășirea Regatului Unit ca cea mai mare economie din Europa.
Reunificare (1991–prezent)
Odată cu căderea comunismului în Europa Centrală și de Est în 1991, statele post-socialiste au început reformele pieței libere.
După reunirea Germaniei de Est și de Vest în 1990, economia Germaniei de Vest a trebuit să susțină și să reconstruiască în mare măsură infrastructura Germaniei de Est.
Odată cu schimbarea mileniului, UE a dominat economia Europei, cuprinzând cele mai mari cinci economii europene ale vremii și anume: Germania, Regatul Unit, Franța, Italia și Spania. În 1999, 12 din cei 15 membri ai UE s-au alăturat zonei euro, înlocuindu-și fostele monede naționale cu moneda comună euro. Cele trei state membre care au decis să rămână în afara zonei euro au fost: Regatul Unit, Danemarca și Suedia. 
Cifrele publicate de Eurostat în 2009 au confirmat că zona euro a intrat în recesiune în 2008. A afectat o mare parte a regiunii. În 2010, s-au dezvoltat temerile unei crize a datoriilor suverane  cu privire la unele țări din Europa, în special Grecia, Irlanda, Spania și Portugalia. Ca urmare, au fost luate măsuri, în special pentru Grecia, de către țările de frunte ale zonei euro. Rata șomajului în UE-27 a fost de 10,3 % în 2012. Pentru cei cu vârste cuprinse între 15 și 24 de ani a fost de 22,4 %.
Economia UE este a doua economie din lume în termeni nominali, după Statele Unite și a treia în termeni de paritate a puterii de cumpărare (PPP), după China și Statele Unite. PIB-ul Uniunii Europene a fost estimat la aproximativ 15 trilioane de dolari (nominal) în 2020, reprezentând aproximativ 1/6 din economia globală.

## Date demografice
În 2020, populația Europei a fost estimată la 747 de milioane, sau aproximativ 11 % din populația lumii. Acest număr include Siberia (aproximativ 38 de milioane de oameni), dar exclude Turcia europeană (aproximativ 12 milioane).

Rata de creștere a populației (2010)

Acum un secol, Europa avea aproape un sfert din populația lumii. Populația Europei a crescut în secolul trecut, dar în alte zone ale lumii (în special Africa și Asia) populația a crescut mult mai repede. Dintre continente, Europa are o densitate a populației relativ ridicată, a doua după Asia. Vârsta medie a populației europene este relativ ridicată, în raport cu celelalte continente ale lumii, în special în comparație cu Asia, Africa și America Latină. Cea mai mare parte a Europei se află într-un mod de denatalitate (scădere a populației). Cu toate acestea, majoritatea țărilor europene au încă populații în creștere datorită imigrației, impulsului populației și creșterii speranței de viață. Țara europeană cu cea mai mare densitate a populației este microstatul Monaco.

### Migrație

Harta care prezintă zonele de așezare europeană (persoane care pretind descendență europeană completă)

Europa găzduiește cel mai mare număr de migranți din toate regiunile globale, 70,6 milioane de persoane, se arată în raportul Organizației Internaționale pentru Migrație. În 2005, UE a avut un câștig net global din imigrație de 1,8 milioane de persoane. Aceasta a reprezentat aproape 85 % din creșterea populației totale a Europei. În 2008, 696.000 de persoane au primit cetățenia unui stat membru UE, o scădere față de 707.000 din anul precedent. În 2017, aproximativ 825.000 de persoane au dobândit cetățenia unui stat membru UE. 2,4 milioane de imigranți din țări terțe au intrat în UE în 2017.
Emigrația modernă timpurie din Europa a început cu coloniștii spanioli și portughezi în secolul al XVI-lea, și coloniștii francezi și englezi în secolul al XVII-lea. Dar numărul a rămas relativ mic până la valurile de emigrare în masă din secolul al XIX-lea, când milioane de familii sărace au părăsit Europa. 
Astăzi, populații mari de origine europeană se găsesc pe fiecare continent. Ascendența europeană predomină în America de Nord și într-o măsură mai mică în America de Sud (în special în Uruguay, Argentina, Chile și Brazilia, în timp ce majoritatea celorlalte țări din America Latină au, de asemenea, o populație considerabilă de origine europeană). Australia și Noua Zeelandă au mari populații europene derivate. Africa nu are țări cu majorități europene (sau cu excepția Capului Verde și probabil a São Tomé și Príncipe, în funcție de context), dar există minorități semnificative, cum ar fi sud-africani albi în Africa de Sud. În Asia, populațiile derivate din Europa (în special rușii) predomină în Asia de Nord și în unele părți ale nordului Kazahstanului.

### Limbi

Distribuirea limbilor majore din Europa

Europa are aproximativ 225 de limbi indigene, cea mai mare parte se încadrează în trei grupuri lingvistice indo-europene: limbi romanice, derivate din latina Imperiului Roman, limbi germanice, a căror limbă strămoș vine din Scandinavia de sud și limbi slave. Limbile slave sunt vorbite mai ales în Europa de Sud, Centrală și de Est. Limbile romanice sunt vorbite în primul rând în Europa de Vest și de Sud, precum și în Elveția în Europa Centrală și în România și Republica Moldova în Europa de Est. Limbile germanice sunt vorbite în Europa de Vest, de Nord și Centrală, precum și în Gibraltar și Malta în Europa de Sud. Limbile din zonele adiacente prezintă suprapuneri semnificative (cum ar fi în engleză, de exemplu). Alte limbi indo-europene în afara celor trei grupuri principale includ grupul baltic (letonă și lituaniană), gruparea celtică (irlandeză, gaelică scoțiană, manx, galeză, cornișă și bretonă), greacă, armeană și albaneză.
O familie non-indo-europeană distinctă a limbilor uralice (estonă, finlandeză, maghiară, erziană, komi, mari, mokșană și udmurtă) este vorbită în principal în Estonia, Finlanda, Ungaria și părți din Rusia. Limbi turcice includ azera, kazaha și turca, pe lângă limbile mai mici din estul și sud-estul Europei (turca găgăuză balcanică, bașchira, ciuvașa, tătara crimeeană, karachai-balkar, kumica, nogai și tătara). Limbile kartveliene (georgiană, mingreliană și svană) sunt vorbite în principal în Georgia. Alte două familii lingvistice rezidă în Caucazul de Nord. Malteza este singura limbă semitică care este oficială în UE, în timp ce basca este singura limbă europeană izolată.
Multilingvismul și protecția limbilor regionale și minoritare sunt obiective politice recunoscute în Europa de astăzi. Convenția cadru pentru protecția minorităților naționale și Carta europeană a limbilor regionale sau minoritare instituie un cadru legal pentru drepturile lingvistice în Europa.

### Principalele orașe și zone urbane
Cele mai mari patru zone urbane din Europa sunt Istanbul, Moscova, Paris și Londra. Toate au peste 10 milioane de locuitori  și, ca atare, au fost descrise ca mega-orașe.
În timp ce Istanbulul are cea mai mare populație totală, se află parțial în Asia, Moscova devenind astfel cel mai populat oraș în întregime din Europa. Următoarele orașe ca mărime în ordinea populației sunt: Sankt Petersburg, Madrid, Berlin și Roma, fiecare având peste 3 milioane de locuitori.
Atunci când se iau în considerare centurile sau zonele metropolitane, în cadrul UE (pentru care sunt disponibile date comparabile) Moscova acoperă cea mai mare populație, urmată în ordine de Istambul, Londra, Paris, Madrid, Milano, zona Ruhr, Sankt Petersburg, Rhein-Süd, Barcelona și Berlin.

## Cultură
Termenul de „cultură europeană” derivă în mod substanțial din moștenirea comună a Greciei antice și a Imperiului Roman și a culturilor sale. Limitele Europei au fost înțelese istoric ca fiind cele ale creștinătății (sau mai specific creștinătății latine), așa cum au fost stabilite sau apărate de-a lungul istoriei medievale și moderne timpurii a Europei, în special împotriva islamului (Reconquista) și în războaiele otomane din Europa.
Datorită numărului mare de perspective care pot fi luate asupra subiectului, este imposibil să se formeze o concepție unică, cuprinzătoare, a culturii europene. Cu toate acestea, există elemente esențiale care sunt în general convenite ca formând fundamentul cultural al Europei moderne. Conceptul de cultură europeană este în general legat de definiția clasică a lumii occidentale. În această definiție, cultura occidentală este ansamblul lucrărilor literare, științifice, politice, artistice și filosofice care o deosebesc de alte civilizații. Andreas Kaplan descrie Europa ca un continent care „posedă cea mai mare diversitate culturală la distanțe geografice minime”.

### Arta

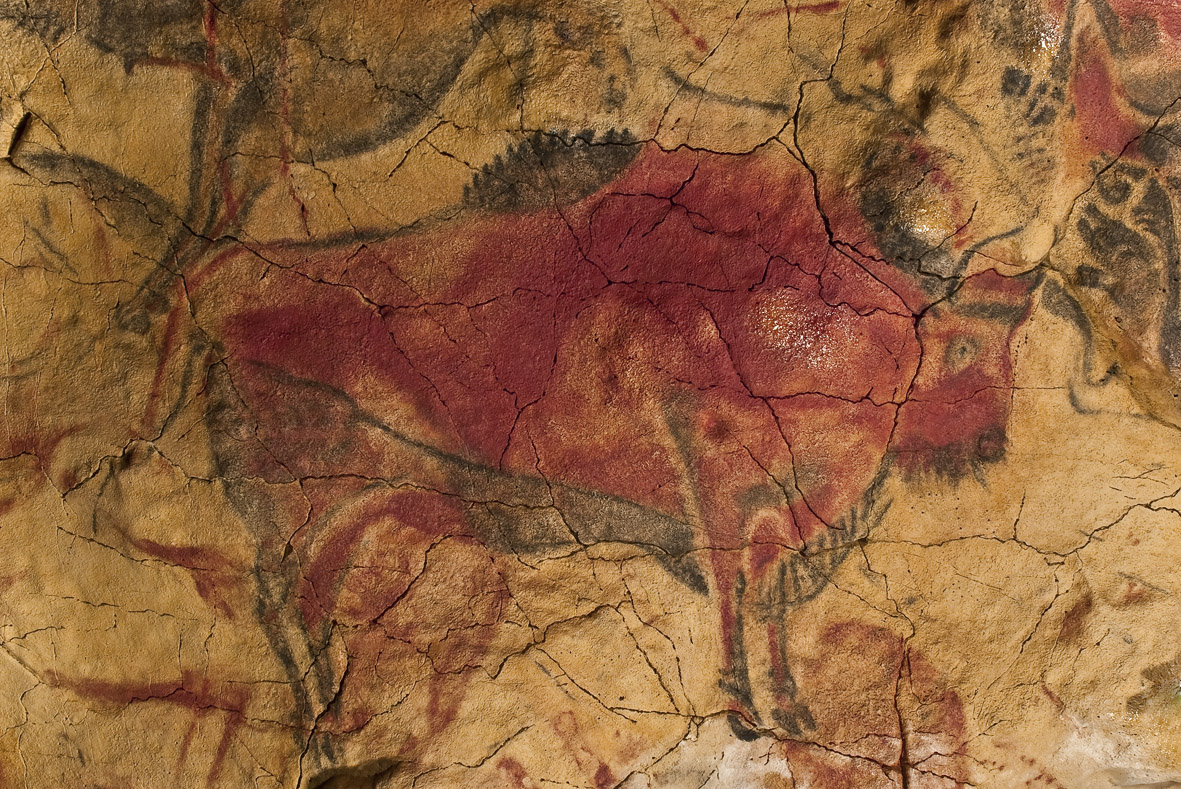
Exemplu de artă rupestră – Peștera Altamira

Arta preistorică europeană este o parte importantă a patrimoniului cultural european. Istoria artei preistorice este de obicei împărțită în patru perioade principale: Epoca de piatră, Neolitic, Epoca bronzului și Epoca fierului. Majoritatea artefactelor rămase din această perioadă sunt mici sculpturi (Figurinele Venus), picturi rupestre și petroglife. Cea mai veche artă rupestră europeană datează de 40.800 de ani și poate fi găsită în peștera El Castillo din Spania. Alte situri de pictură rupestră includ Lascaux, Peștera Altamira, Grotte de Cussac, Pech Merle, Peștera Niaux, Peștera Chauvet, Peștera Coliboaia din România (considerată cea mai veche pictură rupestră din Europa centrală) și Peștera Măgura.

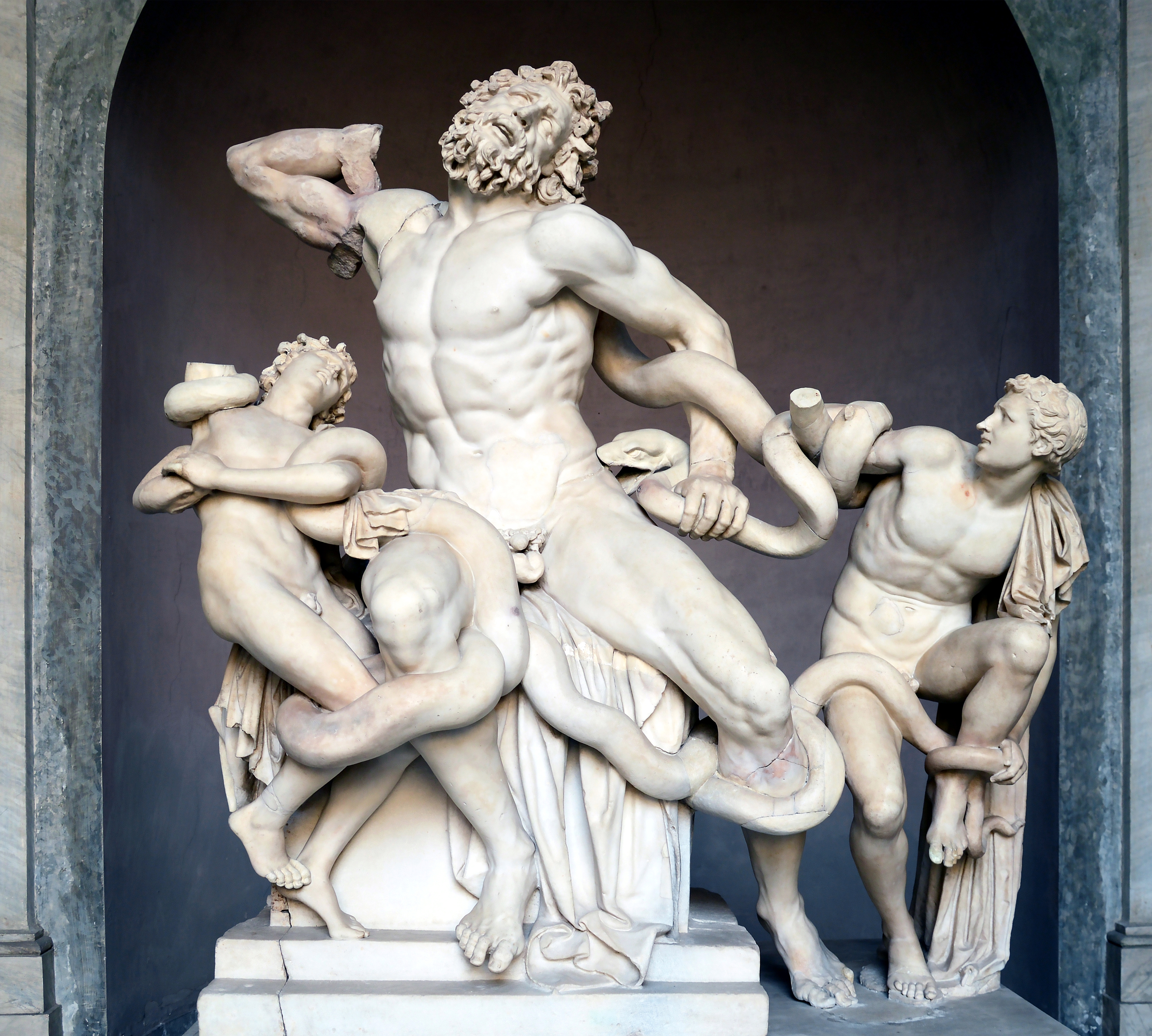
Laocoon și fiii săi, începutul secolului I î.Hr.

Civilizația minoică din Creta este considerată cea mai veche civilizație din Europa, arta minoică fiind marcată de figuri imaginative și manoperă excepțională. Grecia antică a avut mari pictori, mari sculptori și mari arhitecți. Parthenonul este un exemplu de arhitectura lor, care a durat până în zilele noastre. Sculptura din marmură greacă este adesea descrisă ca fiind cea mai înaltă formă de artă clasică.

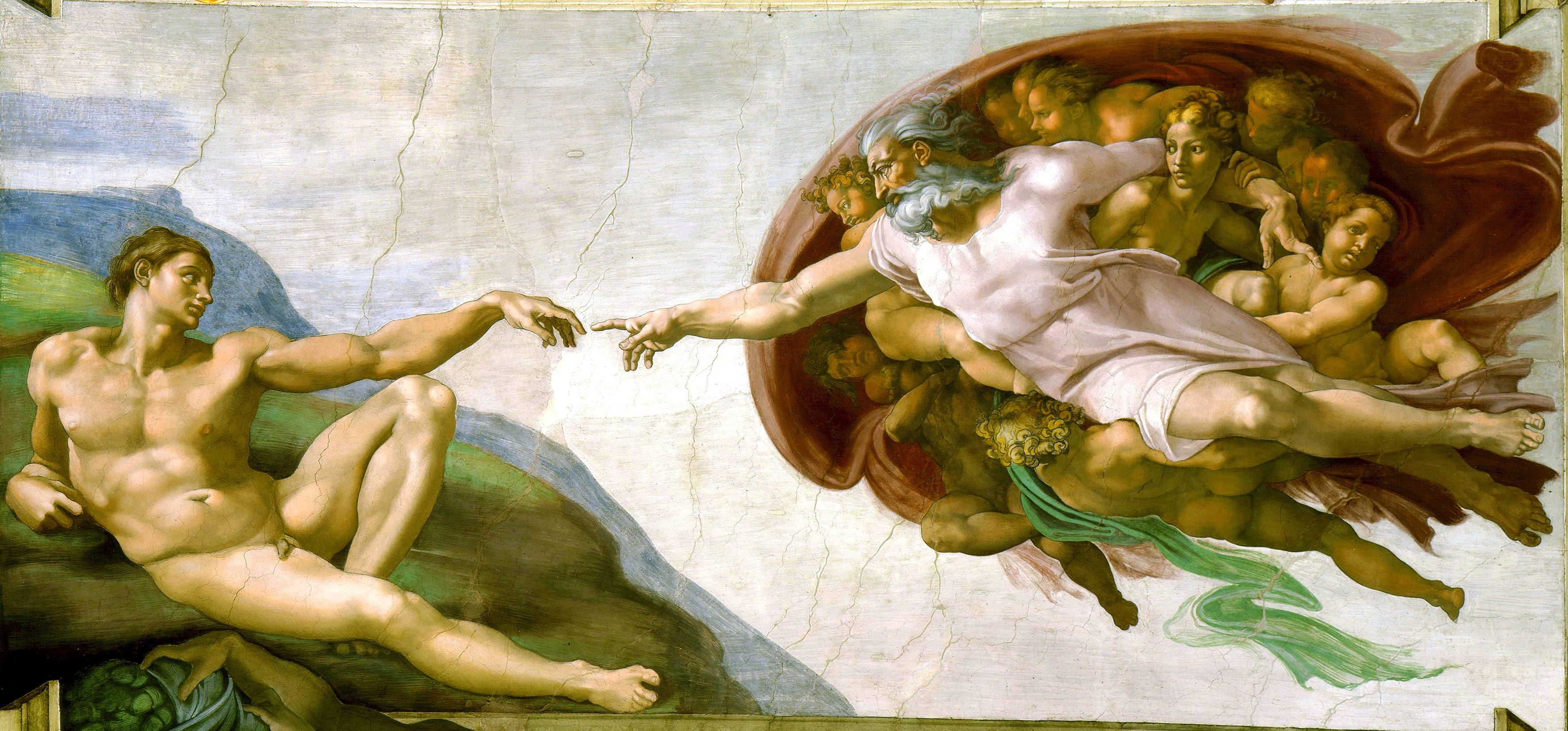
Michelangelo: Creația lui Adam, c. 1511, tavanul Capelei Sixtine

 Pictura pe ceramică oferă o privire deosebit de informativă asupra modului în care a funcționat societatea din Grecia antică. Apelles este descris ca cel mai mare pictor al Antichității pentru tehnica perfectă în desen, culoare strălucitoare și modelare. La mijlocul secolului al V-lea î.Hr., cei mai renumiți artiști greci erau Polygnotos, cunoscut pentru picturile sale murale și Apollodoros, creatorul clarobscurului. Arta romană a fost influențată de Grecia și poate fi parțial luată ca descendentă a picturii și sculpturii grecești antice, dar a fost, de asemenea, puternic influențat de arta etruscă. Arta creștină timpurie a luat naștere din arta populară romană și mai târziu imperială și și-a adaptat iconografia din aceste surse. Cea mai mare parte a artei care a supraviețuit din perioada medievală avea în centrul atenției subiecte religioase, adesea finanțate de Biserică, de indivizi ecleziastici puternici precum episcopi, de grupuri comunale precum abații sau de patroni seculari bogați. 

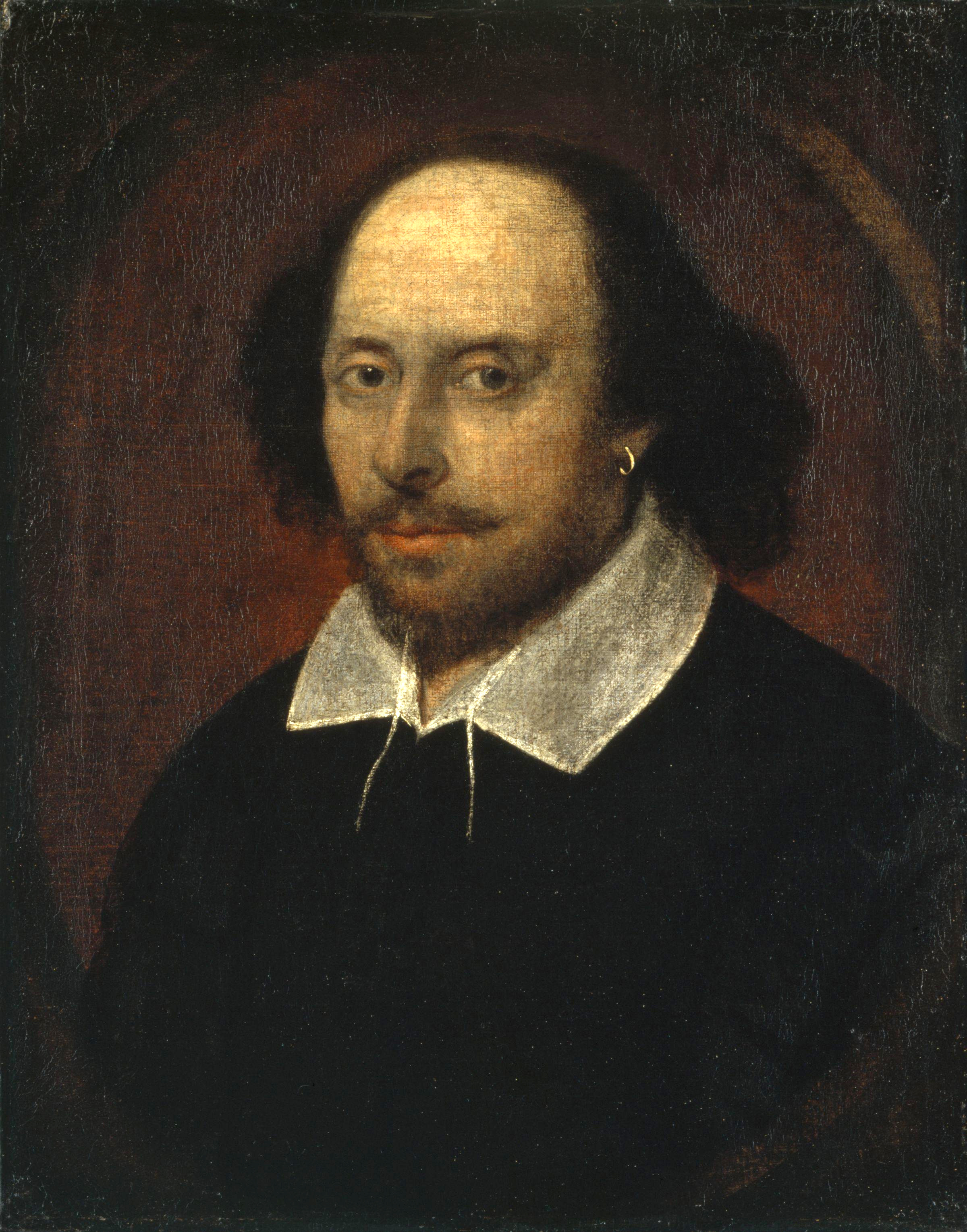
William Shakespeare

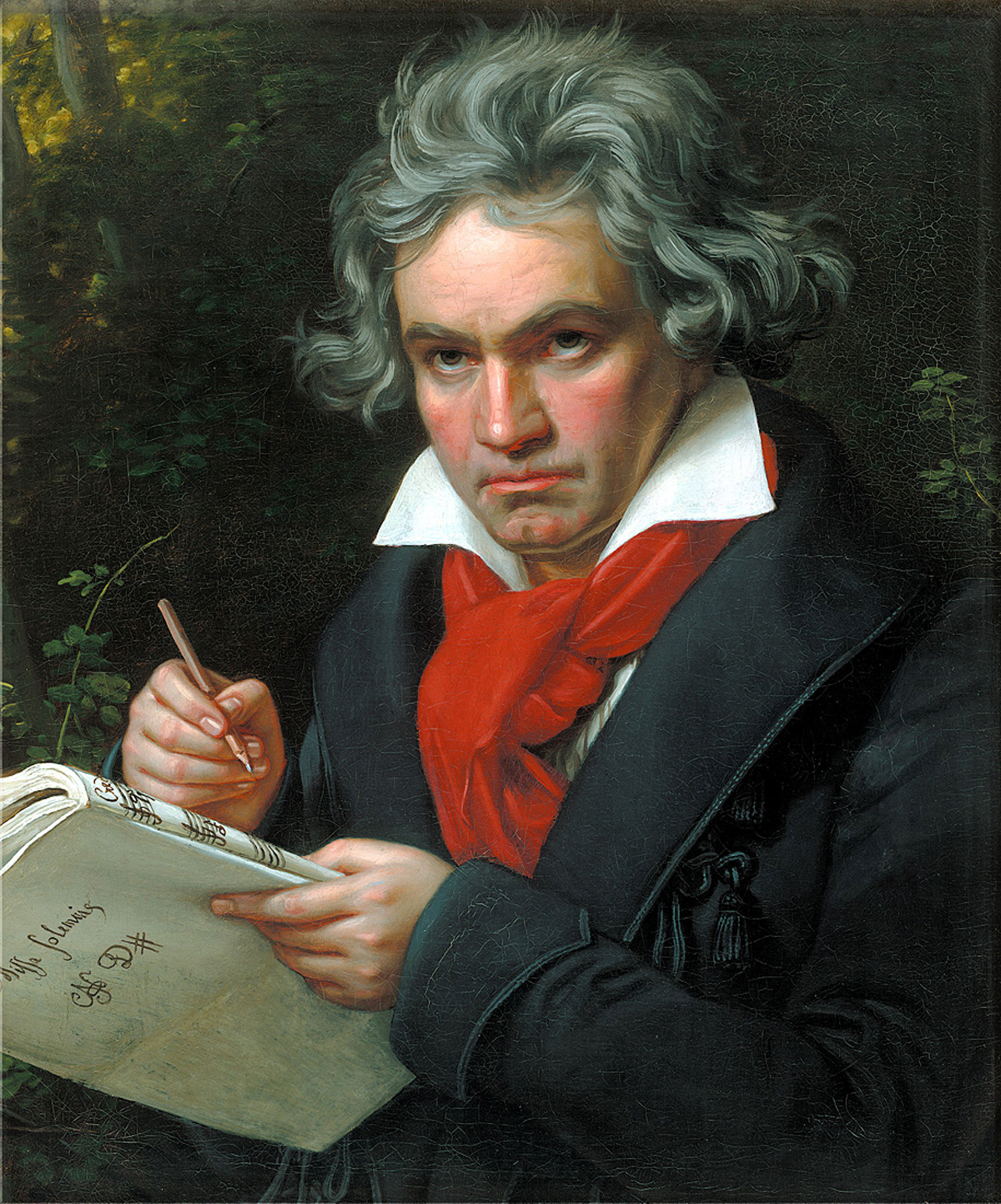
Ludwig van Beethoven care, printre altele, a compus imnul U.E.

Arta medievală europeană a luat naștere din moștenirea artistică a Imperiului Roman și tradițiile iconografice ale bisericii creștine timpurii. Aceste surse au fost amestecate cu viguroasa cultură artistică „barbară” a Europei de Nord pentru a produce o moștenire artistică remarcabilă. Istoria artei medievale poate fi privită ca istoria interacțiunii dintre elementele artei clasice, creștine timpurii și „barbare”.

Orașul Florența din Toscana este renumit ca locul de naștere al Renașterii și, în special, al picturii renascentiste, deși mai târziu în epocă, Roma și Veneția au căpătat o importanță tot mai mare în pictură. Renașterea Înaltă (a Titanilor) a fost dominată de trei pictori: Leonardo da Vinci, Michelangelo și Rafael. În arta europeană, clasicismul renascentist a generat două mișcări diferite – manierismul și barocul. Acolo unde arta renascentistă pune accentul pe proporție, echilibru și frumusețea ideală, manierismul exagerează astfel de calități, rezultând adesea în compoziții asimetrice sau nefiresc de elegante. Stilul se remarcă prin rafinamentul său intelectual, precum și calitățile sale artificiale (spre deosebire de cele naturaliste). Acest stil artistic privilegiază mai degrabă tensiunea și instabilitatea compoziției decât echilibrul și claritatea picturii renascentiste anterioare. Opera lui El Greco este un exemplu deosebit de clar al manierismului în pictură la sfârșitul secolului al XVI-lea și începutul secolului al XVII-lea.

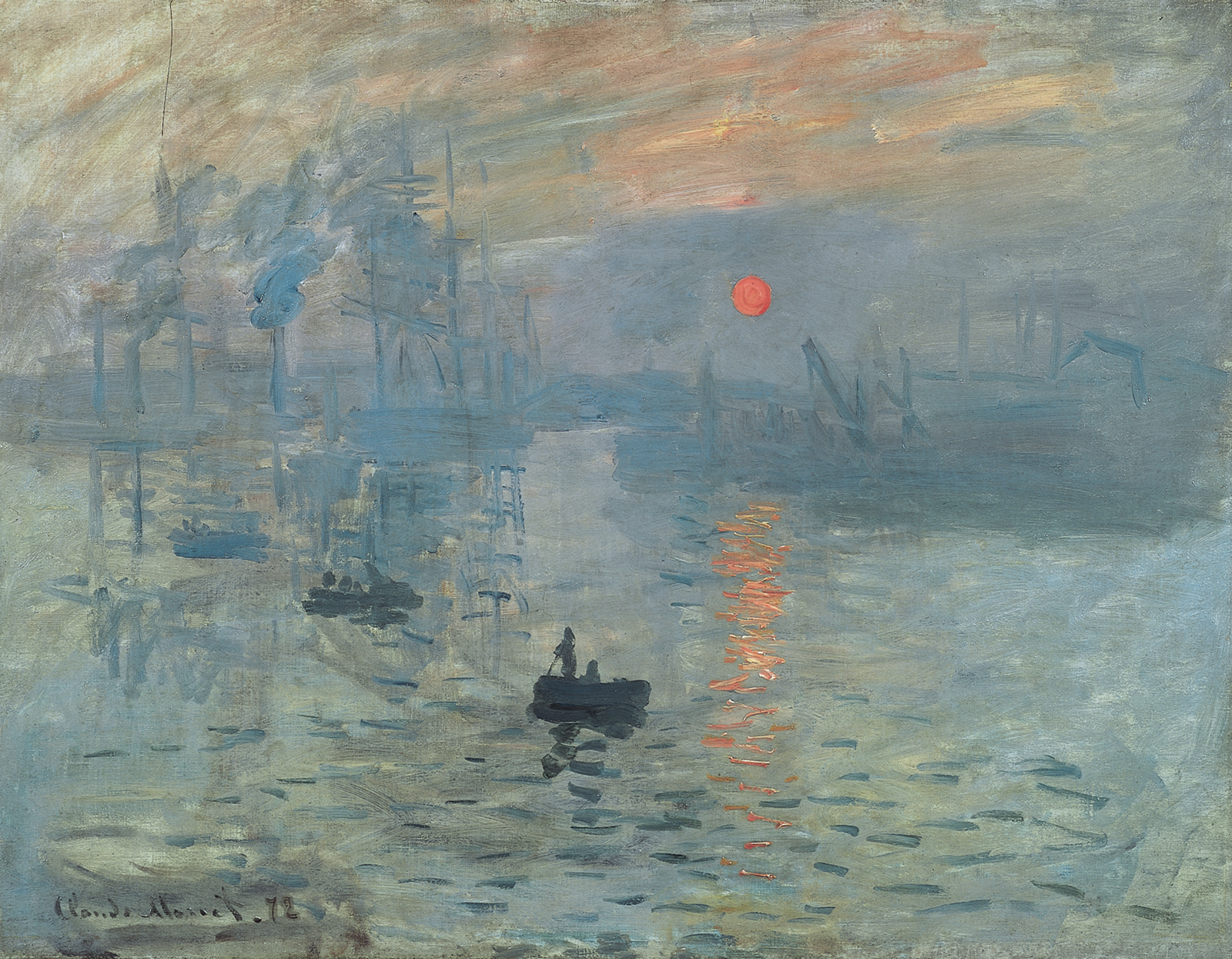
Impression, soleil levant, de Claude Monet, 1872

 Manierismul nordic a durat mai mult timp pentru a se dezvolta și a fost în mare parte o mișcare a ultimei jumătăți a secolului al XVI-lea. Arta barocă a dus reprezentativismul Renașterii la noi culmi, subliniind detaliile, mișcarea, iluminarea și drama în căutarea frumuseții. Poate că cei mai cunoscuți pictori baroci sunt Caravaggio, Rembrandt, Peter Paul Rubens și Diego Velázquez. Arta barocă este adesea privită ca parte a Contrareformei – elementul artistic al renașterii vieții spirituale în Biserica Romano-Catolică. 

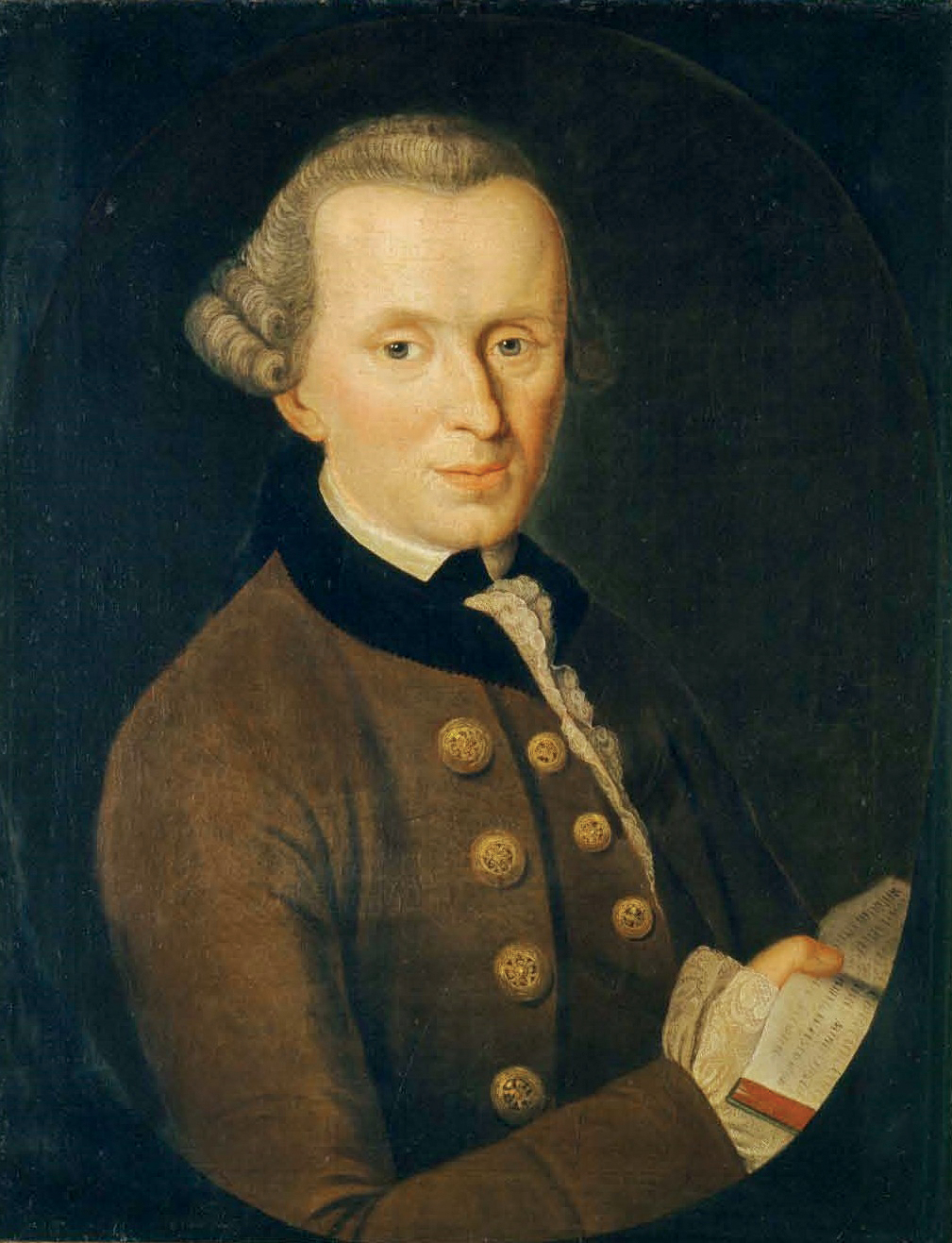
Immanuel Kant

În anii 1730 a apărut în Franța stilul rococo, care era chiar mai elaborat decât barocul însă mai jucăuș. În timp ce barocul a folosit culori bogate, puternice, Rococo a folosit nuanțe palide, mai cremoase. S-a răspândit curând în alte părți ale Europei, în special în nordul Italiei, Austria, sudul Germaniei, Europa Centrală și Rusia. A ajuns să influențeze și celelalte arte, în special sculptura, mobilierul, arginteria și sticlăria, pictura, muzica și teatrul.

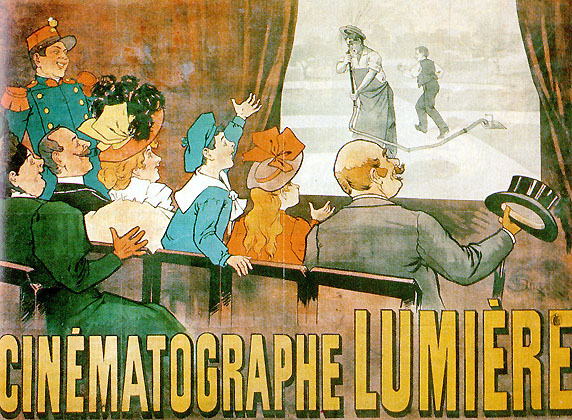
Afișul care anunță cinematograful fraților Lumière, care prezintă o celebră comedie (L'Arroseur Arrosé, 1895).

 Sculptura rococo a fost teatrală, colorată și dinamică, dând un sentiment de mișcare în toate direcțiile. Curând stilul rococo a scăzut în pondere, fiind văzut de mulți ca o mișcare gaudină și superficială care subliniază estetica în defavoarea semnificației. Neoclasicismul s-a dezvoltat în multe feluri ca un contra curent al rococo-ului, impulsul fiind un sentiment de dezgust îndreptat spre calitățile floride ale acestuia din urmă.

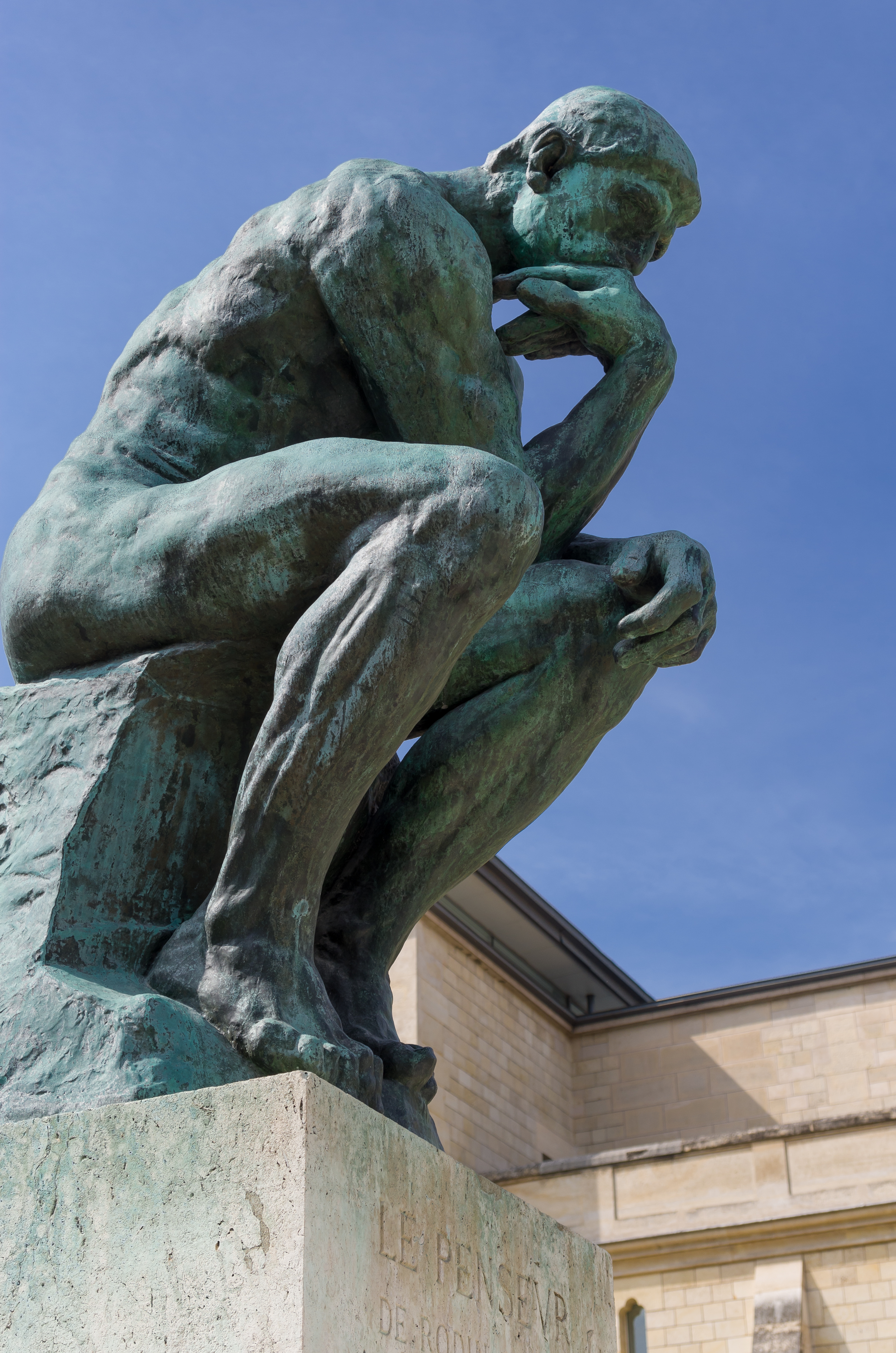
Gânditorul, de Auguste Rodin, 1902

Trupa de pop "The Beatles", 1964

Neoclasicismul s-a dorit o întoarcere la simplitatea, ordinea și „purismul” antichității clasice, în special a Greciei și Romei antice. S-a născut la Roma dar popularitatea sa s-a răspândit în toată Europa, întrucât o generație de studenți europeni s-au întors din Italia în țările lor de origine cu idealuri greco-romane recent redescoperite. Neoclasicismul a fost componenta artistică a mișcării intelectuale cunoscută sub numele de Iluminism. Arta neoclasică pune accent pe ordine, simetrie și simplitate clasică. Temele comune în arta neoclasică includ curajul și războiul, așa cum au fost frecvent explorate în arta greacă și romană antică. Ingres, Antonio Canova și Jacques-Louis David se numără printre cei mai cunoscuți neoclasiciști.
Așa cum manierismul a respins clasicismul, la fel a respins și romantismul ideile iluminismului și estetica neoclasicistilor. Arta romantică se referea la sentimente individuale, nu la teme comune, cum ar fi în neoclasicism. Printre cei mai mari artiști romantici se numără Eugène Delacroix, Francisco Goya, J.M. William Turner, John Constable, Caspar David Friedrich și William Blake.
Mișcarea realistă a început în Franța în anii 1850, Exponenții săi principali au fost Gustave Courbet, Jean-François Millet, Honoré Daumier și Jean-Baptiste-Camille Corot.

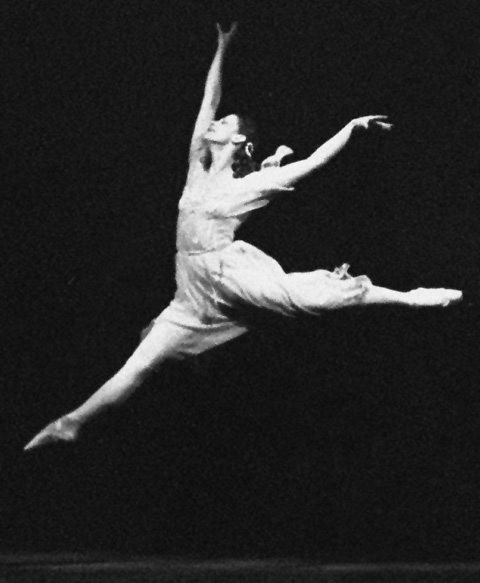
Maia Plisețkaia în Romeo și Julieta

Din etica naturalistă a realismului a apărut o mișcare artistică majoră, impresionismul. Impresioniștii au fost pionierii utilizării luminii în pictură în timp ce încercau să capteze lumina așa cum este văzută de ochiul uman. Edgar Degas, Édouard Manet, Claude Monet, Camille Pissarro și Pierre-Auguste Renoir au fost toți implicați în mișcarea impresionistă.

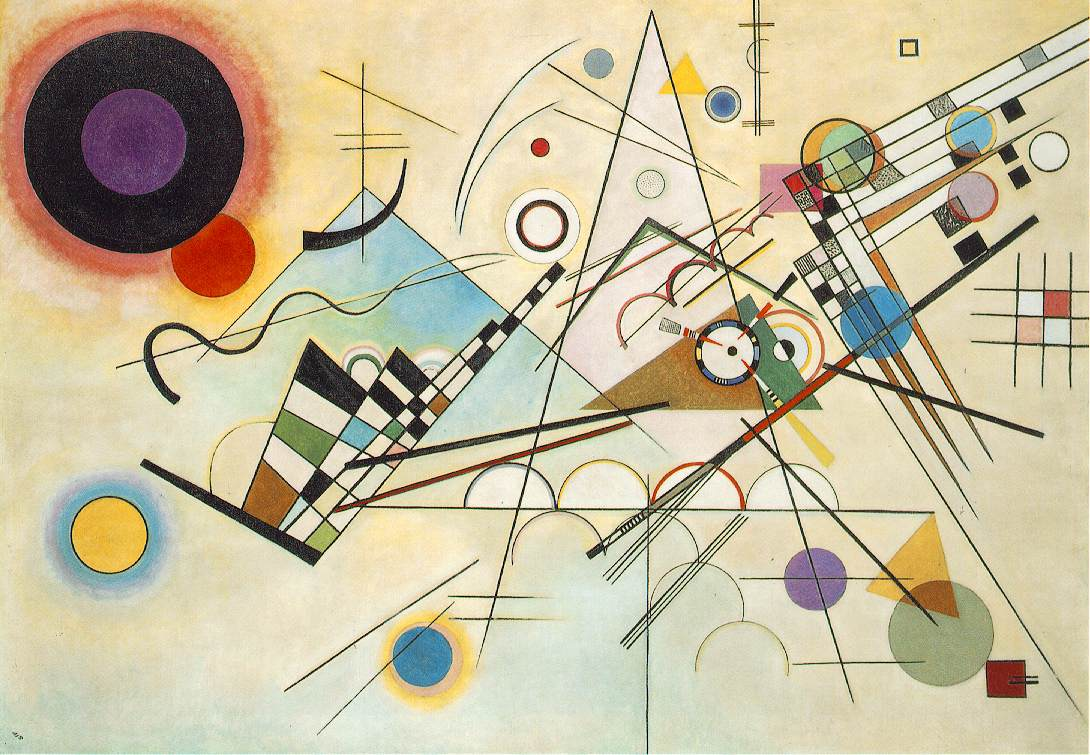
Compoziție VIII, de Wassily Kandinsky

 Impresioniștii s-au confruntat cu o opoziție dură din partea comunității de artă convențională din Franța. Publicul, la început ostil, a ajuns treptat să creadă că impresioniștii au captat o viziune proaspătă și originală, chiar dacă criticii de artă și instituția de artă dezaprobă noul stil. Recreând senzația din ochiul care vizionează subiectul, mai degrabă decât delimitând detaliile subiectului, și creând o combinație de tehnici și forme, impresionismul este un precursor al diferitelor stiluri de pictură, inclusiv neoimpresionismul, postimpresionismul, fauvismul și cubismul. Paul Cézanne, Vincent van Gogh, Paul Gauguin, Georges Seurat sunt cei mai cunoscuți postimpresioniști.
După fauviști, arta modernă a început să se dezvolte în toate formele sale, de la expresionism, preocupat de evocarea emoției prin opere de artă obiective, până la cubism, arta transpunerii unei realități în patru dimensiuni pe o pânză plată, până la arta abstractă. Suprarealismul este adesea clasificat ca o formă de artă modernă.

### Patrimoniu
În iunie 2020 Europa și America de Nord aveau cele mai multe situri înscrise în Patrimoniul Mondial UNESCO cu un procent de 47,19 % din totalul Patrimoniului Mondial. Printre siturile europene se numără: pădurile primitive de fag din Carpați, Castelul Ordinului Teutonic din Malbork, Polonia, Bisericile pictate din nordul Moldovei, Delta Dunării, Regiunea Laponia din Suedia, insula vulcanică islandeză Surtsey, Acropola din Atena, Peisajul cultural din Sintra, Centrul istoric al Florenței, Centrul istoric al Romei, Las Médulas, Muntele Athos, Arta rupestră din bazinul mediteranean iberic, Arta rupestră din Valcamonica, Sanctuarul lui Asklepios la Epidaur, Dolomiți, Vatican, Veneția și laguna, orașul port Bordeaux, Catedrala din Canterbury, Catedrala din Bourges, Canal du Midi, Catedrala Notre-Dame din Reims, Frontiera Imperiului Roman, Valea Loarei, Palatul și grădinile Schönbrunn, Palatul și parcul Versailles, Peștera Lascaux, Stonehenge, Turnul Londrei.

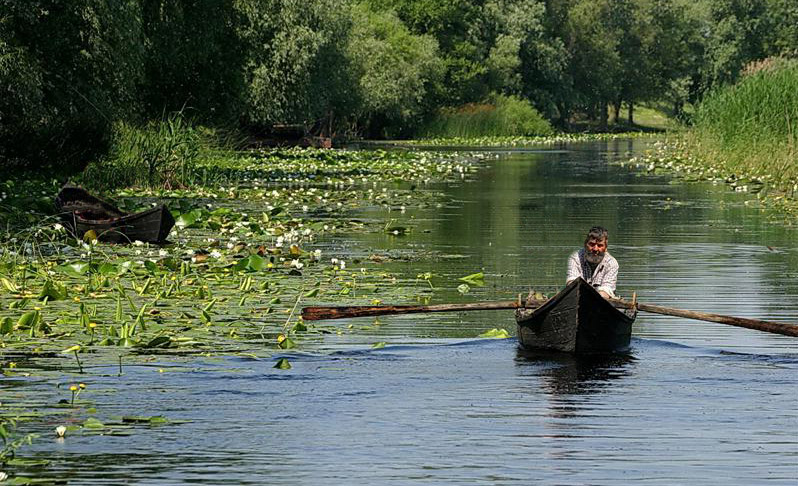
Delta Dunării
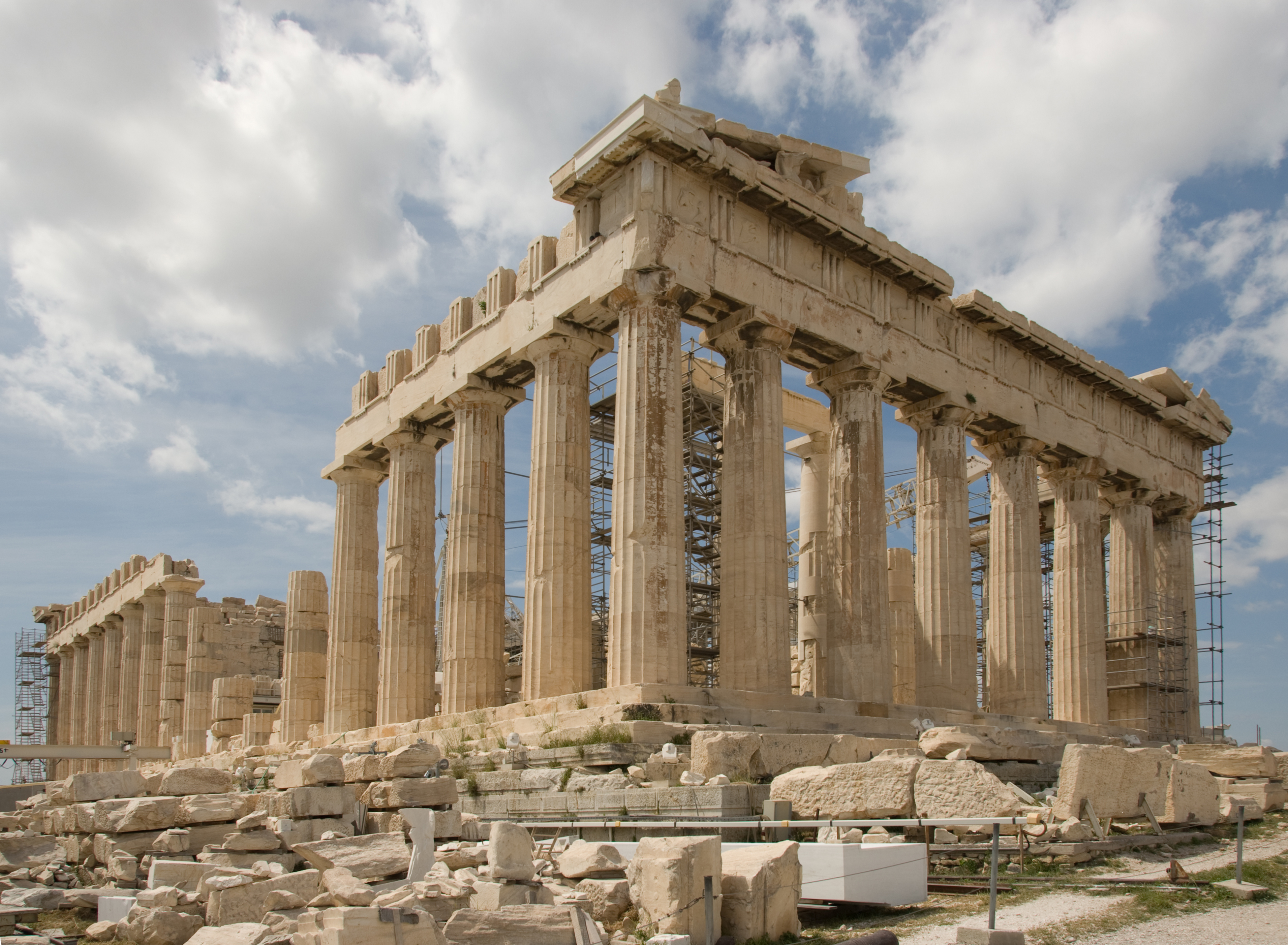
Partenonul
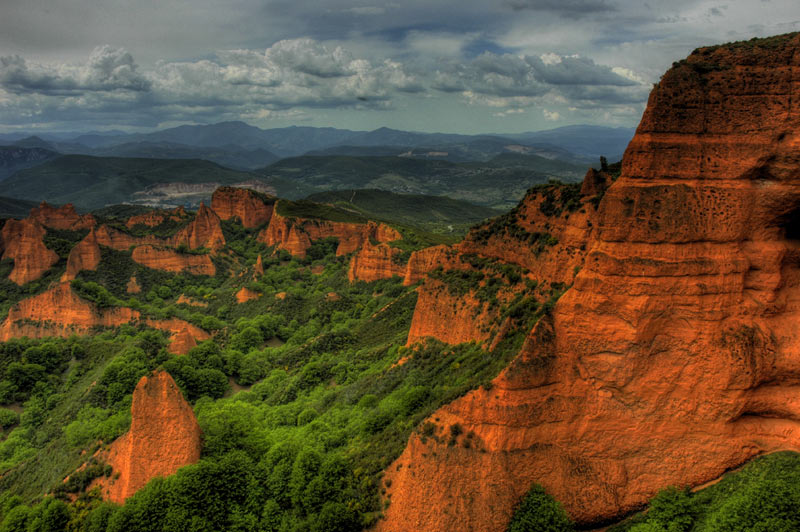
Las Médulas
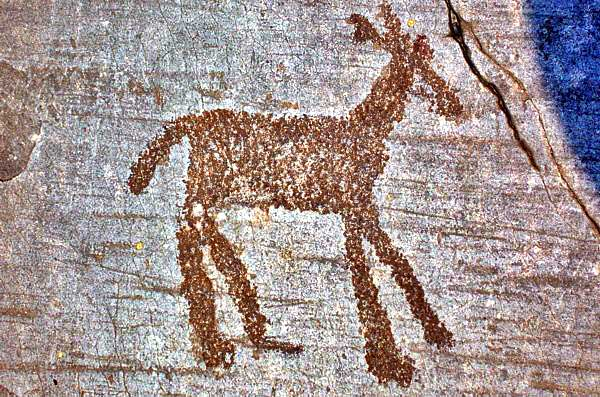
Arta rupestră din Valcamonica
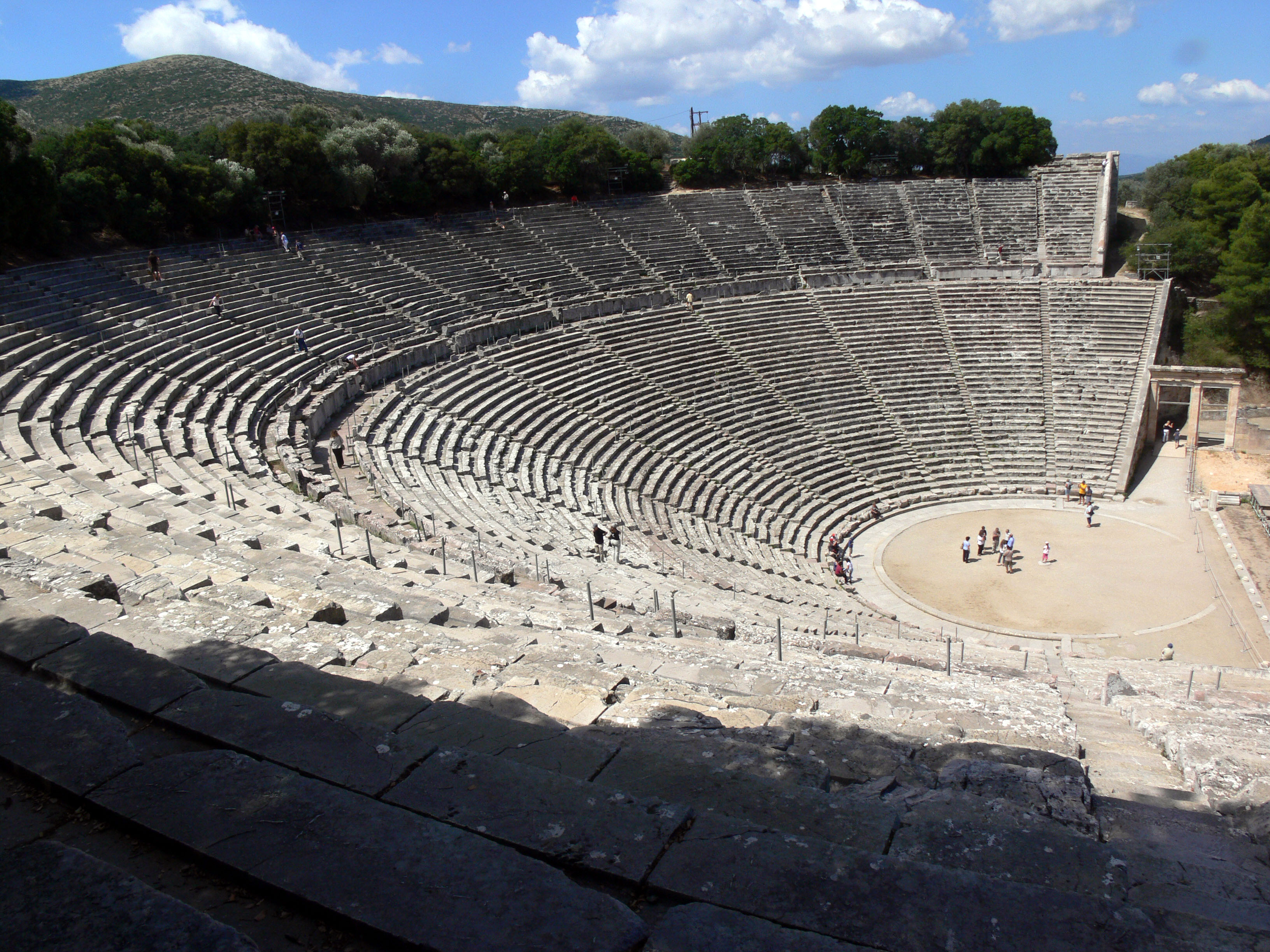
Sanctuarul lui Asklepios la Epidaur
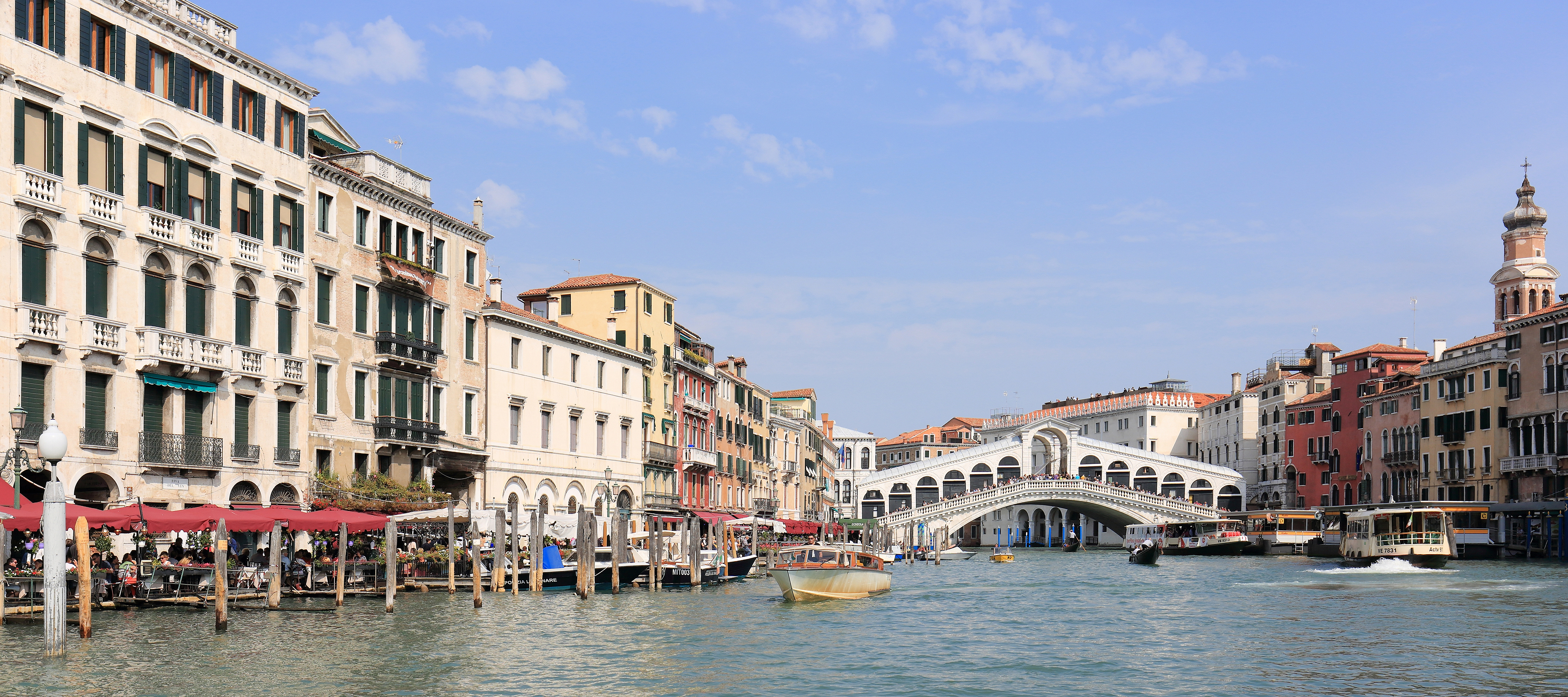
Veneția
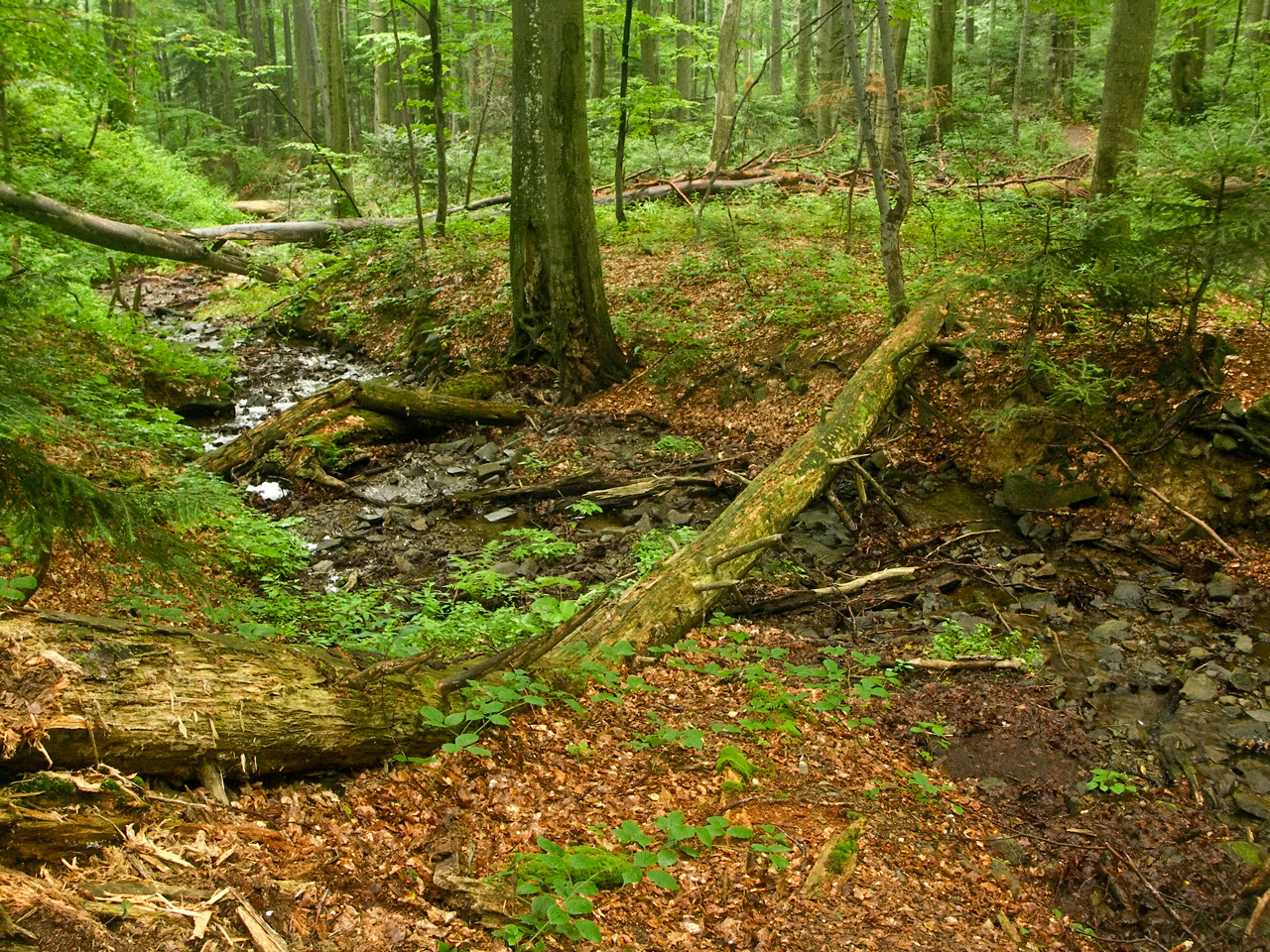
Pădurile primitive de fag din Carpați
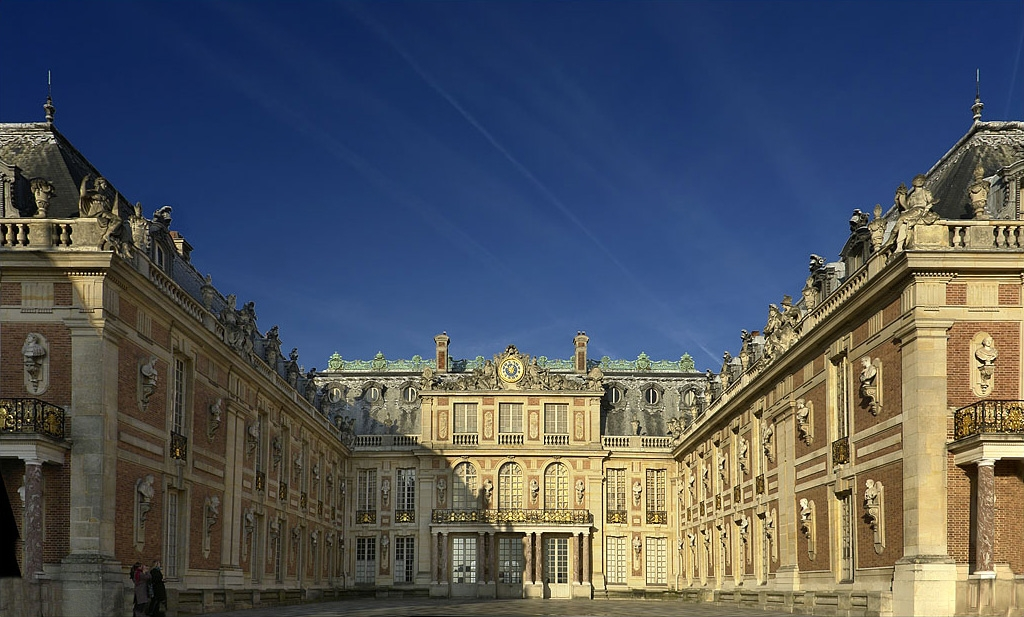
Palatul "Versailles"

### Religie

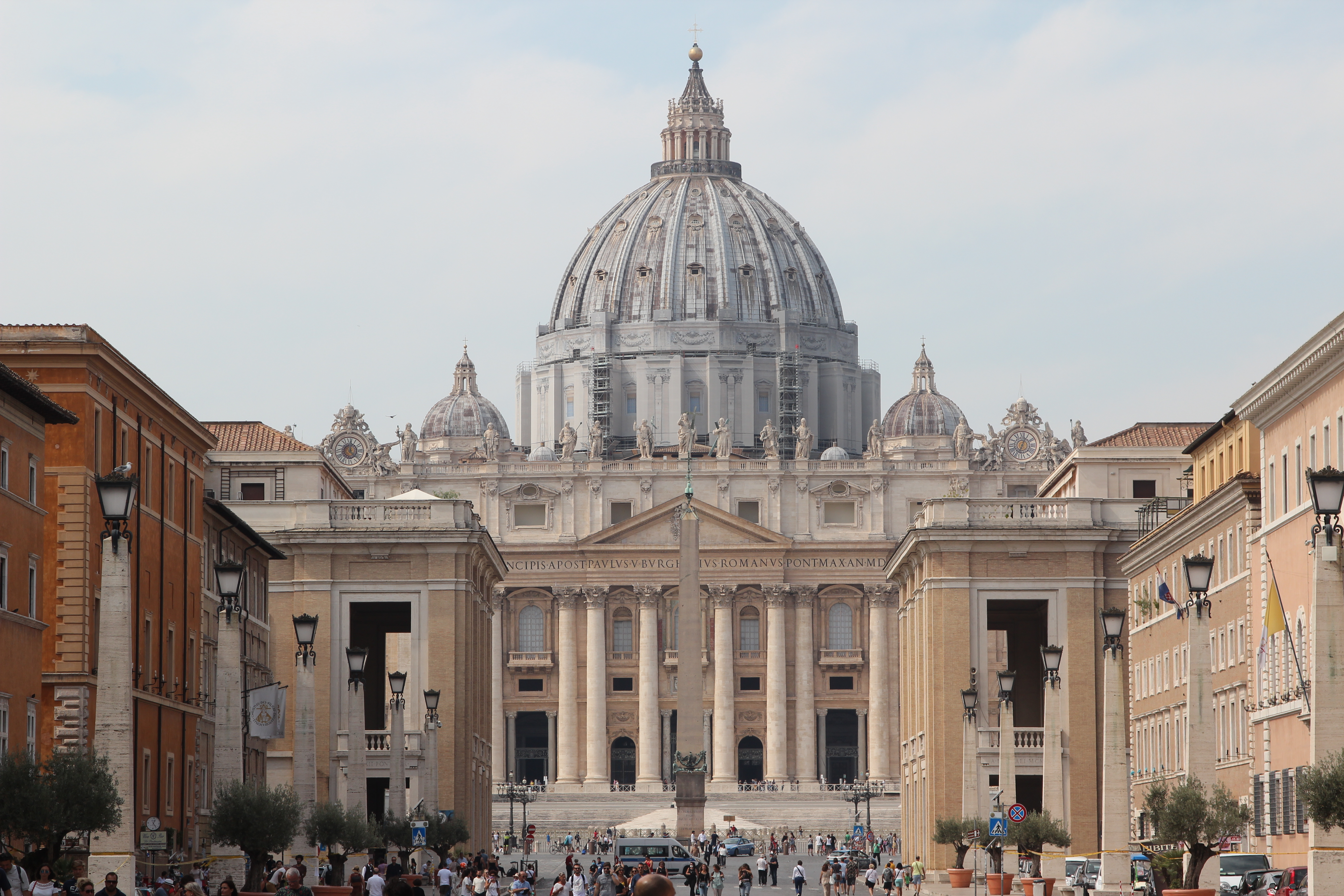
Bazilica "Sfântul Petru" din Vatican, cea mai mare biserică din lume

Din punct de vedere istoric, religia în Europa a avut o influență majoră asupra artei, culturii, filosofiei și dreptului european. Există șase sfinți patroni ai Europei venerați în romano-catolicism, cinci dintre aceștia fiind astfel declarați de Papa Ioan Paul al II-lea între 1980 și 1999: Sfinții Chiril și Metodie, Sfântul Bridget al Suediei, Ecaterina de Siena și Sfânta Tereza Benedicta de Cruce. 

<div class="transborder" style="position:absolute;width:100px;line-height:0;
Religia în Europa, conform sondajului Global Religious Landscape realizat de Pew Forum, 2012
     Creștinism (75,2%)
     Fără religie (18,2%)
     Islam (5,9%)
     Budism (0,2%)
     Hinduism (0,2%)
     Alte religii (0,1%)
Cea mai mare religie din Europa este creștinismul, 76,2 % dintre europeni considerându-se creștini, inclusiv catolici, ortodocși și diverse culte protestante. Printre protestanți, cele mai populare sunt denominațiile europene susținute de stat, precum luteranismul, anglicanismul și credința reformată. Alte confesiuni protestante, cum ar fi cele istorice semnificative precum anabaptiști nu au fost susținute de nici un stat și, prin urmare, nu sunt atât de răspândite, precum cele nou sosite din Statele Unite ale Americii: penticostalism, adventism, metodism, baptism, deși metodismul și baptiștii au origini europene. Noțiunea de „Europa” și „lumea occidentală” au fost strâns legate de conceptul de „creștinism și creștinătate”; mulți chiar atribuie creștinismului legătura care a creat o identitate europeană unificată.
Creștinismul, inclusiv Biserica Romano-Catolică, a jucat un rol important în conturarea civilizației occidentale încă din secolul al IV-lea, și cel puțin un mileniu jumătate, Europa a fost aproape echivalentă cu cultura creștină. Cultura creștină a fost forța predominantă în civilizația occidentală, îndrumând cursul filosofiei, artei și științei. În 2012, Europa are cea mai mare populație creștină din lume.
A doua cea mai populară religie este Islamul (6 %)  concentrat în principal în Balcani și Europa de Est (Bosnia și Herțegovina, Albania, Kosovo, Kazahstan, Cipru de Nord, Turcia, Azerbaidjan, Caucazul de Nord și regiunea Volga-Ural). Alte religii, inclusiv iudaismul, hinduismul și budismul sunt religii minoritare (deși budismul tibetan este religia majoritară a Republicii Kalmykia din Rusia). În secolul al XX-lea a avut loc renașterea neopăgânismului prin mișcări precum Wicca și Druid.
Europa a devenit un continent relativ laic, cu un număr și o proporție tot mai mare de oameni care nu au religie, agnostici și atei, care reprezintă aproximativ 18,2 % din populația Europei, în prezent cea mai mare populație laică din lumea occidentală. În Republica Cehă, Estonia, Suedia, fosta Germanie de Est și Franța există un număr deosebit de mare de persoane care se descriu drept nereligioase.

## Sport în Europa

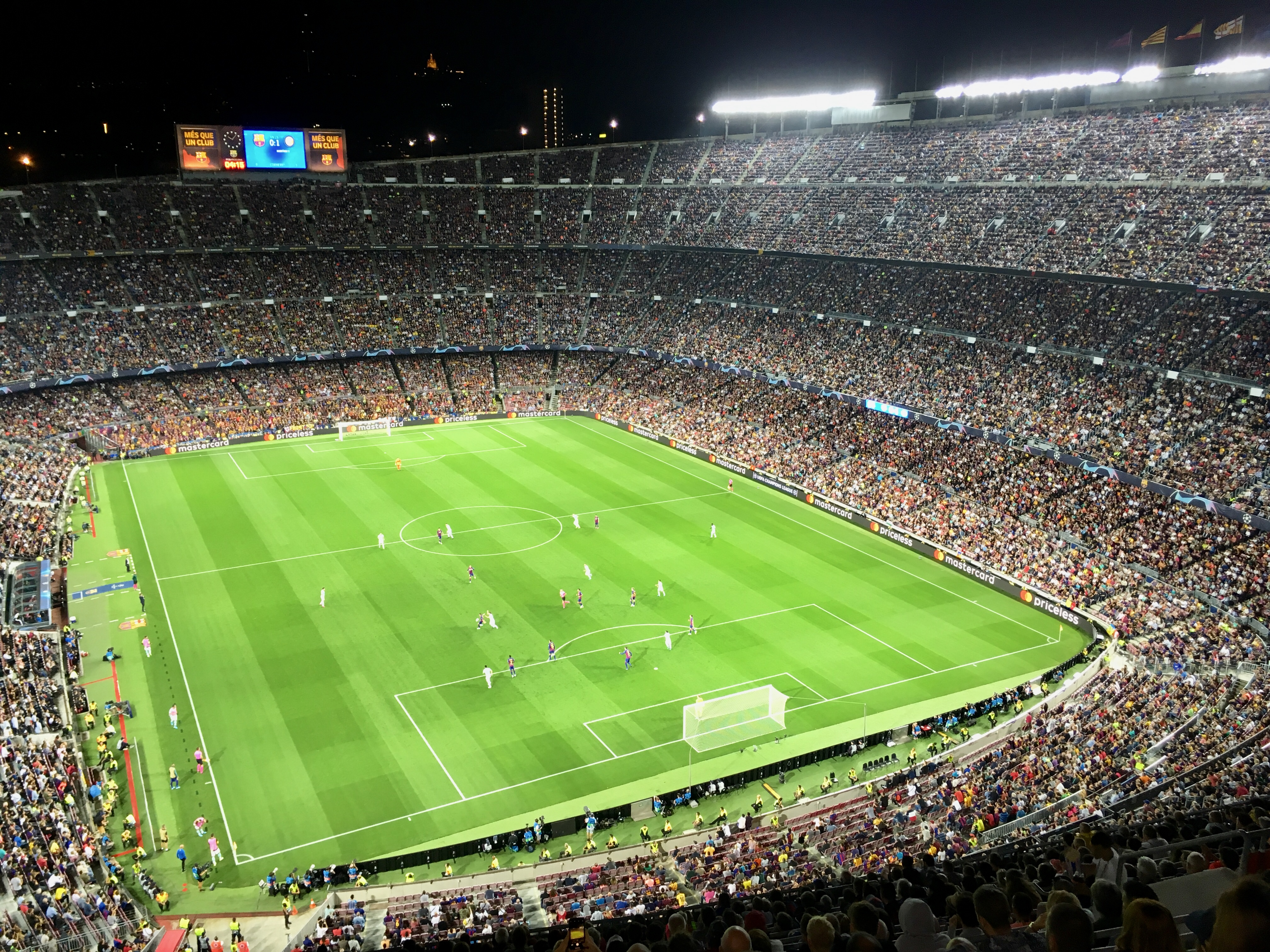
Fotbalul este unul dintre cele mai populare sporturi din Europa. Stadionul "Camp Nou" din Barcelona, cel mai mare din Europa

Sportul în Europa tinde să fie foarte organizat, multe sporturi având ligi profesionale. Originile multor dintre cele mai populare sporturi din lume se află astăzi în codificarea multor jocuri tradiționale. Cu toate acestea, o caracteristică paradoxală a sportului european este măsura remarcabilă în care variațiile locale, regionale și naționale continuă să existe și chiar în unele cazuri să predomine. Europa găzduiește cele mai importante competiții pentru multe sporturi, cum ar fi Liga Campionilor UEFA la fotbal, Liga Campionilor EHF Masculin la handbal, Cupa Campionilor Europeni de Rugby. 
În sporturile individuale, tenisul găzduiește două dintre cele patru turnee de Grand Slam, Roland Garros și Wimbledon. Cele trei tururi principale de ciclism: Turul Franței, Turul Italiei și Turul Spaniei și cele cinci monumente: Milano-San Remo, Turul Flandrei, Paris-Roubaix, Liège-Bastogne-Liège și Turul Lombardiei, toate au loc în Europa. British Open masculin este unul dintre cele patru turnee de Grand Slam la golf. În atletism, Campionatele Europene sunt mai vechi decât Mondialele, iar majoritatea întâlnirilor Ligii de Diamant se desfășoară în Europa, inclusiv Weltklasse Zurich, Bislett Games și Memorial Van Damme. În sporturile cu motor Formula Unu, Campionatul Mondial de anduranță, Campionatul Mondial de mașini de turism, Campionatul Mondial de raliuri și Campionatul Mondial rallycross sunt organizate în principal în Europa și sunt dominate în mod tradițional de șoferi și echipele europene.
Europa joacă, de asemenea, un rol important, fiind sediul multor federații internaționale mondiale, cum ar fi FIFA pentru fotbal, FIBA pentru baschet, UCI pentru ciclism, Fina pentru natație, IHF pentru handbal, toate având sediul în Elveția, IAAF în atletism are sediul la Monaco.
â